# Zabytki w Warszawie

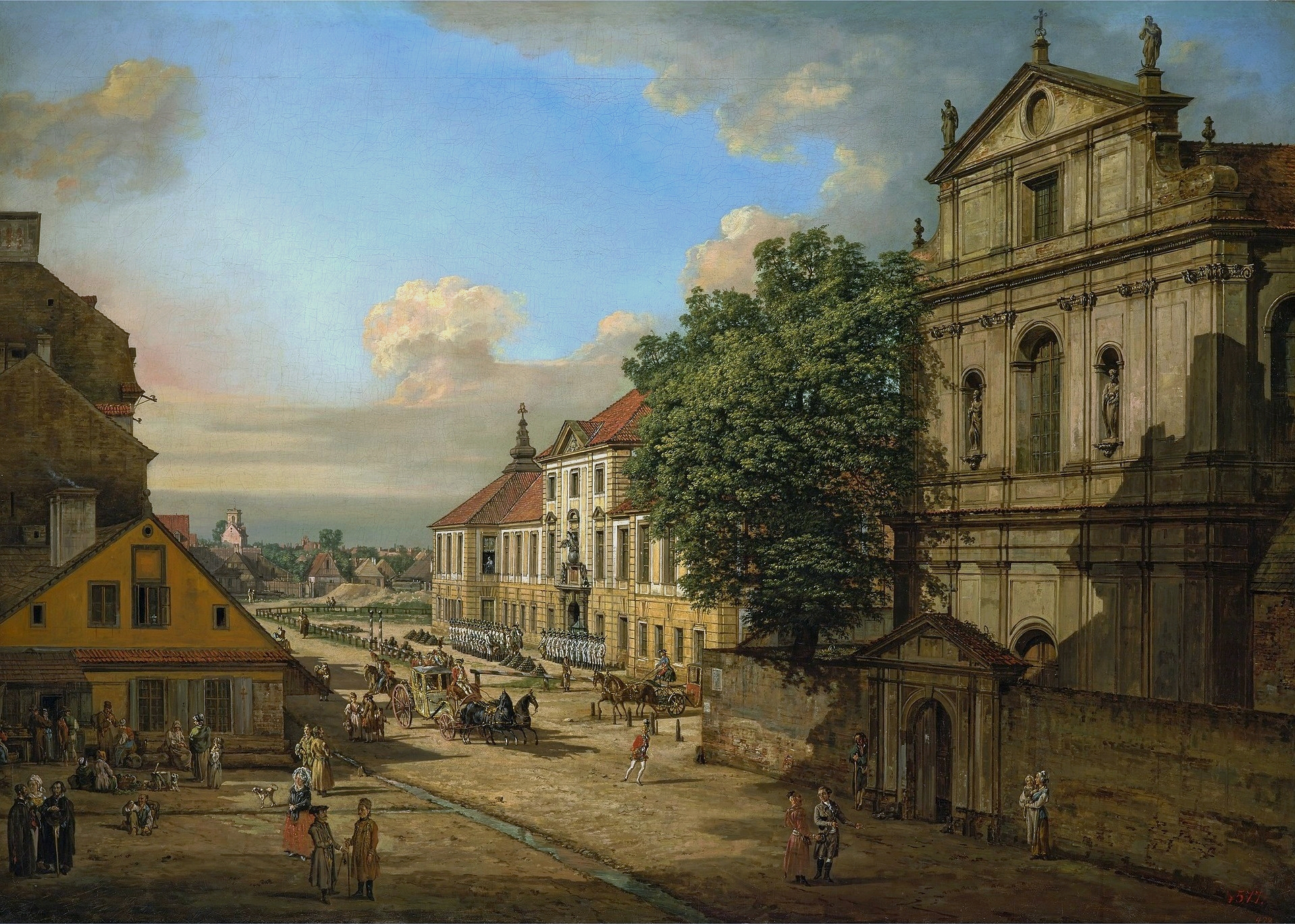
Nieistniejący już kościół Brygidek na rogu ulicy Nalewki, dalej Arsenał, ok. 1775. Po lewej stronie wylot ulicy Bielańskiej

Historia rozwoju Warszawy, sięgająca XIII w., została zapisana w jej strukturze przestrzennej i zabytkach. W wyniku wydarzeń II wojny światowej dziedzictwo kulturowe miasta – materialne i duchowe pamiątki jego dziejów zostały w olbrzymim stopniu zniszczone.
Dziedzictwo kulturowe w Warszawie podlega ochronie w oparciu o przepisy prawa:
- międzynarodowego (Konwencja o ochronie dziedzictwa kulturalnego i naturalnego z 16 listopada 1972, ratyfikowana przez Polskę 29 czerwca 1976),
- państwowego (ustawowego, m.in. ustawy o ochronie zabytków i opiece nad zabytkami z 23 lipca 2003),
- lokalnego (plany miejscowe).

## Dane liczbowe

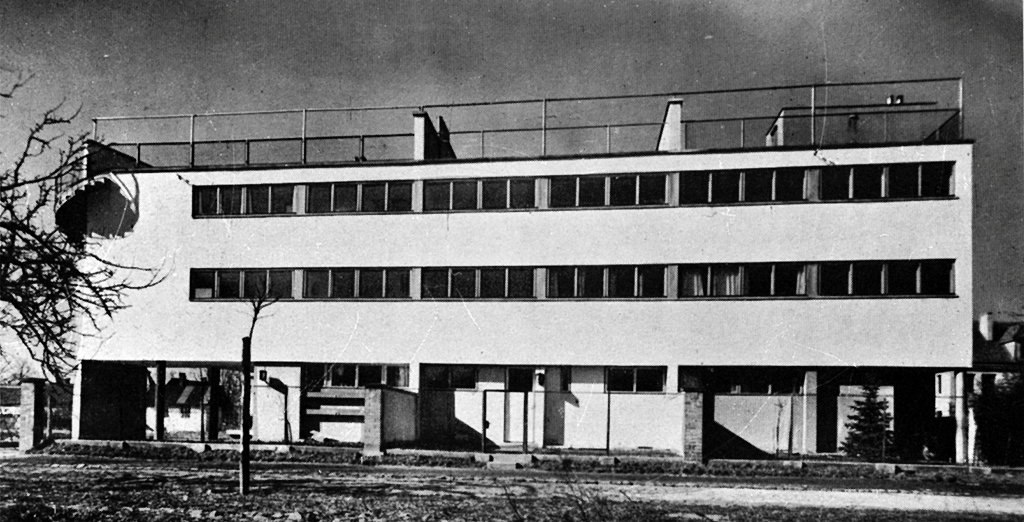
Willa Bohdana Lacherta na Saskiej Kępie z 1929, zabytek reprezentujący styl dwudziestolecia międzywojennego

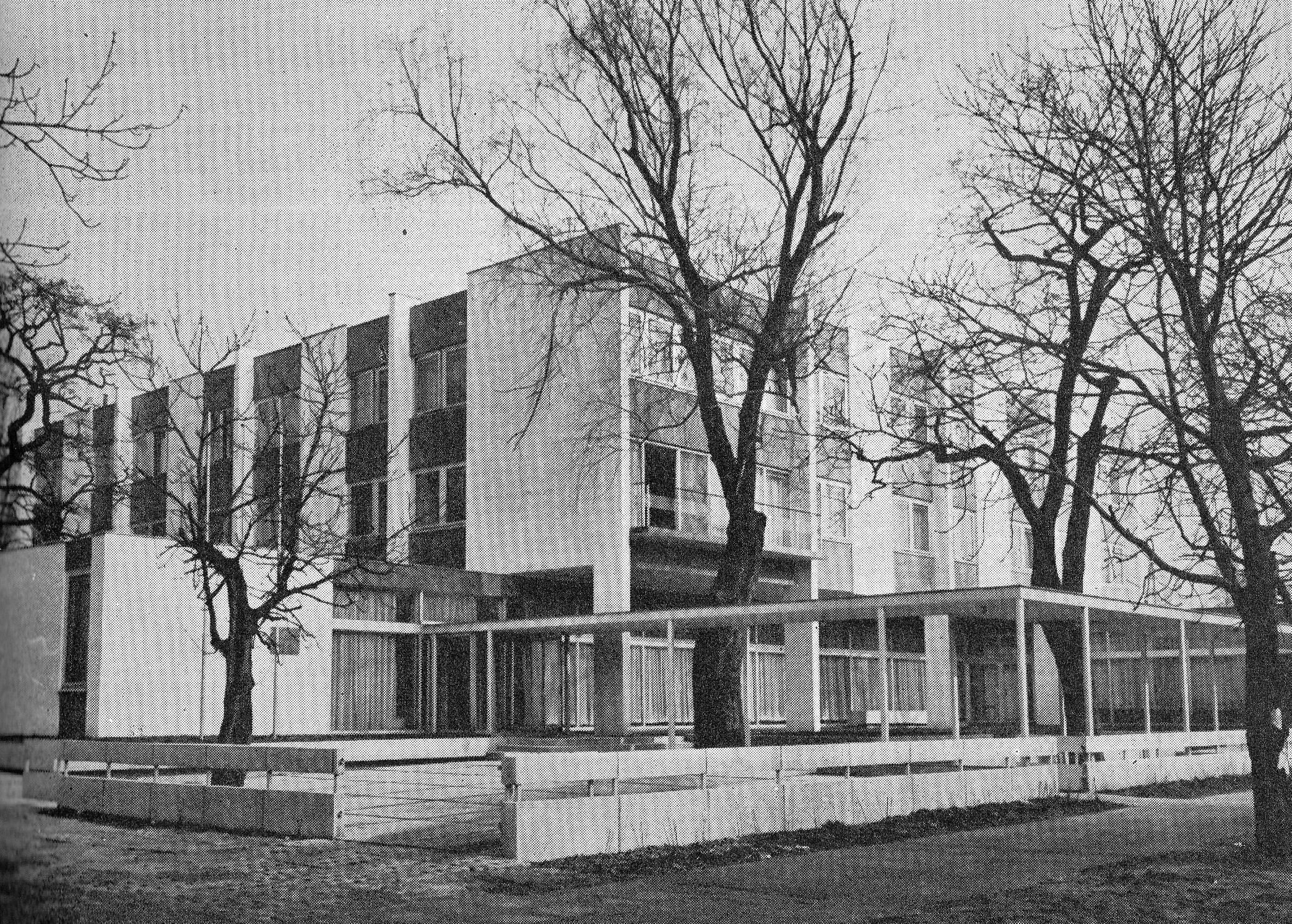
Węgierska ekspozytura Handlowa, zabytek reprezentujący styl lat 70. XX w.

W warszawskiej gminnej ewidencji zabytków pod koniec 2018 znajdowało się 11 600 obiektów, także obszarowych. W większości to zabytki jedynie wpisane do ewidencji, a więc o mniejszym stopniu ochrony konserwatorskiej niż wpisane do rejestru zabytków. Ewidencja obejmuje jednak także zabytki z rejestru, przy czym może być tak, że jednemu wpisowi do rejestru odpowiada kilka pozycji w ewidencji, jeżeli zabytek składa się z kilku elementów (np. dom, ogrodzenie i ogród).
Według danych Narodowego Instytutu Dziedzictwa w Warszawie na początku 2019 roku znajdował się jeden obiekt z listy światowego dziedzictwa UNESCO i 3 pomniki historii. Zabytki wpisane do rejestrów zabytków nieruchomych i archeologicznych pogrupowane są w następujący sposób:
- układ przestrzenny – 95
- zespół sakralny – 2
- zespół pałacowy – 2
- zespół przemysłowy – 16
- zespół gospodarczy – 3
- zespół (niesprecyzowany) – 54
- kościół rzymskokatolicki – 51
- dzwonnica – 9
- cerkiew – 2
- kościół protestancki – 3
- synagoga – 1
- kaplica – 6
- klasztor – 36
- obiekt sakralny (niesprecyzowany) – 5
- zamek – 2
- pałac – 64
- dwór – 8
- fortyfikacje – 44
- mury obronne – 4
- budynek użyteczności publicznej – 204
- karczma – 6
- kamienica – 625
- budynek mieszkalny – 383
- chałupa – 1
- budynek gospodarczy – 81
- budynek przemysłowy – 76
- pawilon parkowy – 13
- budynek (niesprecyzowany) – 12
- most – 6
- dworzec – 2
- budowla (niesprecyzowana) – 150
- kapliczka, figura – 7
- mała architektura – 18
- cmentarz – 10
- cmentarz rzymskokatolicki – 9
- cmentarz protestancki – 2
- cmentarz obrządku wschodniego – 1
- cmentarz żydowski – 2
- miejsce pamięci – 1
- pole bitwy – 1
- zieleń komponowana – 96
- otoczenie zabytku – 41
- zamek jako zabytek archeologiczny – 1
- grodzisko – 2
- osada – 5
- cmentarzysko – 3
- inny zabytek archeologiczny – 40.

Jeden obiekt może należeć do danej kategorii (np. budowla) i jednocześnie do zespołu lub układu przestrzennego. Dany obiekt może mieć kilka wpisów, przykładowo, Pałac Tyszkiewiczów jest wpisany do rejestru zabytków pod numerem 245 z 1 lipca 1965, po czym ponownie wraz z innymi budynkami kampusu centralnego Uniwersytetu Warszawskiego pod numerem 1244-A z 24 lipca 1984. Ponadto wchodzi w skład zespołu pn. zespół Uniwersytetu Warszawskiego, który nie ma jednego numeru wpisu. W zestawieniu tym odrębnie są traktowane poszczególne elementy umieszczone w jednym wpisie, nawet gdy nie jest on określany jako wpis zespołu. Przykładowo, pod tym samym wpisem numer 253 z 1 lipca 1965 wprowadzone są obiekty z trzech kategorii: Kościół św. Anny, klasztor i dzwonnica (tymczasem kolumna maryjna stojąca między kościołem a dzwonnicą ma wpis nr 253/2 z 1 lipca 1965). Zdarza się również, że zabytkowe układy przestrzenne nakładają się na siebie, np. część wspólną mają układ urbanistyczny placu Gabriela Narutowicza i układ Kolonii Lubeckiego.
Jednym z najmłodszych obiektów wpisanych do rejestru jest budynek dawnej Węgierskiej Ekspozytury Handlowej z 1972.

## Lista światowego dziedzictwa UNESCO
Na mocy prawa międzynarodowego w dniu 2 września 1980 Komitet UNESCO wpisał na Listę światowego dziedzictwa kulturowego i przyrodniczego ludzkości historyczne centrum Warszawy. Jednym z podstawowych kryteriów wpisu był unikatowy, niezwykle udany fakt odbudowy zespołu historycznego.
Obszar wpisany na listę obejmuje Stare Miasto w granicach murów obronnych wraz z fosami, teren podskarpia do Wisłostrady, ul. Mostową, kwartał zabudowy z kamienicą Johna i zespół kościoła św. Anny przy Krakowskim Przedmieściu oraz Zamek Królewski.
Rozważane jest wystąpienie o rozszerzenie wpisu na Listę światowego dziedzictwa o Cytadelę i Stację Filtrów.

## Pomniki historii

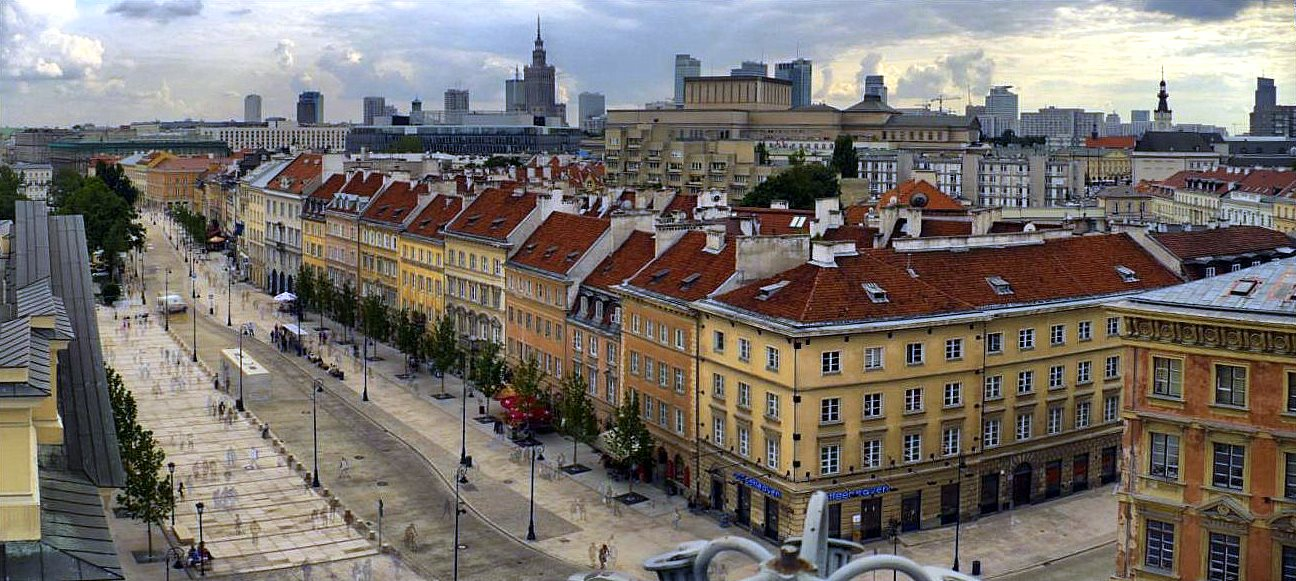
Trakt Królewski (Krakowskie Przedmieście) – część pomnika historii

W Warszawie od 2014 są trzy pomniki historii. Pierwszym, ustanowionym w 1994 roku był historyczny zespół miasta Warszawy z traktem królewskim i Wilanowem obejmujący obszar od Cytadeli, przez Nowe i Stare Miasto, Krakowskie Przedmieście, Nowy Świat i Al. Ujazdowskie do Belwederu oraz zespół pałacowo-parkowy w Wilanowie z parkiem Morysin. Następnie za pomniki historii uznano Zespół Stacji Filtrów Williama Lindleya i zespół zabytkowych cmentarzy wyznaniowych na Powązkach (Cmentarz Powązkowski w Warszawie, Cmentarz żydowski w Warszawie (Wola), Cmentarz ewangelicko-augsburski w Warszawie, Cmentarz ewangelicko-reformowany w Warszawie, Muzułmański Cmentarz Kaukaski i Muzułmański Cmentarz Tatarski).

## Parki kulturowe
W 2012 roku utworzono Wilanowski Park Kulturowy, który obejmuje prawie całą dzielnicę Wilanów i przygraniczny pas Ursynowa. Od 2017 roku trwają procedury powołania parku kulturowego Historyczne Centrum Warszawy.
Rozważano także utworzenie takiego parku dla grodziska Bródno Stare oraz dla systemu fortyfikacji XIX-wiecznej Twierdzy Warszawa obejmującego rosyjskie fortyfikacje z okresu zaborów – Cytadelę z pierścieniem fortów wokół miasta, szańce, wały międzyfortowe, obiekty pomocnicze i częściowo zachowany układ dróg fortecznych.

## Zabytki wpisane do rejestru zabytków
Do rejestru zabytków wpisano m.in. układy urbanistyczne i zespoły budowlane, dzieła architektury i budownictwa, dzieła budownictwa obronnego, obiekty techniki, cmentarze, parki, ogrody oraz zabytki archeologiczne. W rejestrze zabytków nieruchomych w 2006 wpisanych było ok. 1300 obiektów.

### Bemowo
- willa, ul. Połczyńska 59

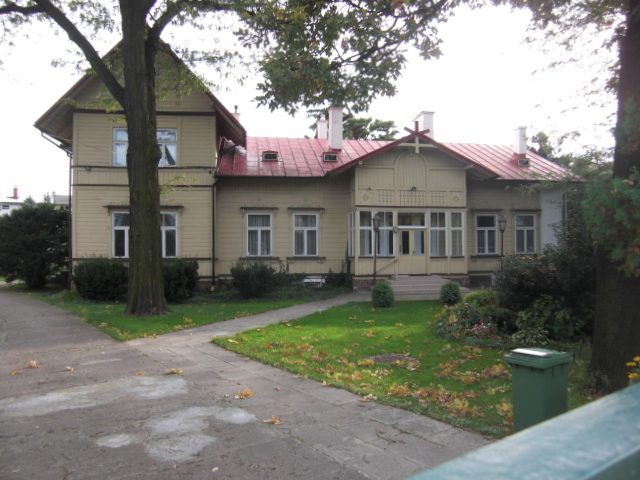
Dworekm Schneiderów, Połczyńska 59.

- fort III „Blizne-Groty”, ul. Lazurowa
- fort IV „Chrzanów”, ul. Kopalniana 3
- fort IIA „Babice”, „Radiowo”
- P „Bemowo”

### Białołęka
- kościół pw. św. Jakuba, ul. Mehoffera 4
  - dzwonnica
- kościół pw. św. Michała Archanioła, ul. Głębocka 119

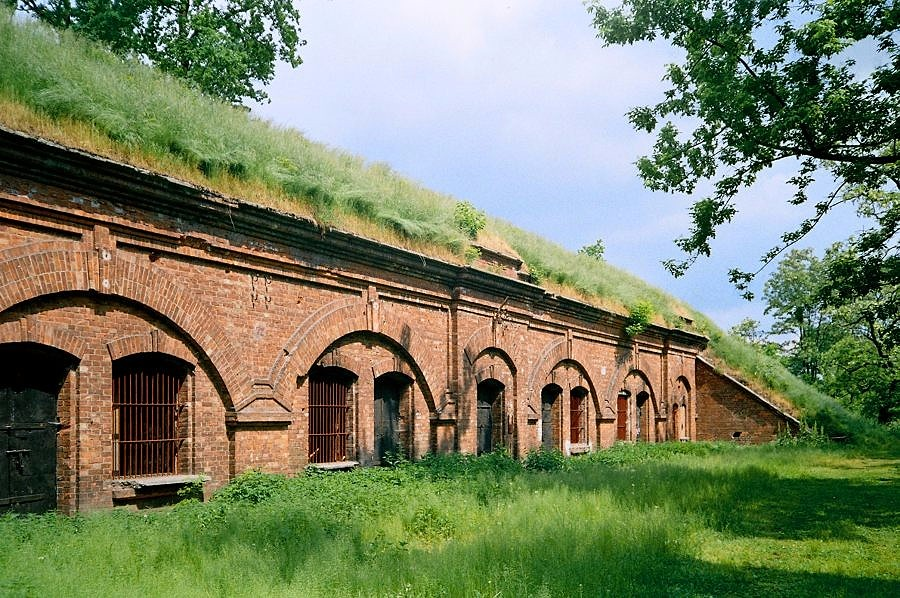
Fort P Twierdzy Warszawa

  - cmentarz przykościelny
- zespół dworski, ul. Dębowa 12
  - dwór
  - park
- zespół dworski, ul. Mehoffera 2
  - dworek
  - oficyna, tzw. pałacFort P Twierdzy Warszawa
  - budynek gospodarczy
  - park
- willa, ul. Laurowa 2
  - ogród
- dwór w Buchniku, ul. Stasinek 9c

### Bielany

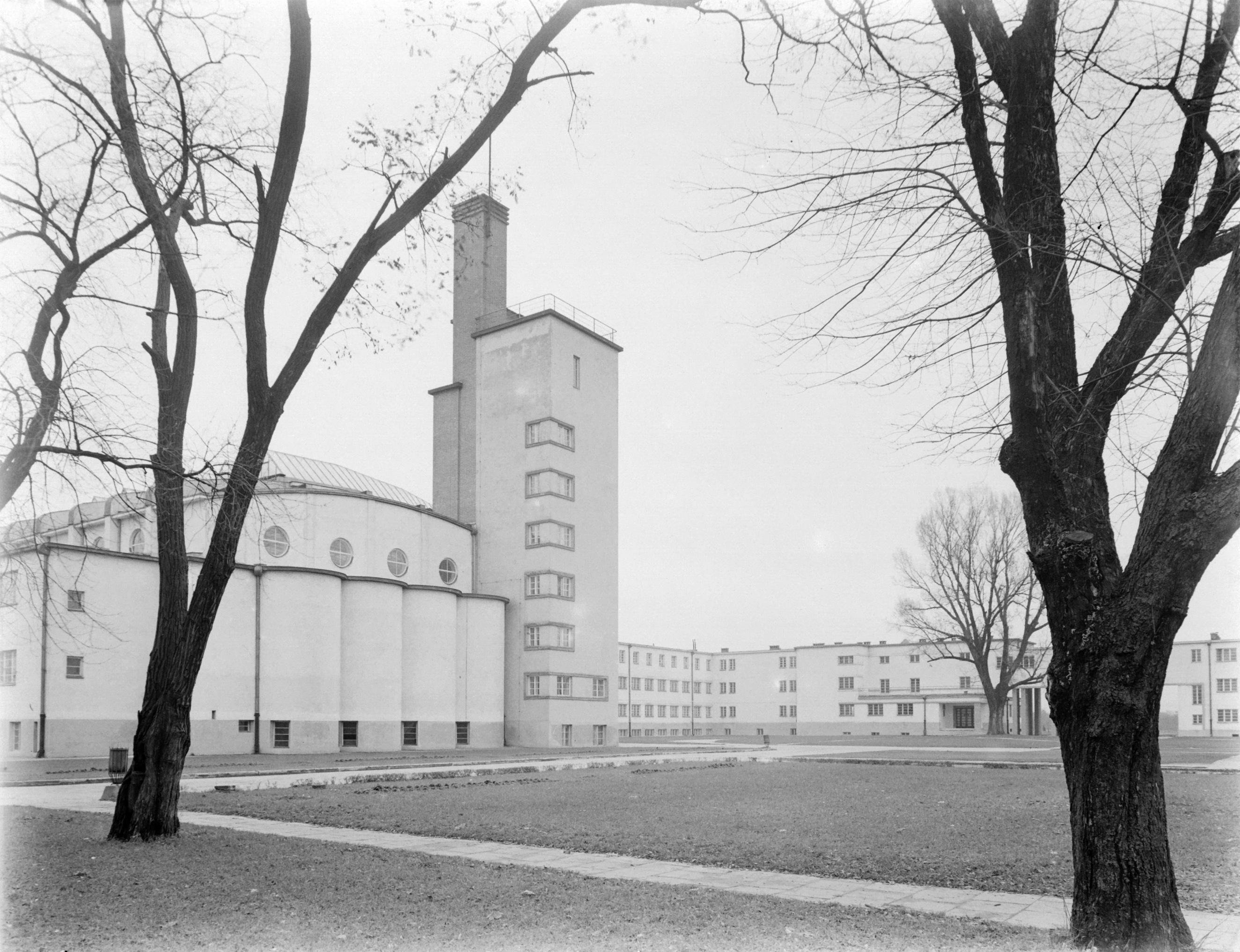
Zespół Akademii Wychowania Fizycznego

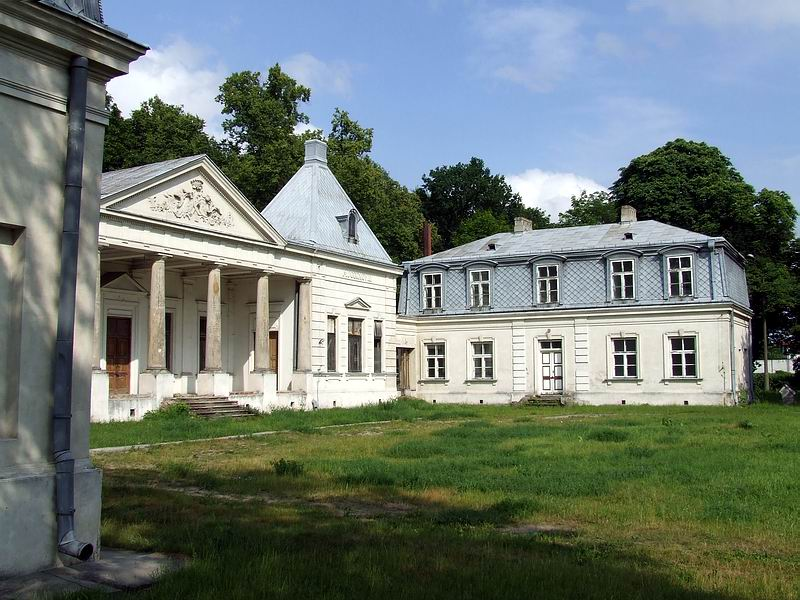
Pałac Brühla obecnie, wyremontowana fasada w 2006

- kościół pw. św. Marii Magdaleny, ul. Wólczyńska 4
- kościół par. pw. Matki Boskiej Królowej Polski, ul. Gdańska 6 a
- zespół klasztorny kamedułów na Bielanach, ul. Dewajtis 3
  - kościół pw. Niepokalanego Poczęcia NMP
  - 13 eremów kamedulskich
  - budynki poklasztorne
  - grób Staszica
  - obudowa źródła
- kaplica przydrożna, ul. Wólczyńska 23
- Fort II „Wawrzyszew”, ul. Księżycowa
- zespół pałacowo-parkowy, ul. Muzealna 8
  - pałac
  - 2 oficyny
  - domek dozorcy
  - brama wjazdowa
  - park
- zespół Akademii Wychowania Fizycznego, ul. Marymoncka 34
  - gmach główny (z pływalnią i wieżą ciśnień)
  - hala sportowa
  - internat męski
  - internat żeński
  - 2 internaty nauczycielskie
  - 2 wille profesorskie
  - stołówka
- dom, przy ul. Daniłowskiego 45

### Mokotów

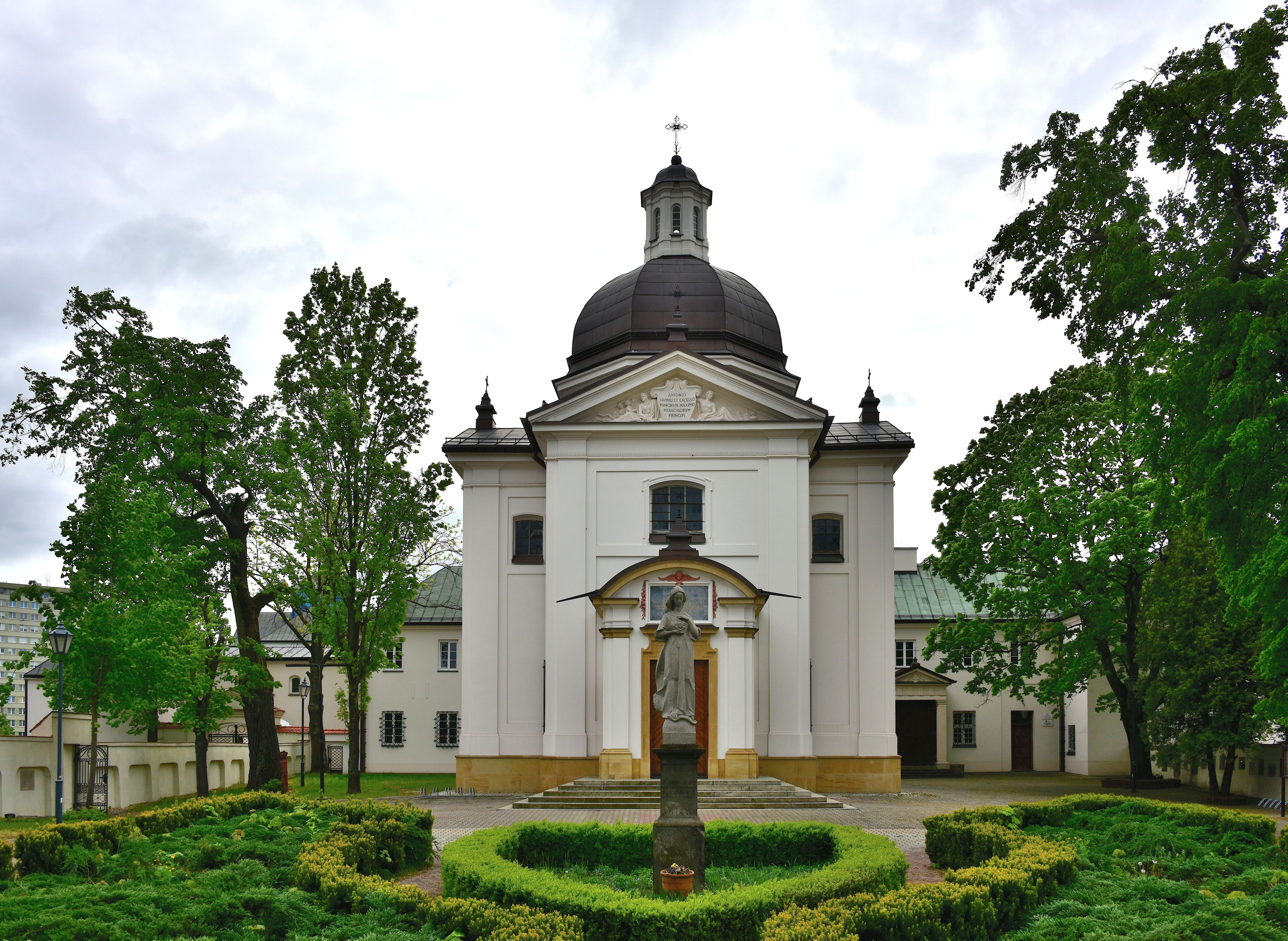
Kościół św. Antoniego z Padwy

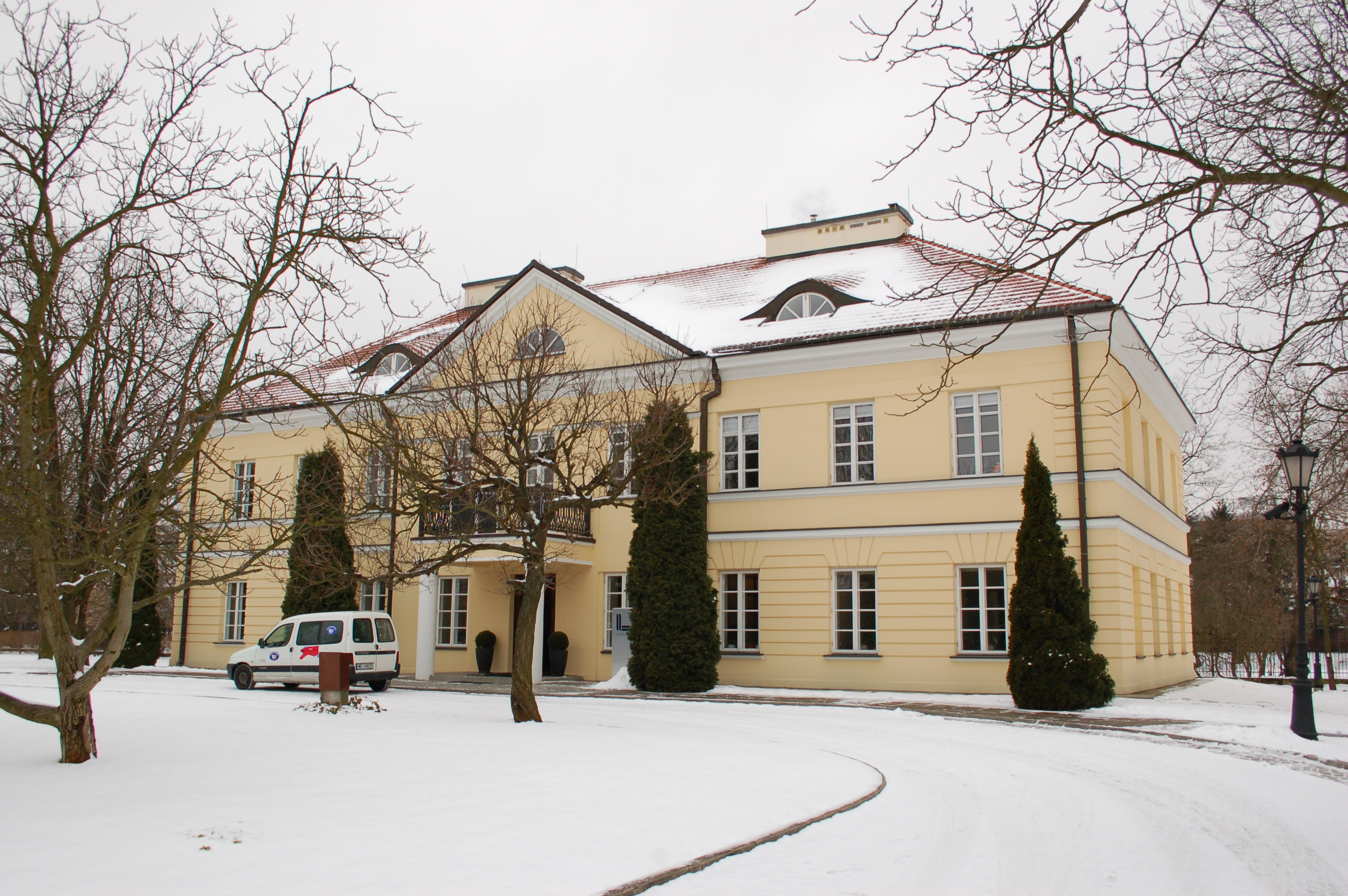
pałac w folwarku Sielce przy ul. Cybulskiego 3

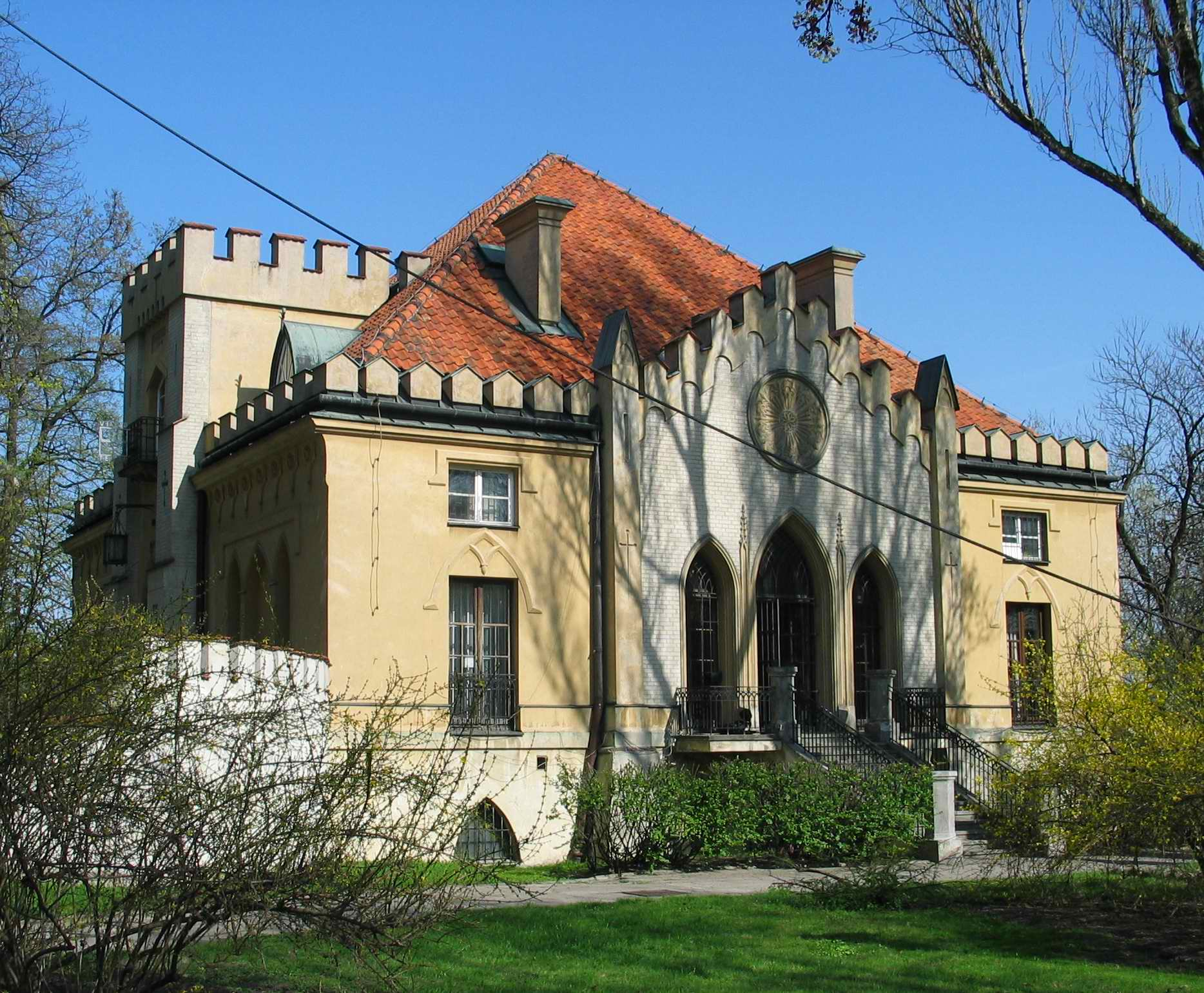
Pałac Szustra

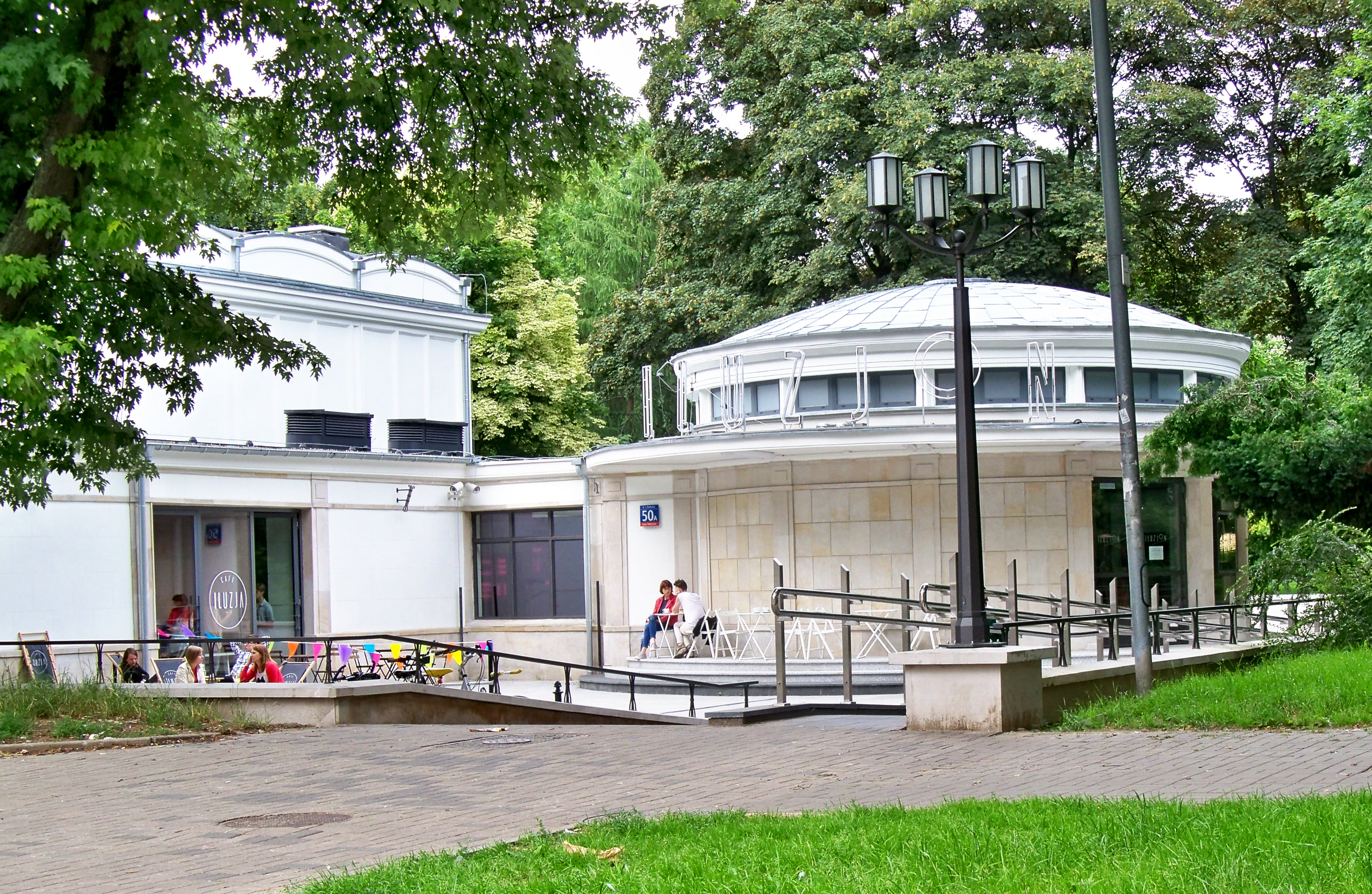
Kino Iluzjon

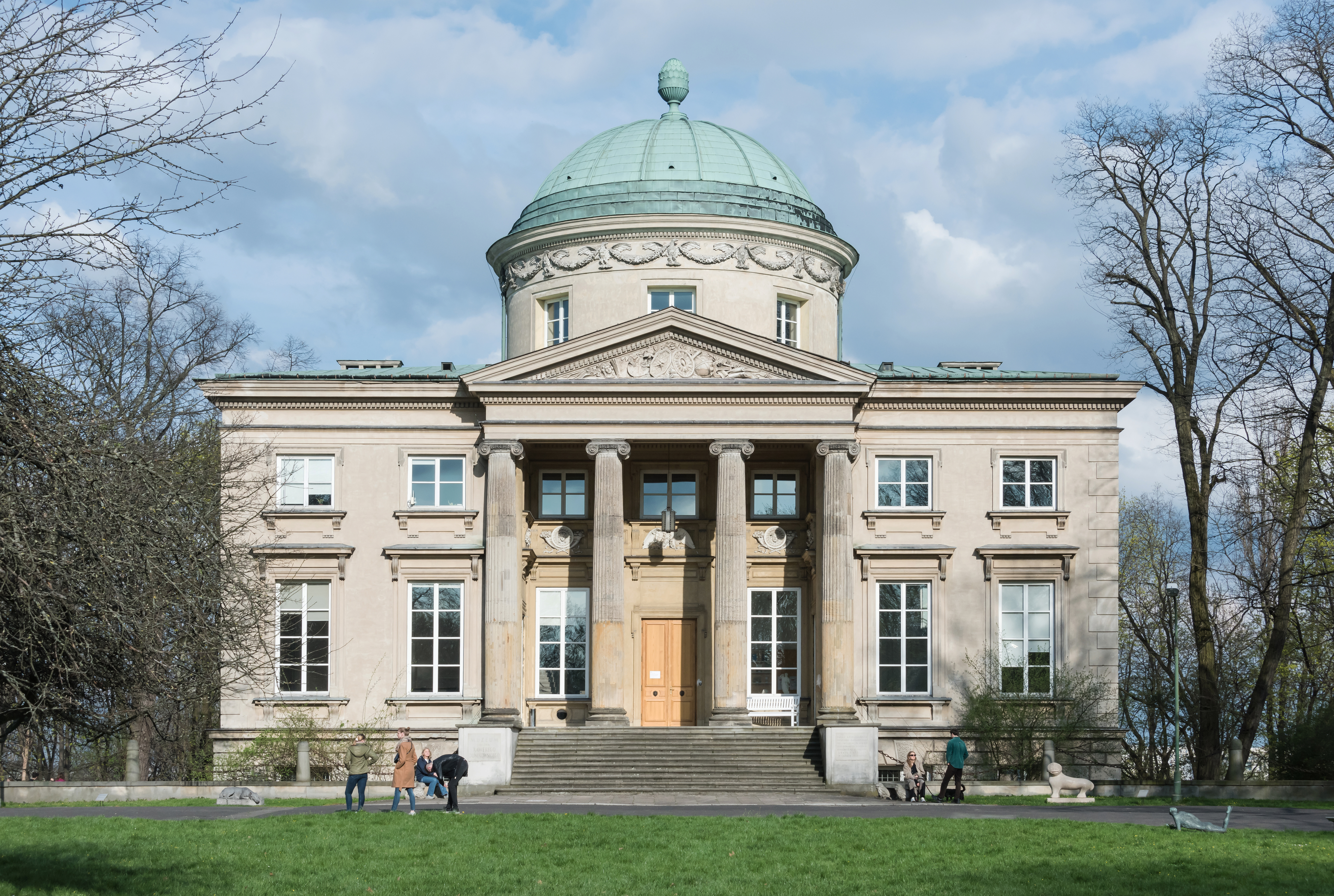
Pałac Królikarnia

- „Miasto Ogród Czerniaków” – zespół urbanistyczny i budowlany
- osiedle „Szare Domy” – zespół budowlany z zielenią
- układ urbanistyczny i zespół budowlany (Różana – al. Niepodległości – Odolańska – Dąbrowskiego)
- zespół klasztorny bernardynów, ul. Czerniakowska 2/4
  - kościół św. Antoniego z Padwy
  - klasztor
  - ogrodzenie
- 3 mogiły na cmentarzu, ul. Wałbrzyska
- Park Dreszera, ul. Puławska – Odyńca – Kazimierzowska – Ursynowska
- fort „Mokotów II”, ul. Idzikowskiego
- fort VII-A „Służewiec”, al. Lotników 1
- fort „Czerniaków”, ul. Powsińska 13
- fort „Mokotów I”, ul. Racławicka
- kamienica, ul. Asfaltowa 8 → al. Niepodległości 157
- modernistyczny salon samochodowy „Auto-Koncern” w Warszawie z 1929 roku, ul. Belwederska 16
- dworek z XVII-XIX wieku, ul. Bernardyńska 1
- willa, ul. Bieżanowska 5
- zespół domów mieszkalnych Towarzystwa Kredytowego Miejskiego, ul. Boya-Żeleńskiego 4/6
- willa, ul. Bukowińska 24
- Folwark Sielce, ul. Cybulskiego 3
  - pałac
  - dwie oficyny
  - pozostałości parku angielskiego
- willa, ul. Chocimska 18
- zespół budynków d. Państwowego Zakładu Epidemiologicznego, ul. Chocimska 24
  - 4 budynki
  - ogrodzenie z bramami
- kościół św. Jakuba na Tarchominie (Białołęka)

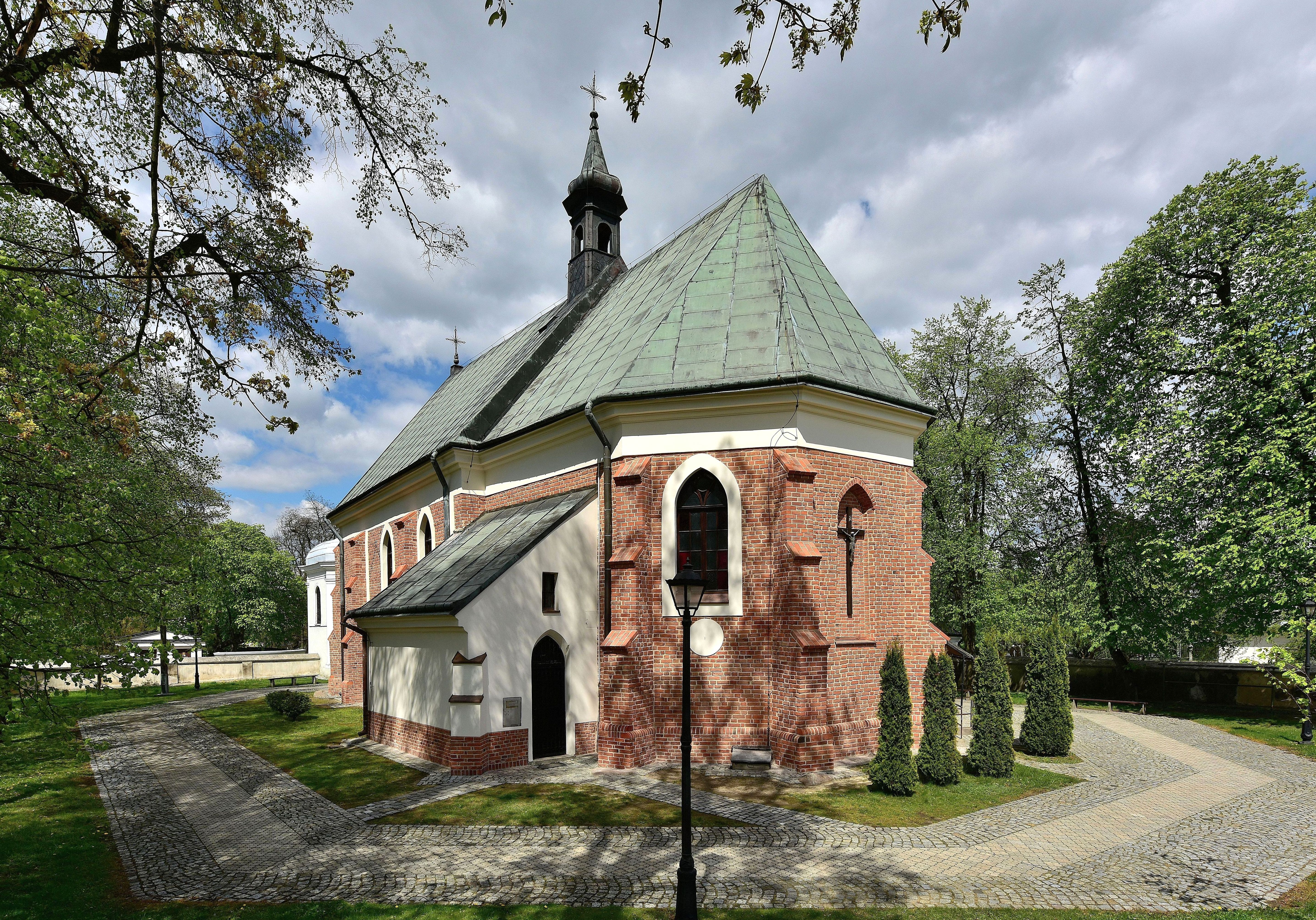
kościół św. Jakuba na Tarchominie (Białołęka)

Stacja Pomp Rzecznych Wodociągów Warszawskich, ul. Czerniakowska 124
- - dom mieszkalny kierownictwa Stacji
  - zbiornik osadowy
  - kamień z tablicą pamiątkową
  - ogrodzenie
- dom mieszkalny pracowników Stacji Pomp Rzecznych, ul. Czerniakowska 126a
- budynek gimnazjum im. J. Piłsudskiego, ul. Czerniakowska 128
  - dom mieszkalny
- budynek zakładu ss. nazaretanek, ul. Czerniakowska 137
- dom Władysława Broniewskiego, ul. Dąbrowskiego 51
  - ogród
- willa, ul. Domaniewska 14
  - ogród
- willa, ul. Goraszewska 7
  - ogród
- dom, ul. Huculska 6
  - zabudowania warsztatowe
- dom, ul. Jodłowa 18
  - ogród
- willa (elewacje), ul. Kielecka 33
- willa, ul. Łowicka 39a
- dom, ul. Malczewskiego 20
- zespół kamienic, al. Niepodległości 157/ul. Asfaltowa 8
  - kamienica, al. Niepodległości 157
  - kamienica, ul. Asfaltowa 8
  - dziedziniec-ogród
- willa, ul. Narbutta 30
- dom, ul. Narbutta 50
- kino „Stolica”, ob. „Iluzjon”, ul. Narbutta 50a
- willa Jana Koszczyc-Witkiewicza, ul. Naruszewicza 20
- dom, ul. Podchorążych 79
- Willa Podgórskich, ul. Powsińska 104
- kamienica, ul. Puławska 28
- zespół pałacu Szustra, ul. Puławska 55/59
  - pałac
  - Domek Mauretański
  - gołębnik z bramą
  - Domek Murgrabiego
  - Mauzoleum Szustrów
  - ogród, ob. park „Promenada”
- zakład wychowawczy, ul. Puławska 95/97
- pałacyk „Henryków”, ul. Puławska 107a
  - ogród
- zespół pałacowy „Królikarnia”, ul. Puławska 113
  - pałac
  - park
  - most
  - kuchnia
  - budynki gospodarcze
- Instytut Geologiczny, ul. Rakowiecka 4
- kamienica, ul. Sandomierska 23
- „Żółta Karczma” w Służewie, al. Wilanowska 204
- dom, ul. Wiśniowa 38
  - ogród
  - ogrodzenie
- dom, ul. Wyścigowa 10/12

### Ochota

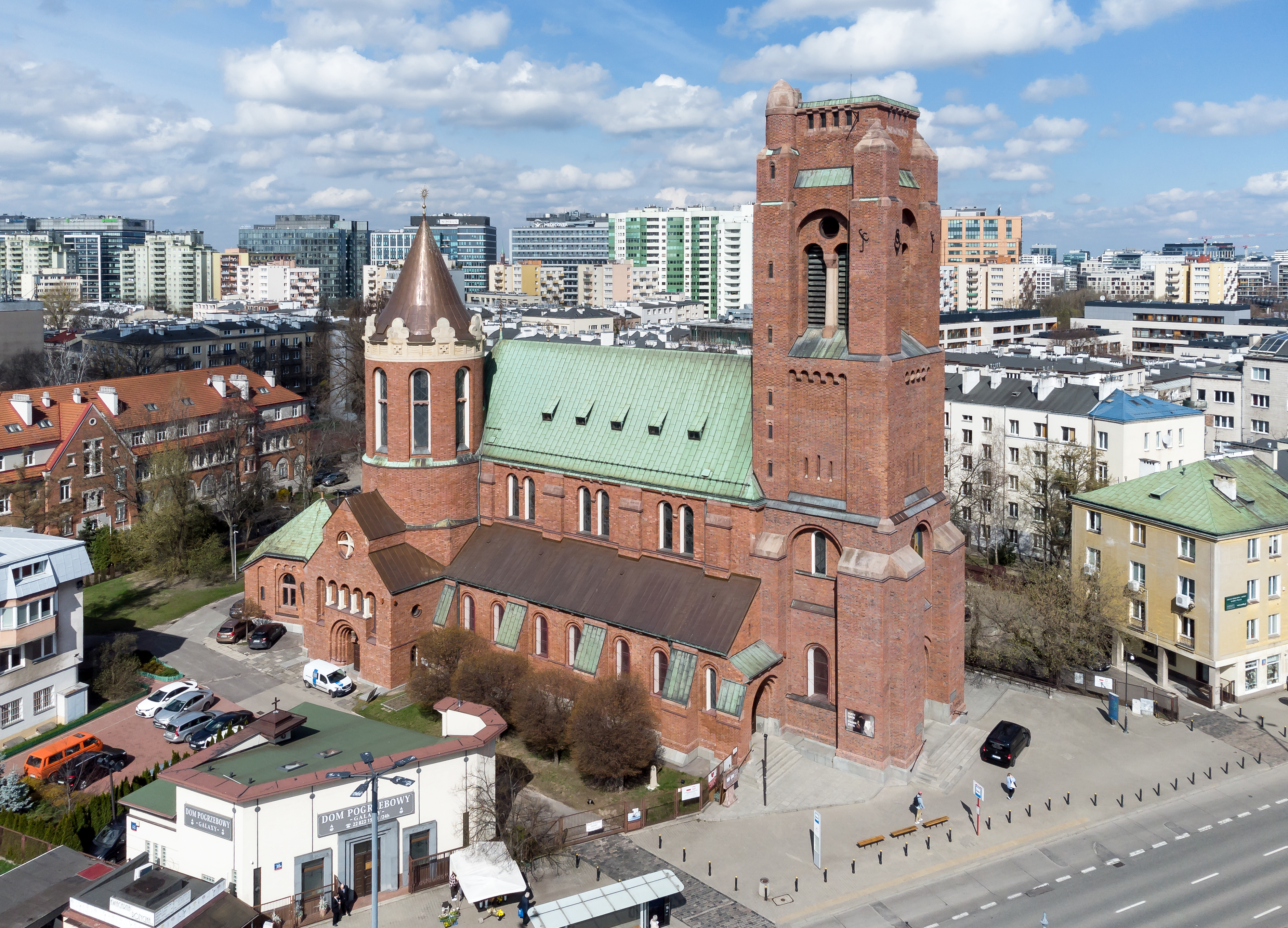
Kościół Niepokalanego Poczęcia Najświętszej Maryi Panny

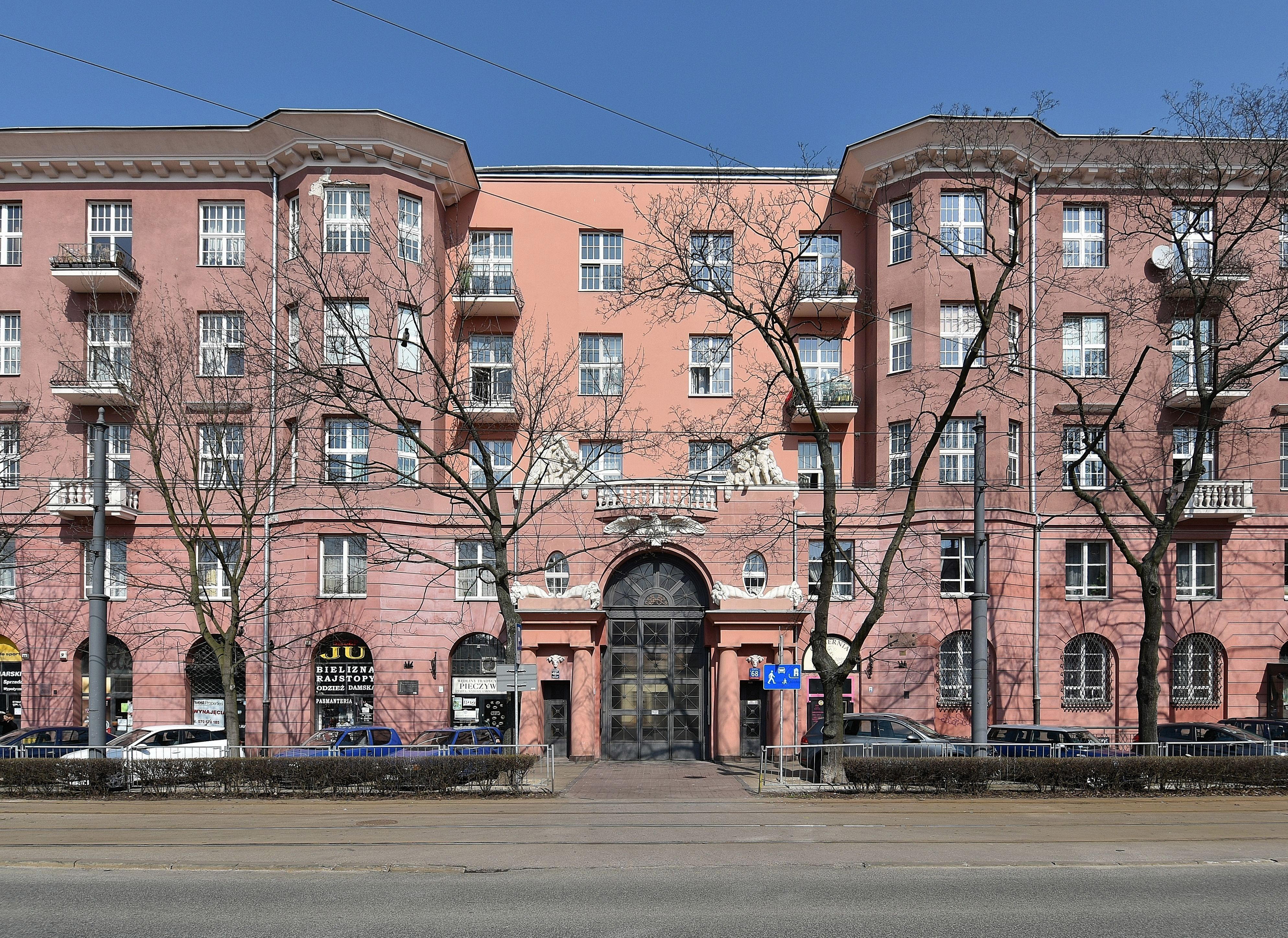
Kamienica przy ul. Filtrowej 68

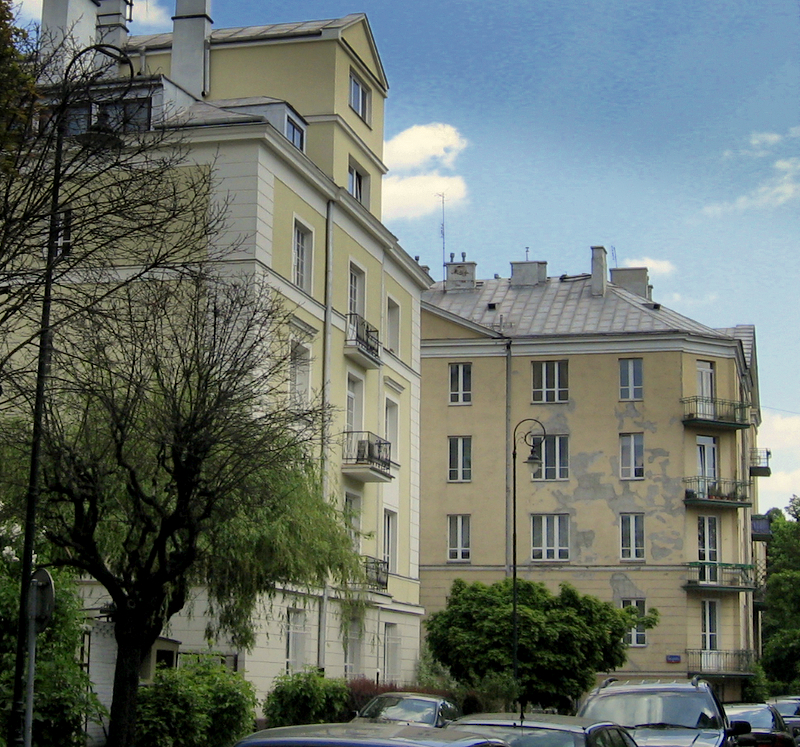
Fragment kolonii Lubeckiego, róg ulicy Raszyńskiej i Rapackiego

- Kolonia Lubeckiego (układ i zespół budowlany wraz z zielenią)
- Kolonia Staszica (układ i zespół budowlany z zielenią)
- Kościół Niepokalanego Poczęcia Najświętszej Maryi Panny w Warszawie (św. Jakuba), ul. Grójecka 38
- kaplica Dzieciątka Jezus, ul. Lindleya 2/4
- Zieleniec Wielkopolski, ul. Filtrowa – Łęczycka – Wawelska
- Obelisk przy ulicy Lindleya
- Kamienica Mikołaja Szelechowa, Aleje Jerozolimskie 85
- Kamienica Stanisława Rostkowskiego, Aleje Jerozolimskie 99
- Gmach Ministerstwa Komunikacji, ul. Chałubińskiego 4/6
- dom, ul. Dorotowska 7
- Dom dochodowy Pocztowej Kasy Oszczędności, ul. Filtrowa 68
- szkoła (2 oficyny, sala gimnastyczna), ul. Grójecka 93
- kamienica, ul. Kaliska 1
- Zespół Stacji Filtrów, ul. Koszykowa 81
  - budynek administracyjny
  - 3 zbiorniki wody czystej
  - pompownia i maszynownia
  - budynek kotłowni i węglarnia
  - 6 zespołów filtrów powolnych wraz z przedsionkami
  - d. stajnie
  - 4 zbiorniki wody surowej
  - filtry pospieszne
  - wieża ciśnień
  - ogrodzenie z bramami
  - 2 portiernie przy bramie głównej
- budynek kuchni i pralni szpitalnej, ul. Lindleya 4
- willa, ul. Mianowskiego 3
- kamienica (w zespole kamienic „Reduta Wawelska”), ul. Mianowskiego 15
- kamienica, ul. Niemcewicza 5a
- willa (w zespole „Kolonii Lubeckiego”), ul. Raszyńska 48
  - ogród
- kamienica, ul. Tarczyńska 8
- kamienica (w zespole kamienic „Reduta Wawelska”), ul. Uniwersytecka 1
- gmach Admiralicji, ul. Wawelska 7
- dom (segment), ul. Wawelska 32
  - ogród
- kamienica, ul. Wawelska 60 (w zespole kamienic „Reduta Wawelska”)
- Reduta nr 54 („Reduta Ordona”), ul. Na Bateryjce

### Praga-Południe

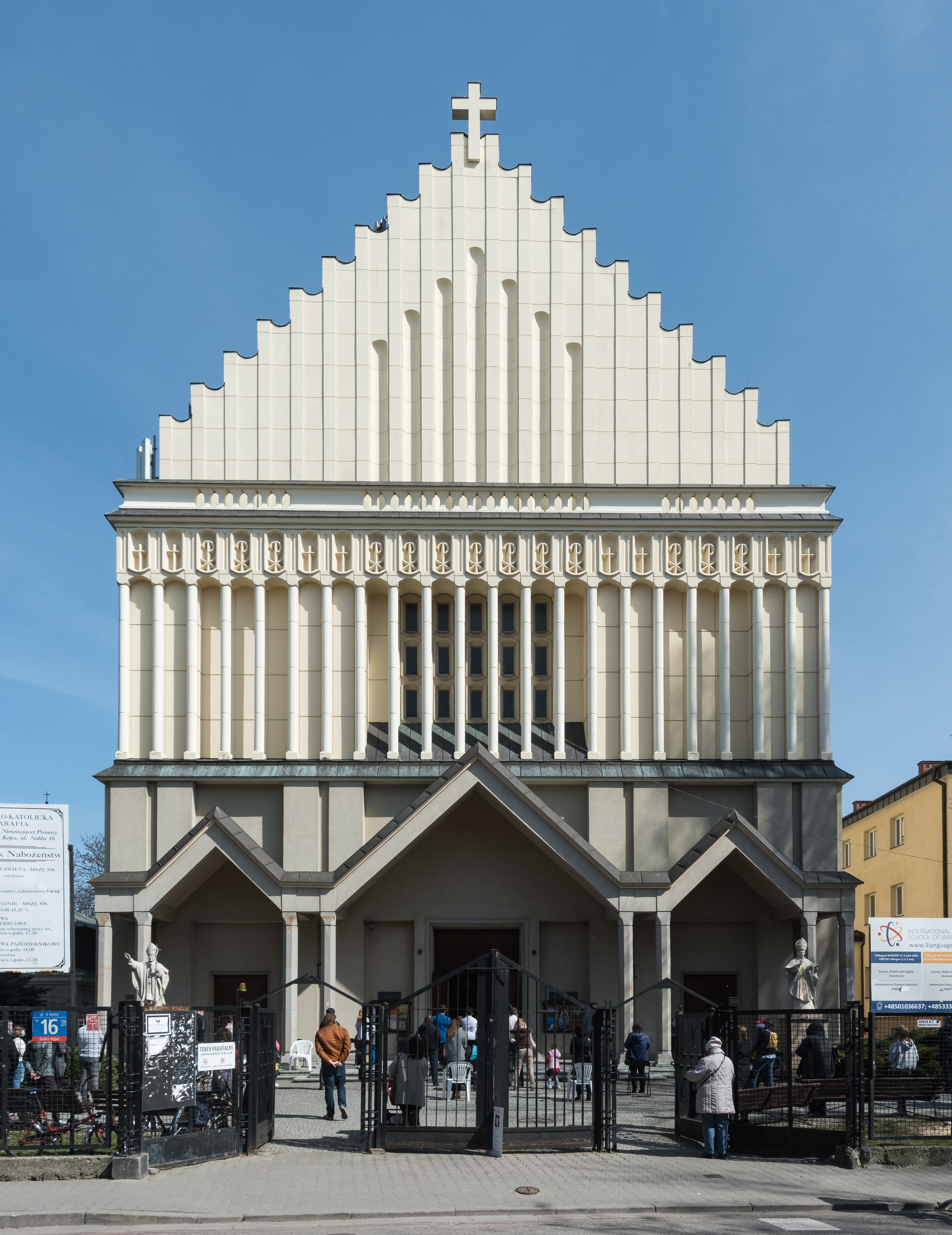
Kościół św. Andrzeja Boboli

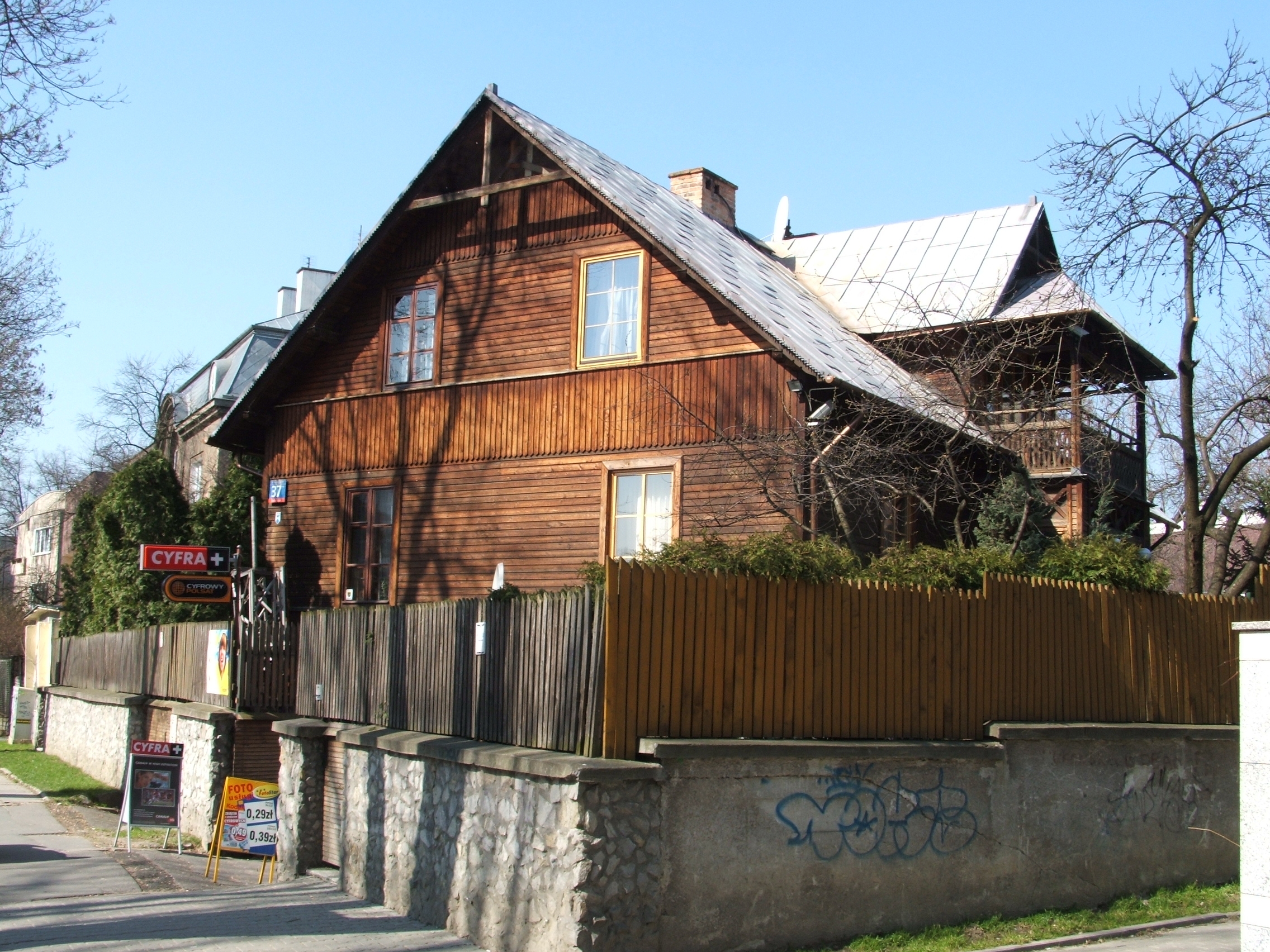
Najstarszy dom na Saskiej Kępie

- Saska Kępa – strefa ochrony konserwatorskiej
- kościół parafialny pw. św. Andrzeja Boboli, ul. Nobla 16
- Konkatedra Matki Bożej Zwycięskiej, ul. Grochowska 365
  - kościół
  - dzwonnica
  - cmentarz przykościelny
- Park Skaryszewski, al. Zieleniecka – Waszyngtona
  - park
  - skwer Stanisława Augusta
- Pomnik Budowy Szosy Brzeskiej
- domy przy ul. Berezyńskiej, numery 10,16
- budynek mieszkalny Zakładów Amunicyjnych „Pocisk”, ul. Chodakowska 22
- domy przy ul. Dąbrowieckiej, numery 18, 20, 22, 24, 26, 28
- domy przy ul. Elsterskiej, numery 1, 12
- dom, ul. Estońska 1
- domy przy ul. Francuskiej, numery 28, 38
- Dworek Grochowski, ul. Grochowska 64/68
- Gmach zakładu wychowawczego braci Albertynów, ul. Grochowska 194/196
- Piekarnia Teodora Reicherta, ul. Grochowska 224
- Instytut Weterynarii, ul. Grochowska 272
  - budynek główny
  - pawilon zach. (klinika chirurgiczna)
  - pawilon wsch. (katedra chorób wewnętrznych)
  - oficyna zach. (zakład anatomii)
  - oficyna wsch. (katedra epizootiologii)
- kamienica, ul. Grochowska 342
- domy przy ul. Katowickiej, numery 7, 7a, 8, 8a, 8b, 9/11, 10, 16, 17, 19, 21, 23, 26
- Zabudowania fabryki wyrobów metalowych „Metalik”, ul. Lubelska 16
- budynek magazynu warsztatowego Kolei Warszawsko-Terespolskiej, ul. Lubelska 33
- zespół d. manufaktury „Juta”, później zakładów amunicyjnych „Pocisk”, ul. Mińska 25
  - budynek administracyjny z bramą wjazdową
  - budynek produkcyjno-warsztatowy nr 24
  - budynek produkcyjno-warsztatowy nr 25
  - budynek pierwotnej manufaktury, nr 44
  - magazyn pierwotnej manufaktury, nr 55
- zabudowania podstacji elektrycznej, ul. Mińska 46
  - budynek rozdzielni
  - budynek warsztatowo-magazynowy
  - bunkier niemiecki z czasów II wojny światowej
- domy przy ul. Obrońców, numery 5, 7, 9, 11, 13, 14, 15, 17, 19, 21, 23, 26, 33
- willa, ul. Peszteńska 12
  - ogród
- willa, ul. Rzymska 13/19
  - ogród
- dom, ul. Saska 104
- kamienica czteropodwórzowa, ul. Targowa 14
  - stajnia-wozownia
- domy przy ul. Walecznych, numery 11, 17, 19, 37
- Płaskorzeźba Plon na kamienicy przy ul. Zwycięzców 11[10]

### Praga-Północ
- Osiedle Praga I – zespół budynków

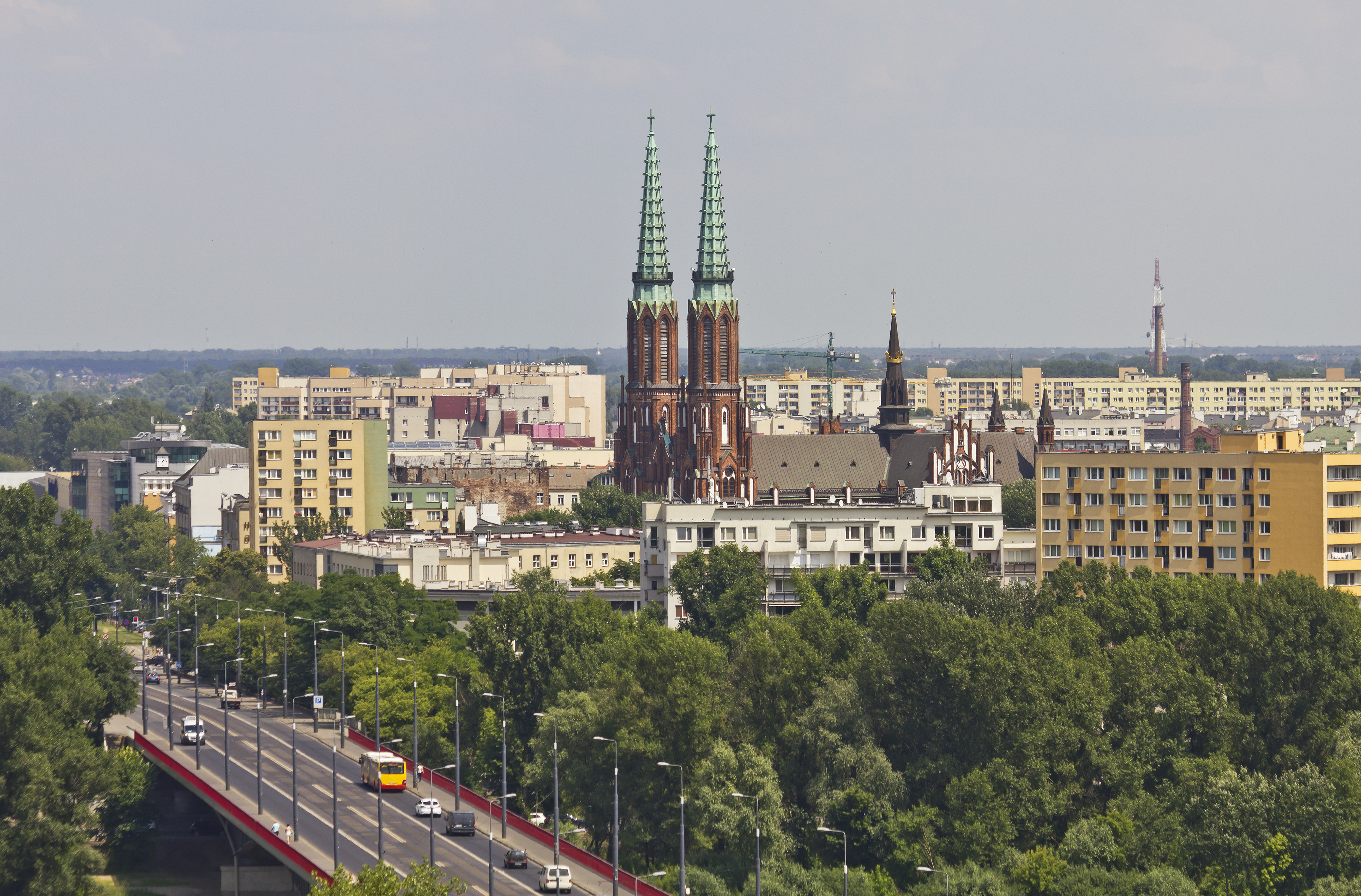
Katedra warszawsko-praska

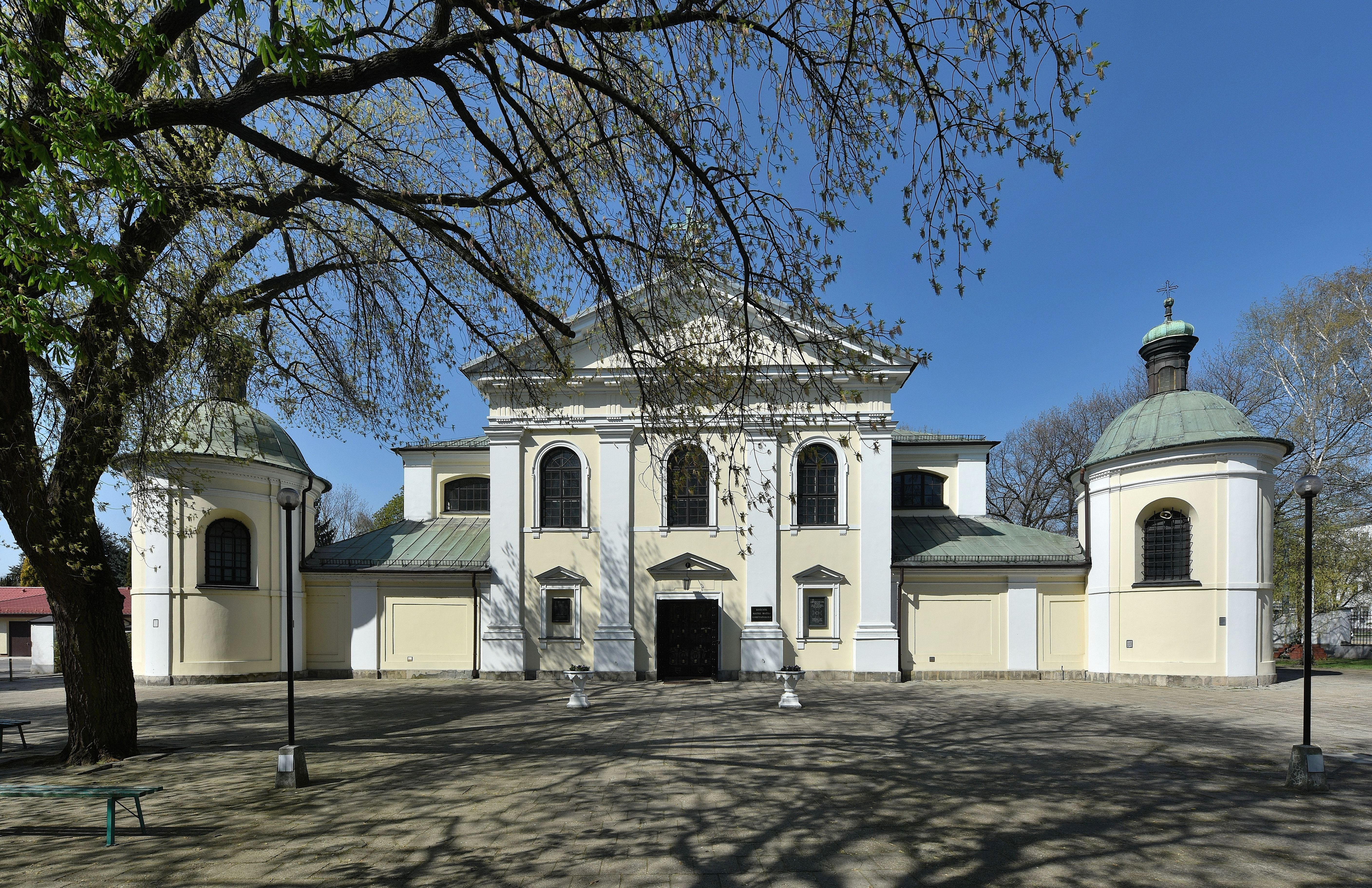
Kościół Matki Bożej Loretańskiej

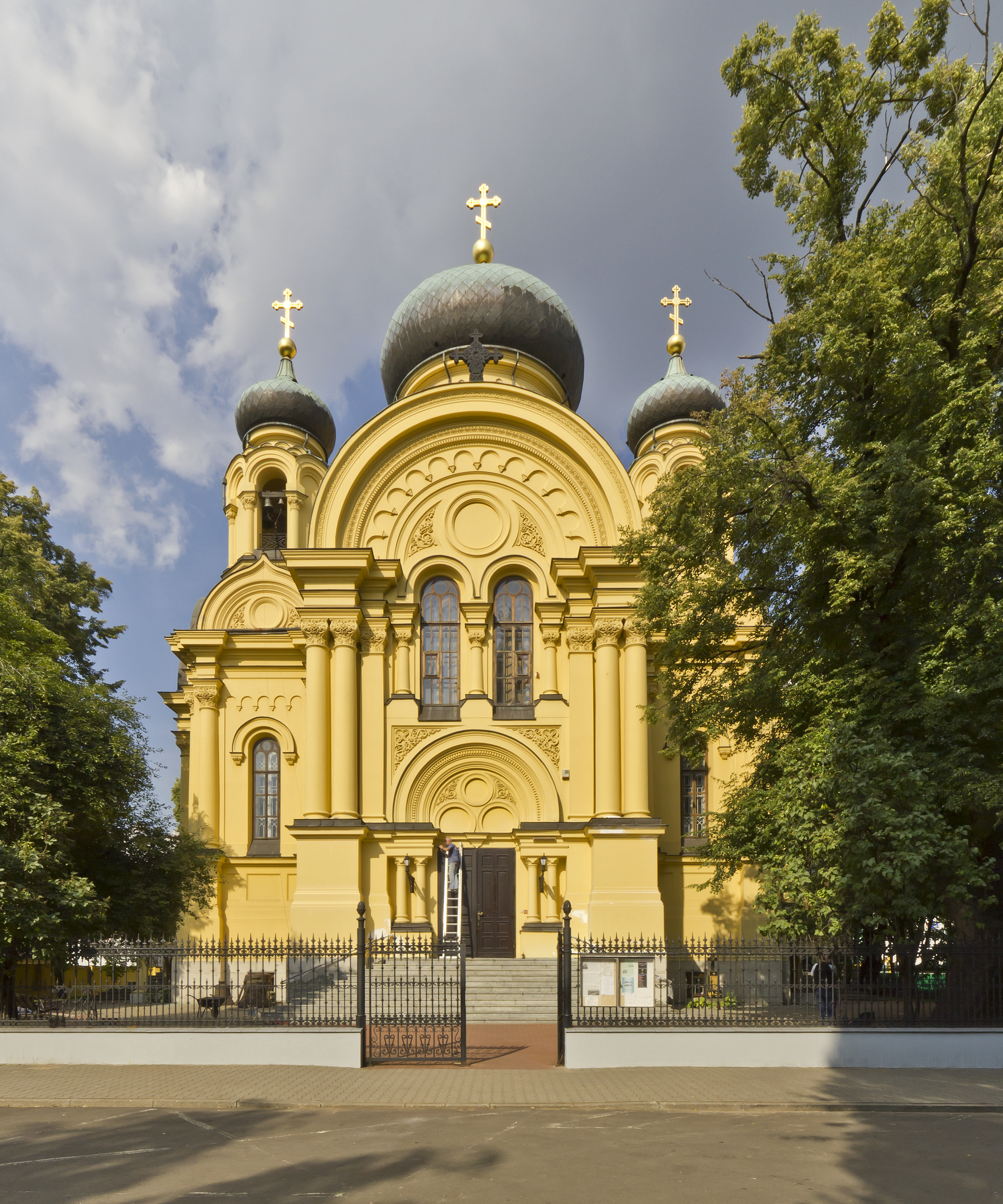
Prawosławna Katedra Metropolitalna

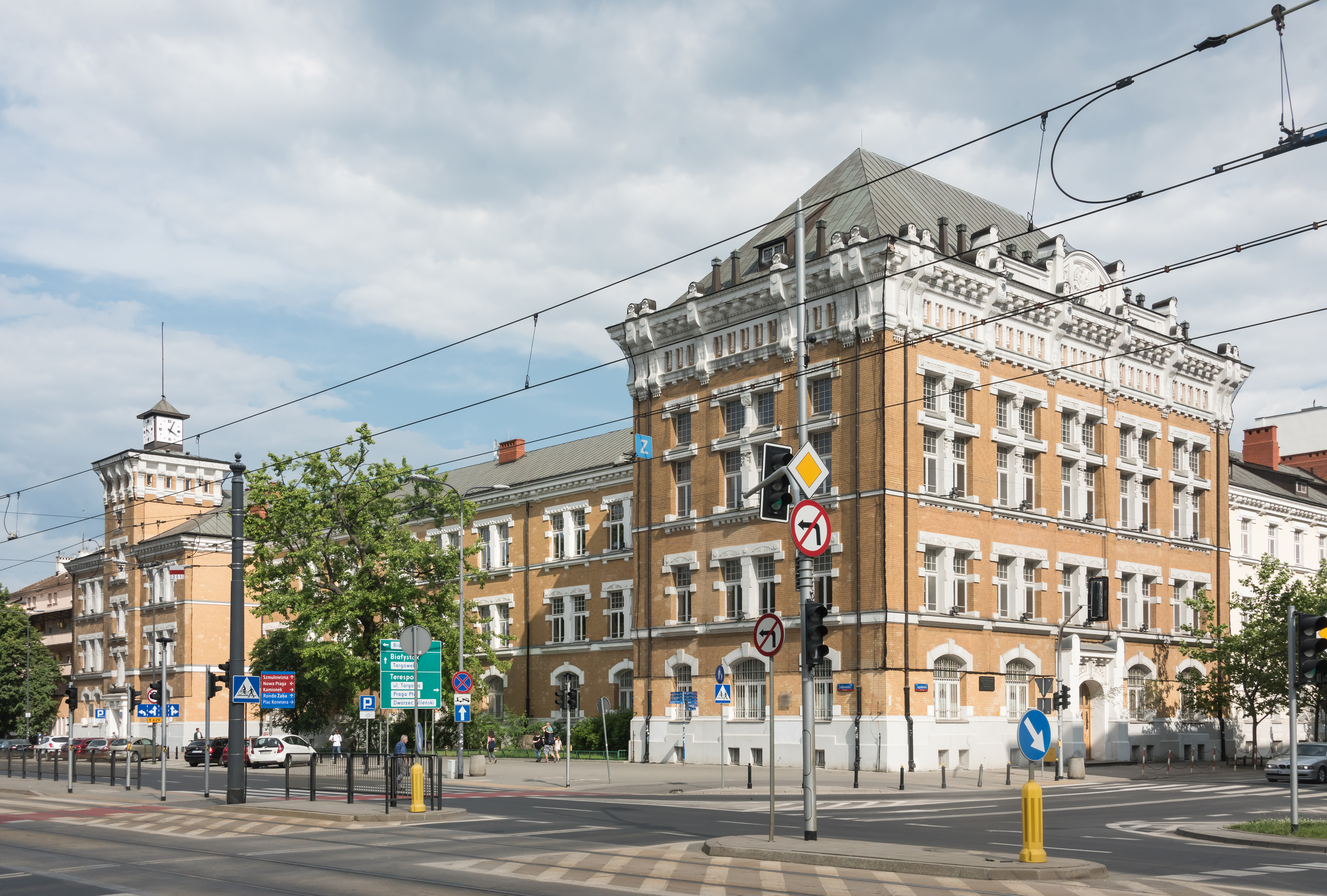
Gmach VIII LO im. Władysława IV

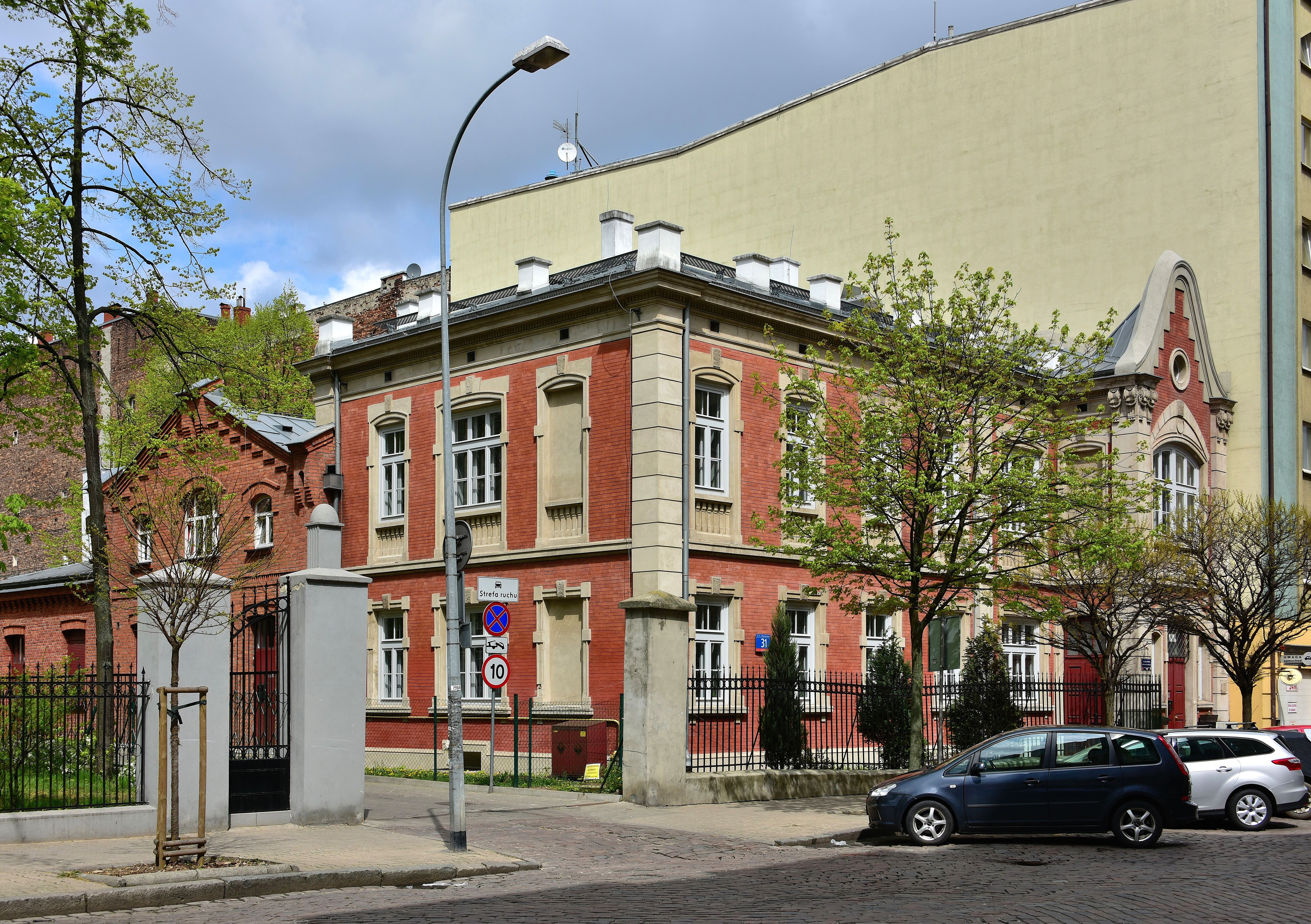
Mykwa w Warszawie

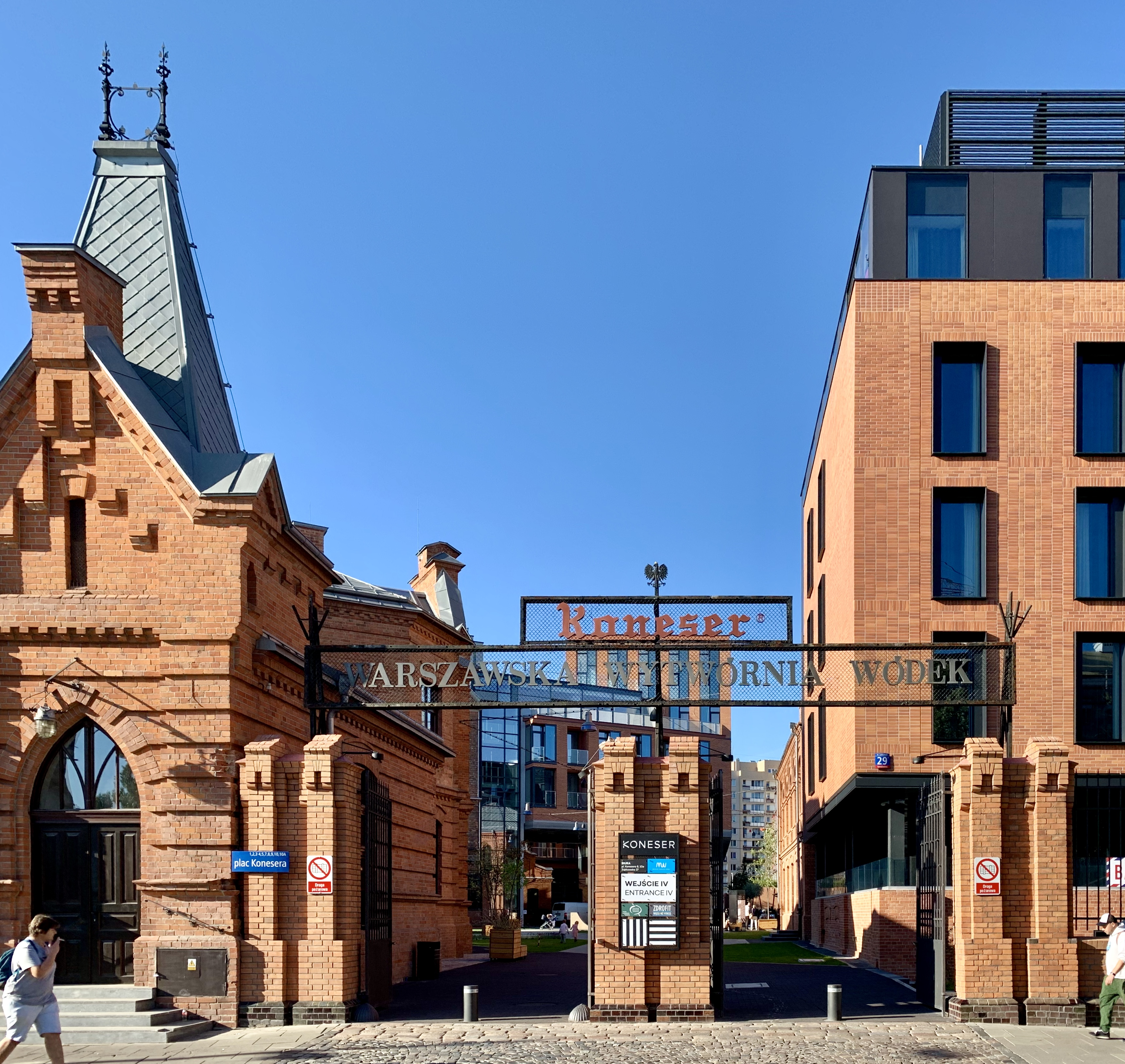
Brama główna kompleksu dawnej fabryki przy ul. Ząbkowskiej

- kościół pw. św. Floriana, pl. Weteranów 1863 r./Floriańska 3
- kościół pw. MB Loretańskiej, ul. Ratuszowa 5
- Kościół Najświętszego Serca Jezusowego, ul. Kawęczyńska 53
- cerkiew metropolitalna prawosławna pw. św. Marii Magdaleny, al. „Solidarności” 52
- Park Praski oraz Ogród Zoologiczny, al. „Solidarności” – Wybrzeże Helskie – Starzyńskiego – Jagiellońska
- Fort Śliwickiego Cytadeli Warszawskiej, ul. Jagiellońska 5
- kamienica Cymermanów wraz z oficynami, ul. Białostocka 4
- kamienica Menachema Rotlewiego, ul. Brzeska 18
- skład Towarzystwa Akcyjnego A. Wróblewski (4 budynki), ul. Inżynierska 3
- kamienica z oficynami, ul. Inżynierska 7
- d. Dom Weteranów Powstania Styczniowego, ul. Jagiellońska 17
- gmach dawnego Gimnazjum Praskiego im. Władysława IV, ul. Jagiellońska 38
- zajezdnia tramwajowa, ul. Kawęczyńska 16
  - hala postojowa
  - budynek administracyjno-mieszkalny
- gmach dawnej Komory Wodnej, ul. Kłopotowskiego 1-3
- Mykwa w Warszawie, ob. LO, ul. Kłopotowskiego 31
- układ urbanistyczny i zespół budowlany ulicy Małej
- kamienica Nazimków wraz z oficyną, ul. Mała 13a
- koszary V Oddziału Straży Ogniowej, ul. Marcinkowskiego 2
- kamienica księcia Bronisława Massalskiego „Pod Sowami” wraz z oficyną, ul. Okrzei 26
- Dom Akademicki Studentów Żydów, ob. komenda policji, ul. Sierakowskiego 7
- kamienica, al. „Solidarności” 61
- zespół szpitala Przemienia Pańskiego, al. „Solidarności” 67
  - budynek główny „A”
  - budynek „B”
  - laboratorium – patomorfologia
  - dom dozorcy
  - pralnia
  - kotłownia
  - kuchnia
  - ogrodzenie
- dom, ul. Stalowa 57
- dom „Pałac Konopackiego”, ul. Strzelecka 11/13
- Stalownia Praska, ul. Szwedzka 2/4
  - budynek produkcyjny
  - hala główna (część)
  - budynek administracyjny
  - magazyn
  - piwnice (chodniki podziemne)
  - ogrodzenie
- zespół d. fabryki Lamp i fabryki chemicznej „Praga”, ul. Szwedzka 20
  - kotłownia
  - komin kotłowni
  - 3 budynki glicerynowi
  - 2 magazyny surowców glicerynowych
  - budynek produkcyjny (2 hale)
  - pudełkarnia
  - budynek EPD „Wieża”
  - magazyn centralny
  - warzelnia
  - budynek biurowy
  - dom mieszkalny
- kamienica, ul. Tarchomińska 13
- zespół domów, ul. Targowa 50
  - 3 domy
- fragment kamienicy ocalały po wojnie, ul. Targowa 22
  - oficyna (żydowski dom modlitwy)
- kamienica, ul. Targowa 69
- zespół budynków PKP, ul. Targowa 70
- zespół gmachów dyrekcji PKP, ul. Targowa 74
- Solidarności 44. Willa naczelnika Warszawskiej Dyrekcji Kolejowej (dworek Szuszkiewicza) z 1920-21. Parterowy dom wzniesiono w tzw. „stylu dworkowym” na zlecenie Warszawskiej Dyrekcji Kolejowej według projektu inż. Wacława Szuszkiewicza w latach 1920–1921 na miejscu dawnego skrzydła dworca Petersburskiego, spalonego podczas I wojny światowej.
- kamienica, ul. Targowa 84
- kamienica, ul. Wileńska 13
- kamienica z oficyną, ul. Wileńska 19
- kamienica z oficynami, ul. Wileńska 21
- dom opieki (Dom Pracy im. Mańkowskich) z kaplicą MB z Lourdes, ul. Wileńska 69
- założenie urbanistyczne ul. Ząbkowskiej, odcinek od ul. Targowej do ul. Brzeskiej (w tym Synagoga Icchaka Hersza Jahrmana)
- zespół d. oczyszczalni spirytusu „Rektyfikacja Warszawska”, ul. Ząbkowska 27-31
  - 3 budynki biurowe
  - 9 budynków produkcyjnych i magazynowych
  - portiernia
  - kotłownia z kominem
  - trafostacja
  - 2 domy mieszkalne
  - ogrodzenie od strony ulic Ząbkowskiej i Markowskiej
- kamienica Inżynierska 7

### Rembertów
- willa Granzowa, ul. Chełmżyńska 165
- dom z otoczeniem, ul. Marsa 61

### Śródmieście

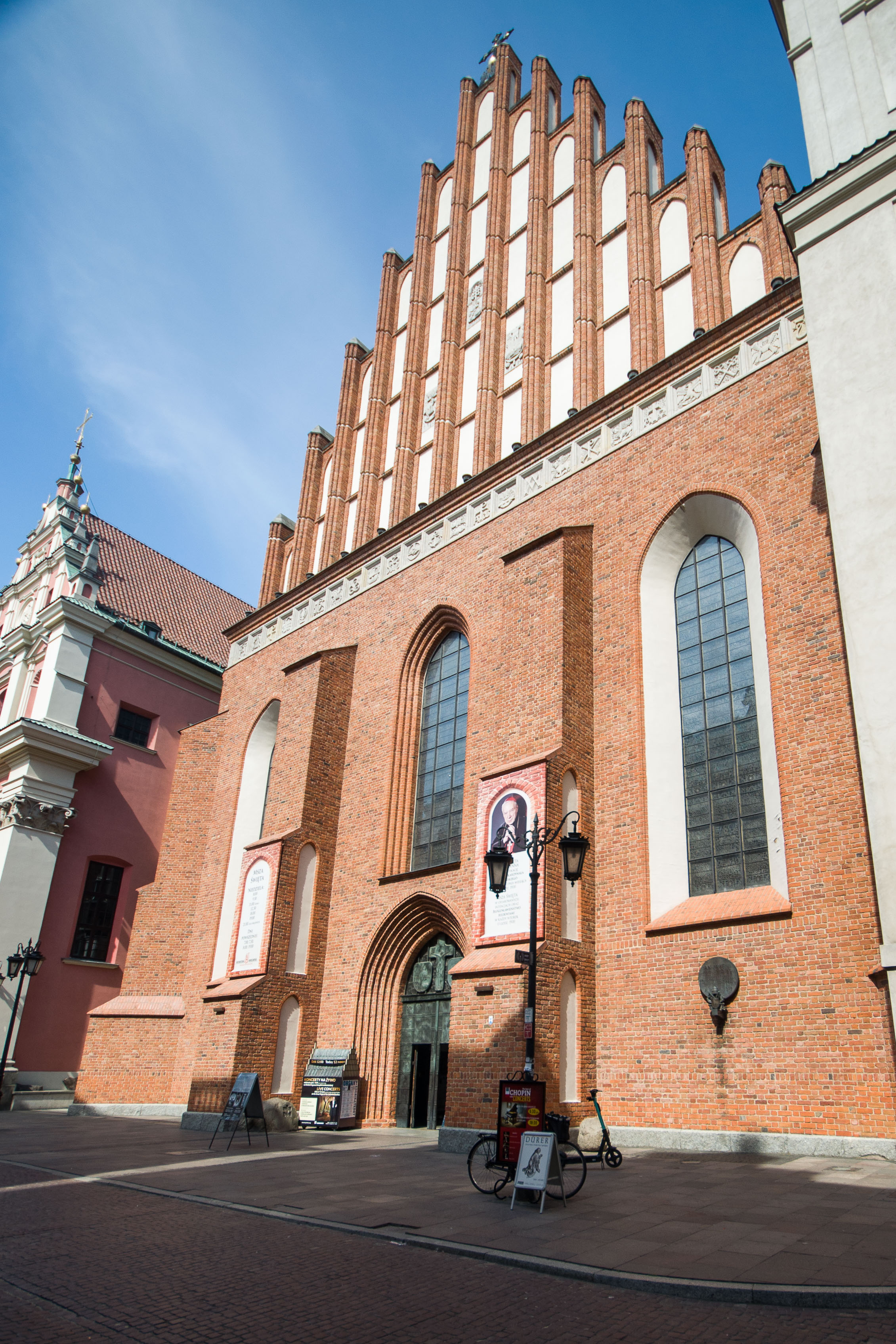
Fasada katedry św. Jana, w głębi kościół pojezuicki Matki Boskiej Łaskawej

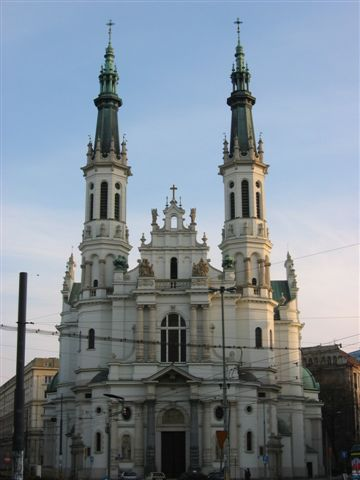
Kościół Najświętszego Zbawiciela

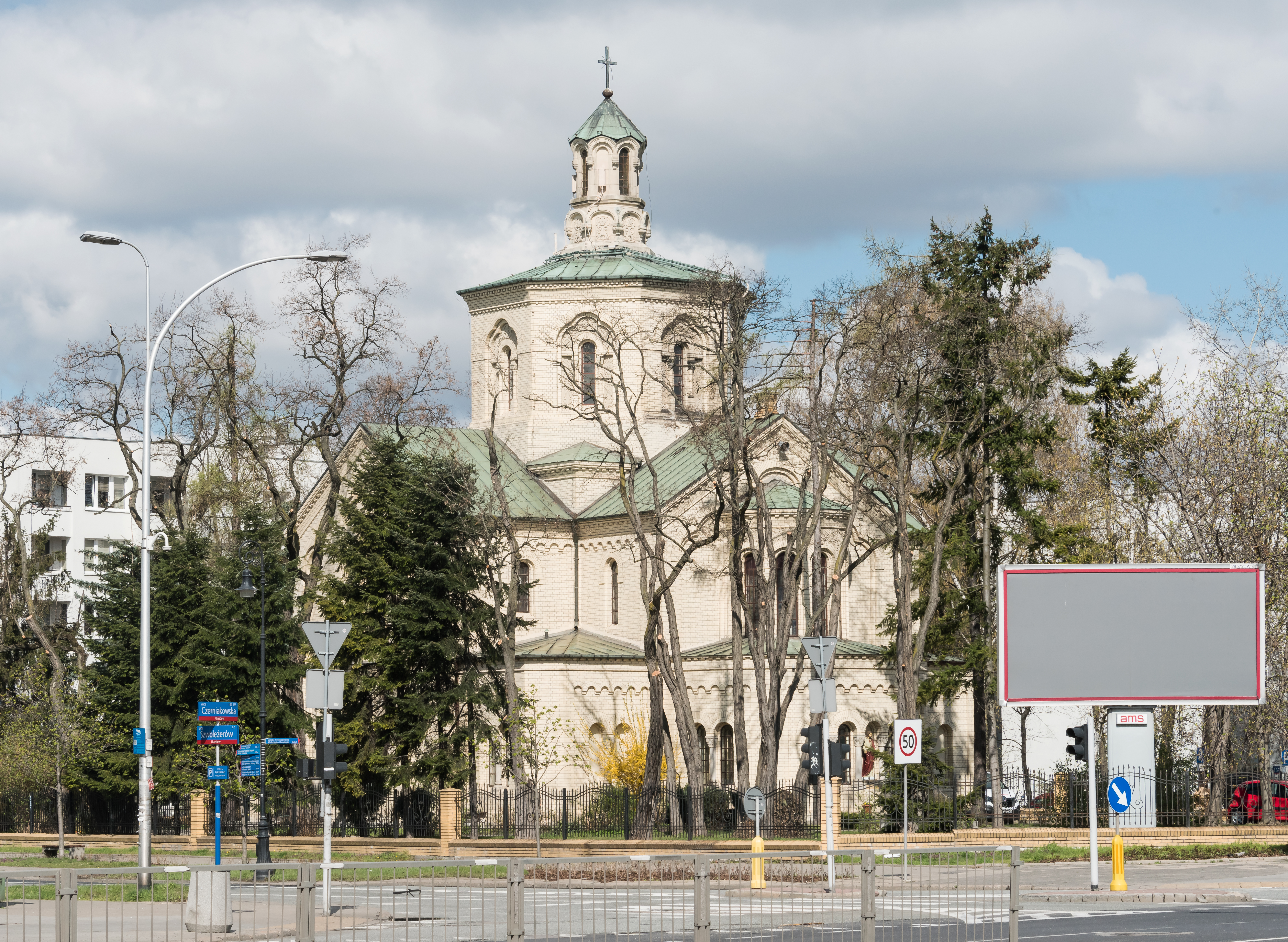
Katedra św. Ducha

- Stare Miasto w obrębie murów

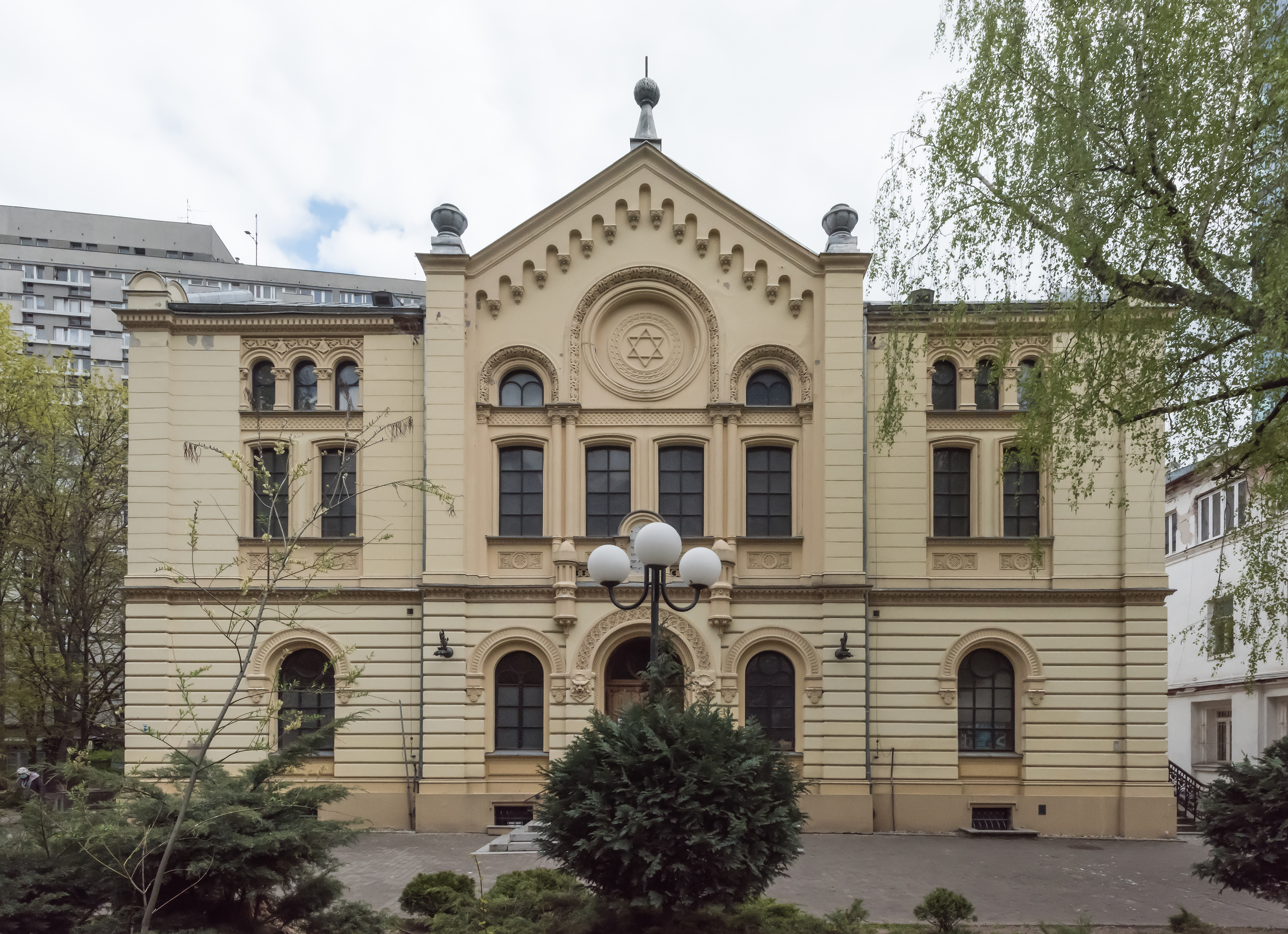
Synagoga im. Nożyków

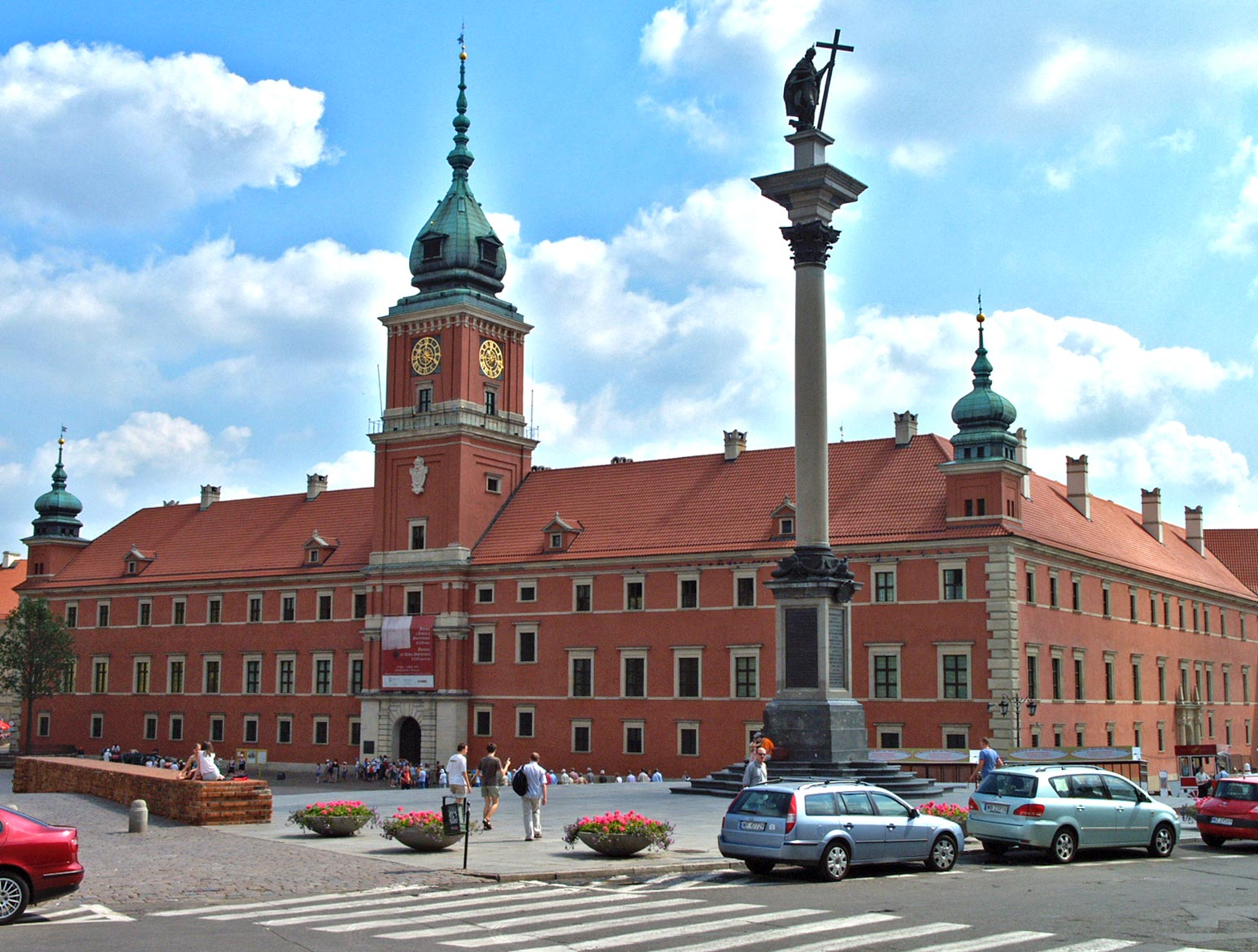
Zamek Królewski wraz z Kolumną Zygmunta

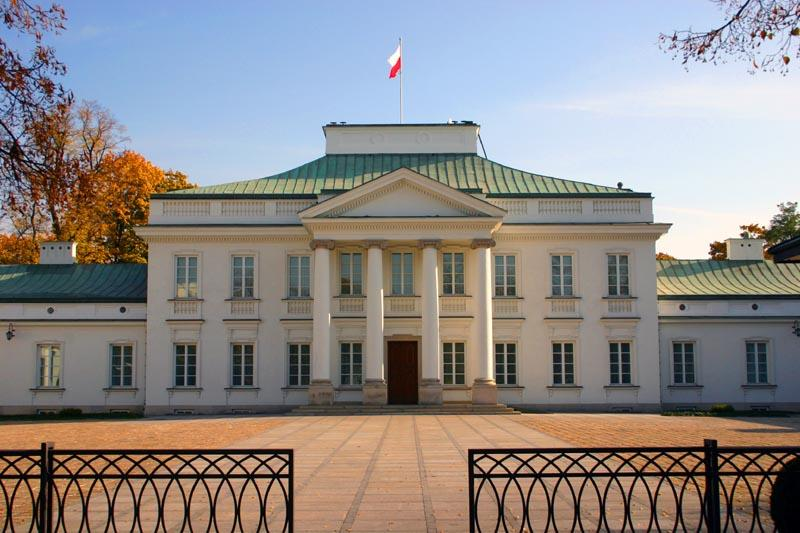
Belweder

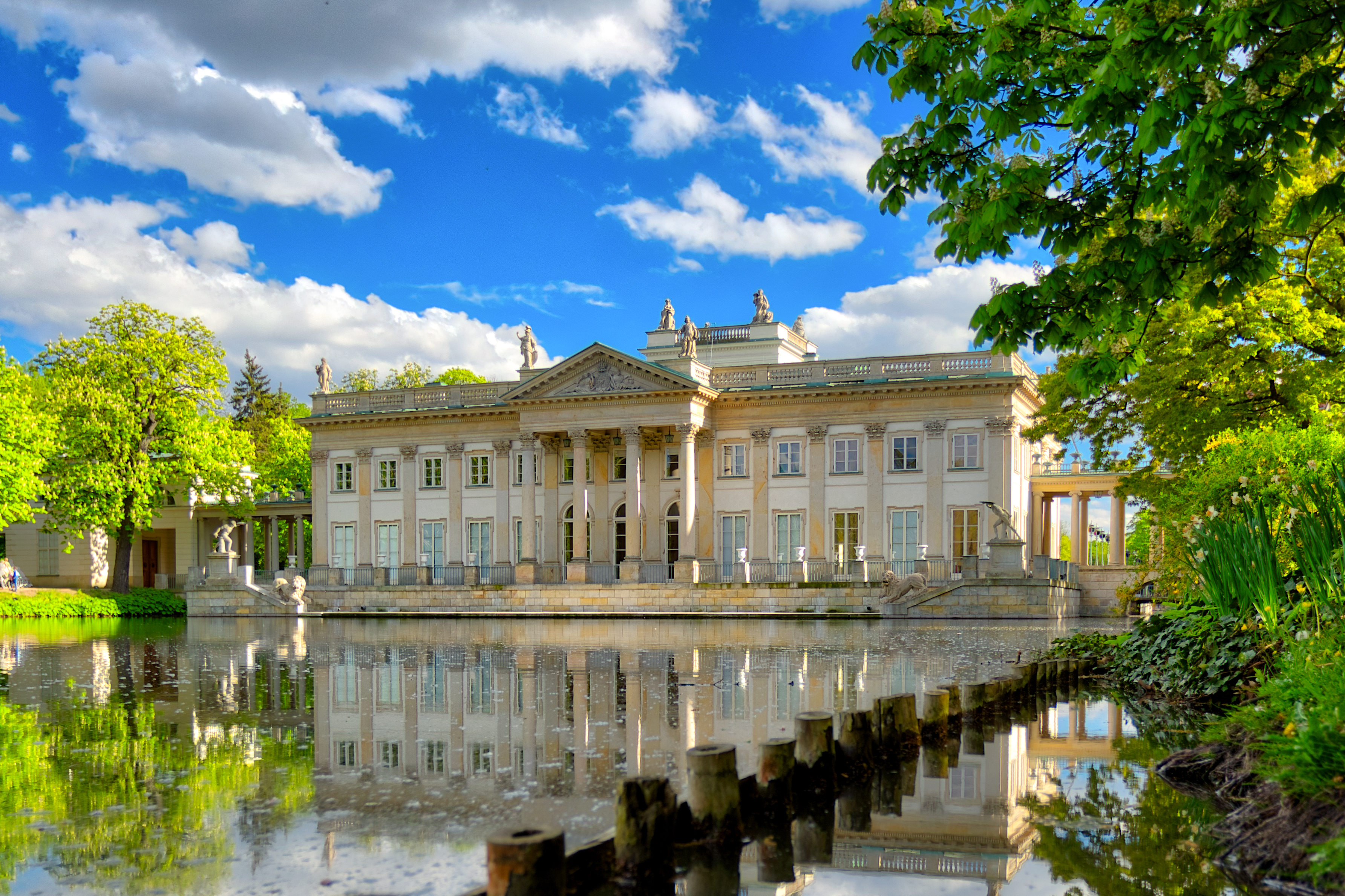
Pałac Na Wodzie w warszawskich Łazienkach

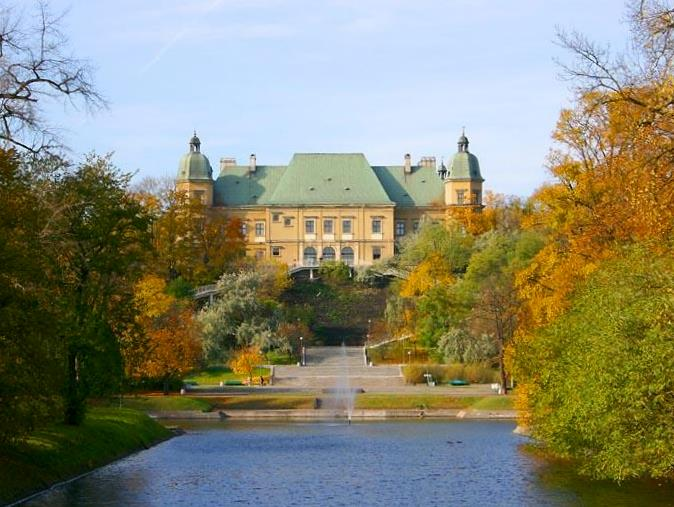
Zamek Ujazdowski

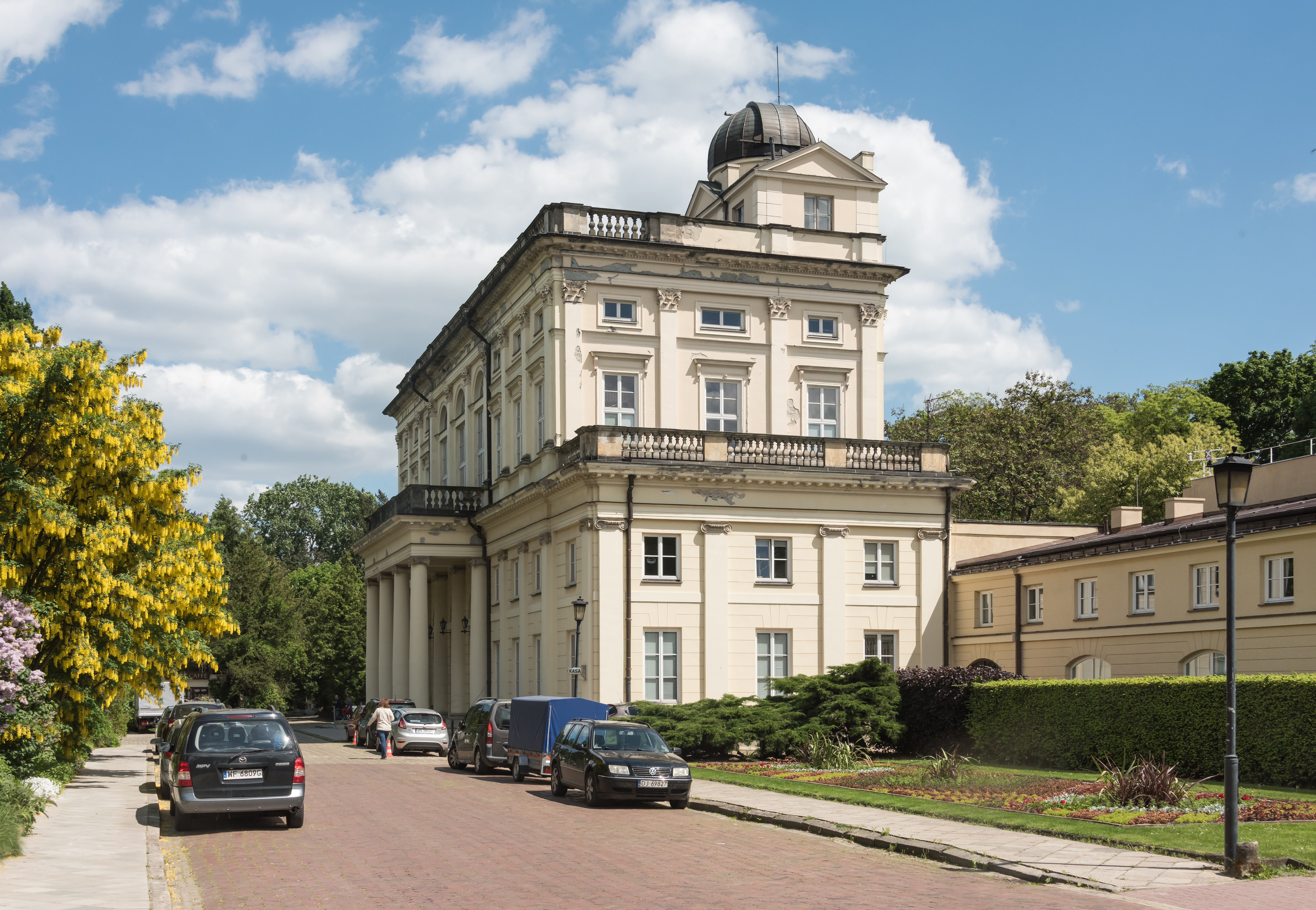
Gmach Obserwatorium Astronomicznego UW

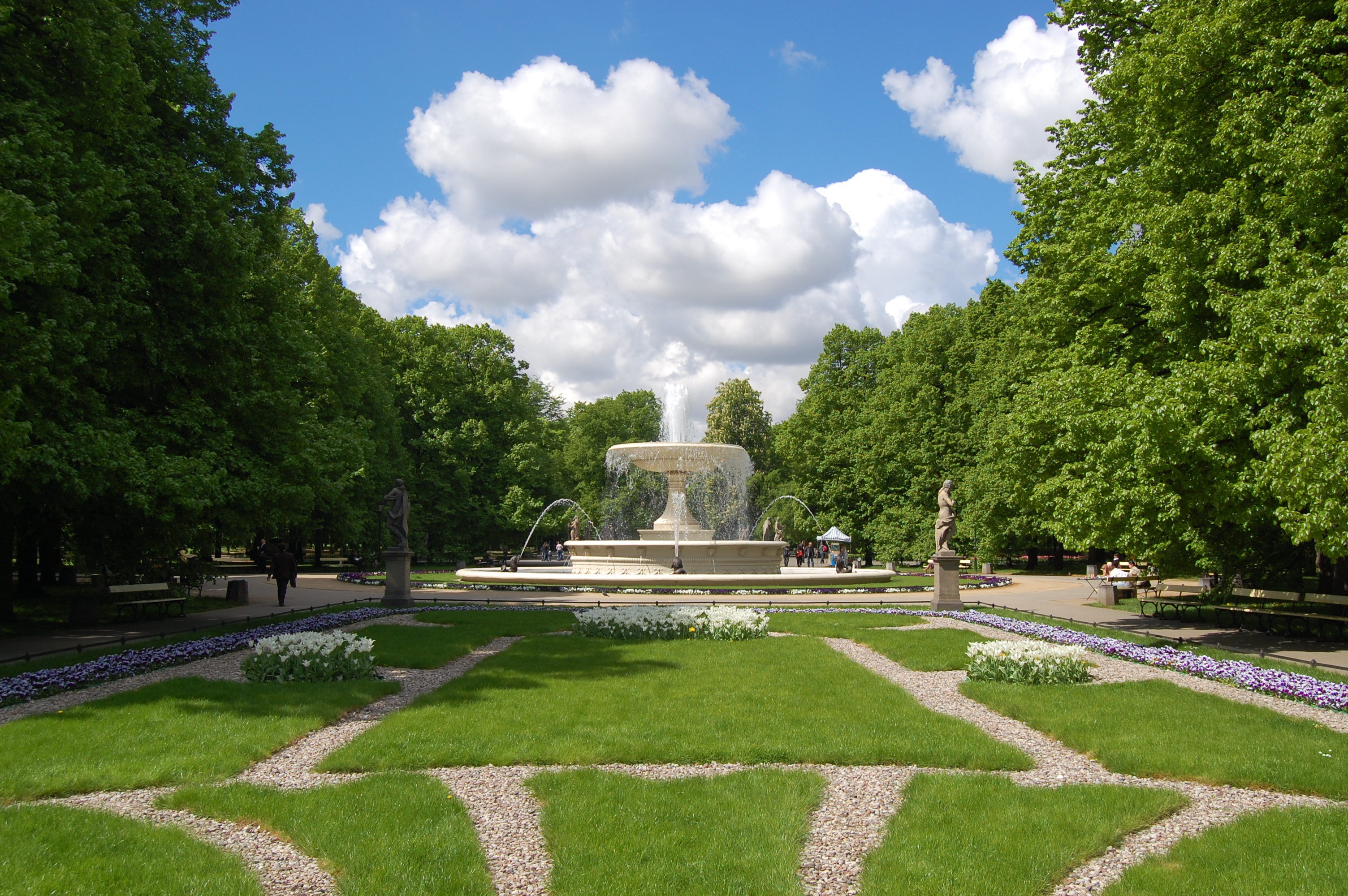
Fontanna w Ogrodzie Saskim

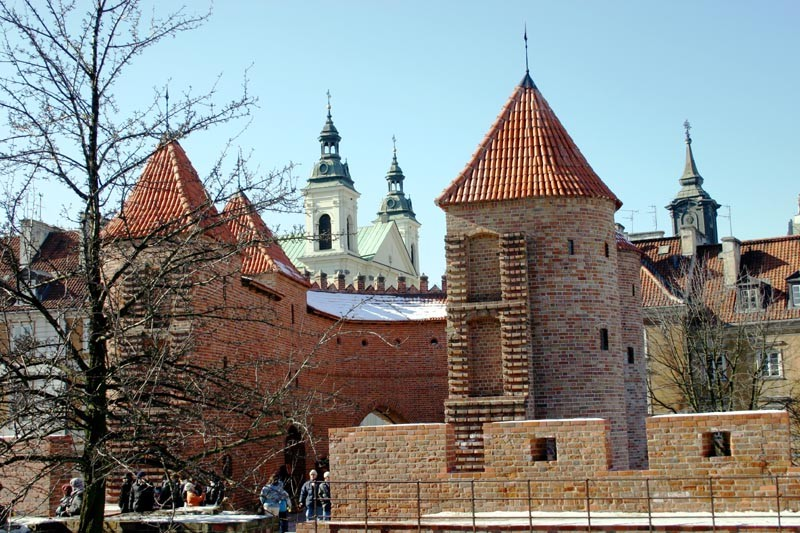
Barbakan

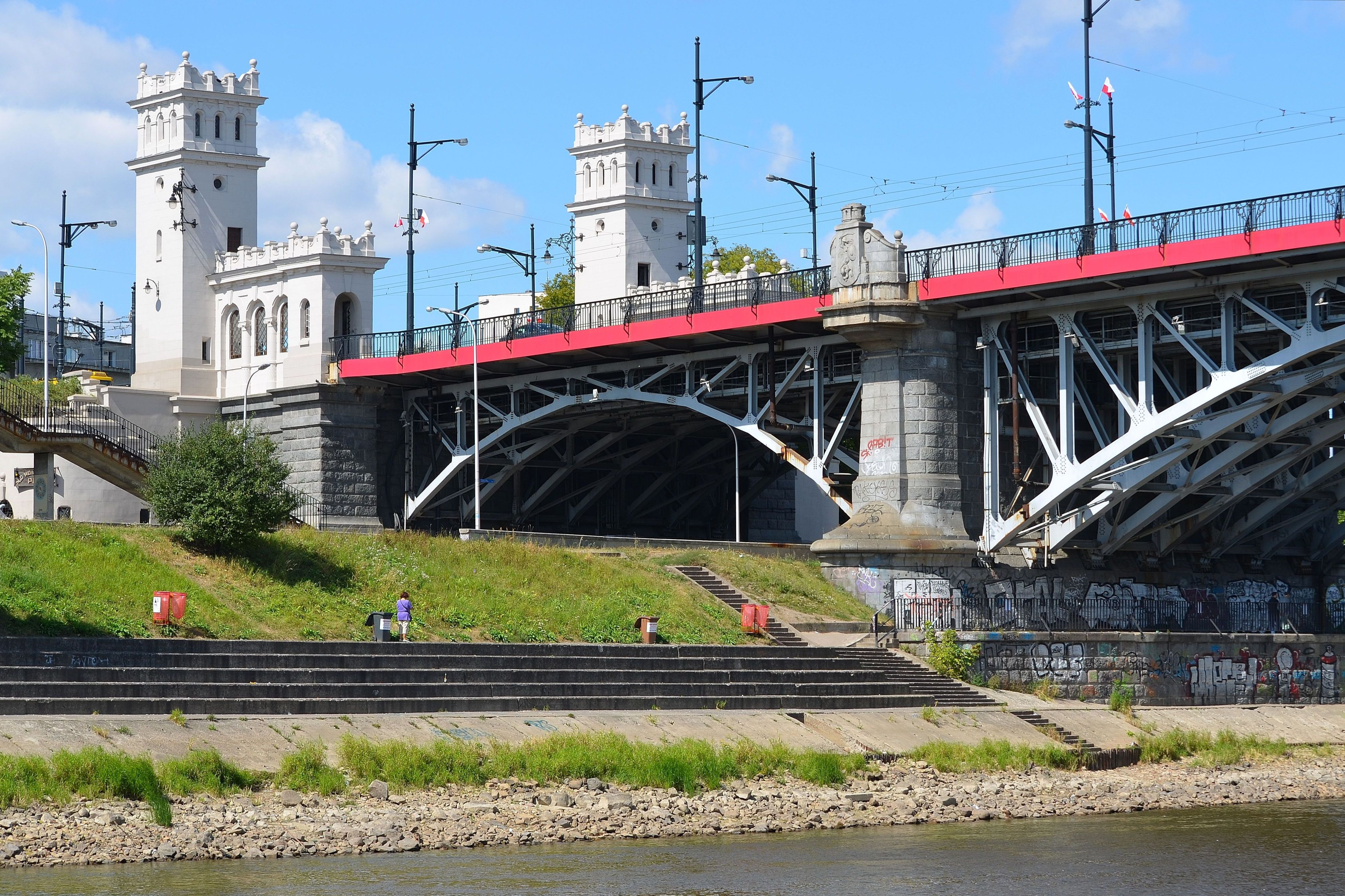
Wieżyce Mostu Poniatowskiego

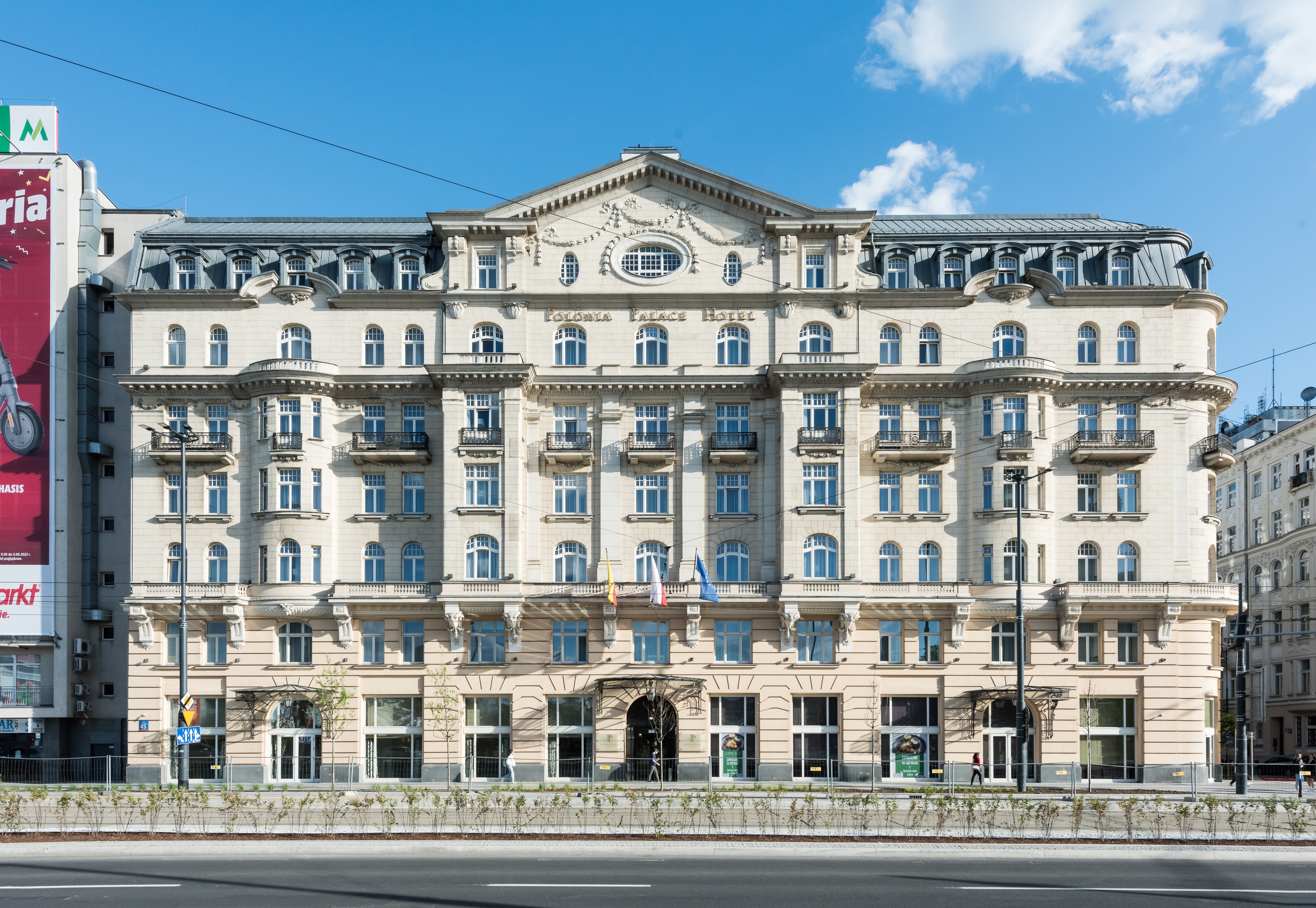
Hotel Polonia Palace

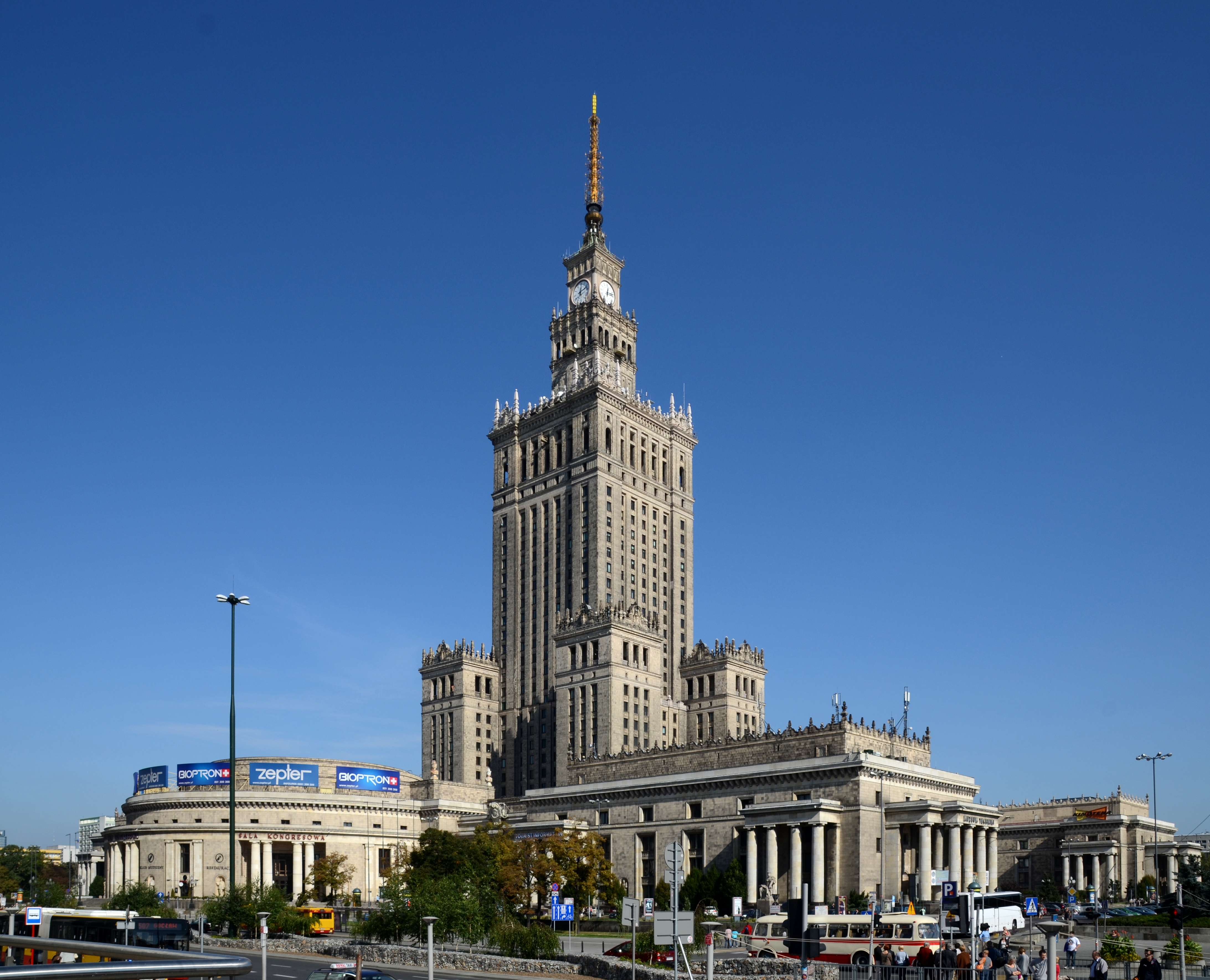
Pałac Kultury i Nauki

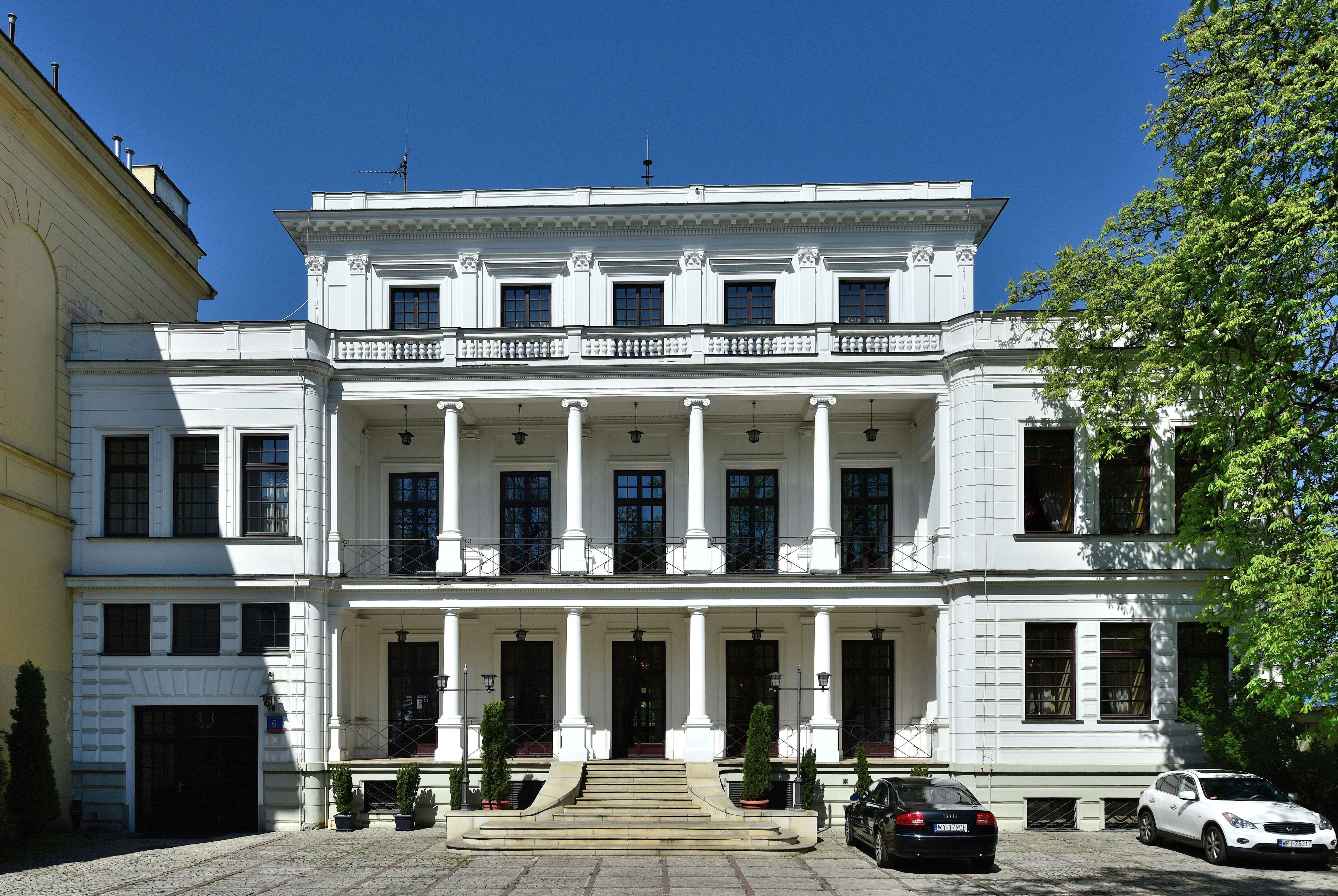
Pałac Przezdzieckich

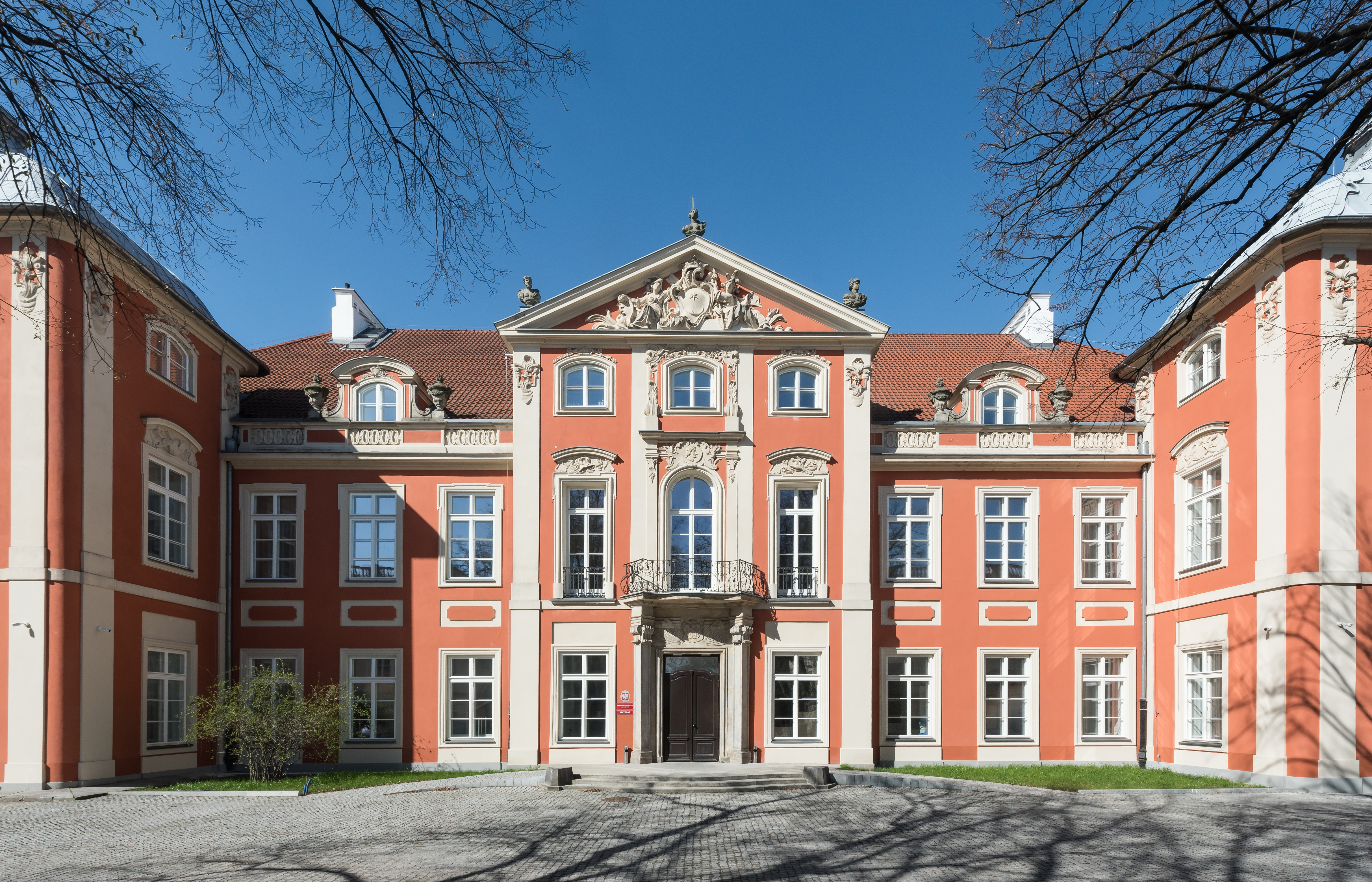
Pałac Czapskich

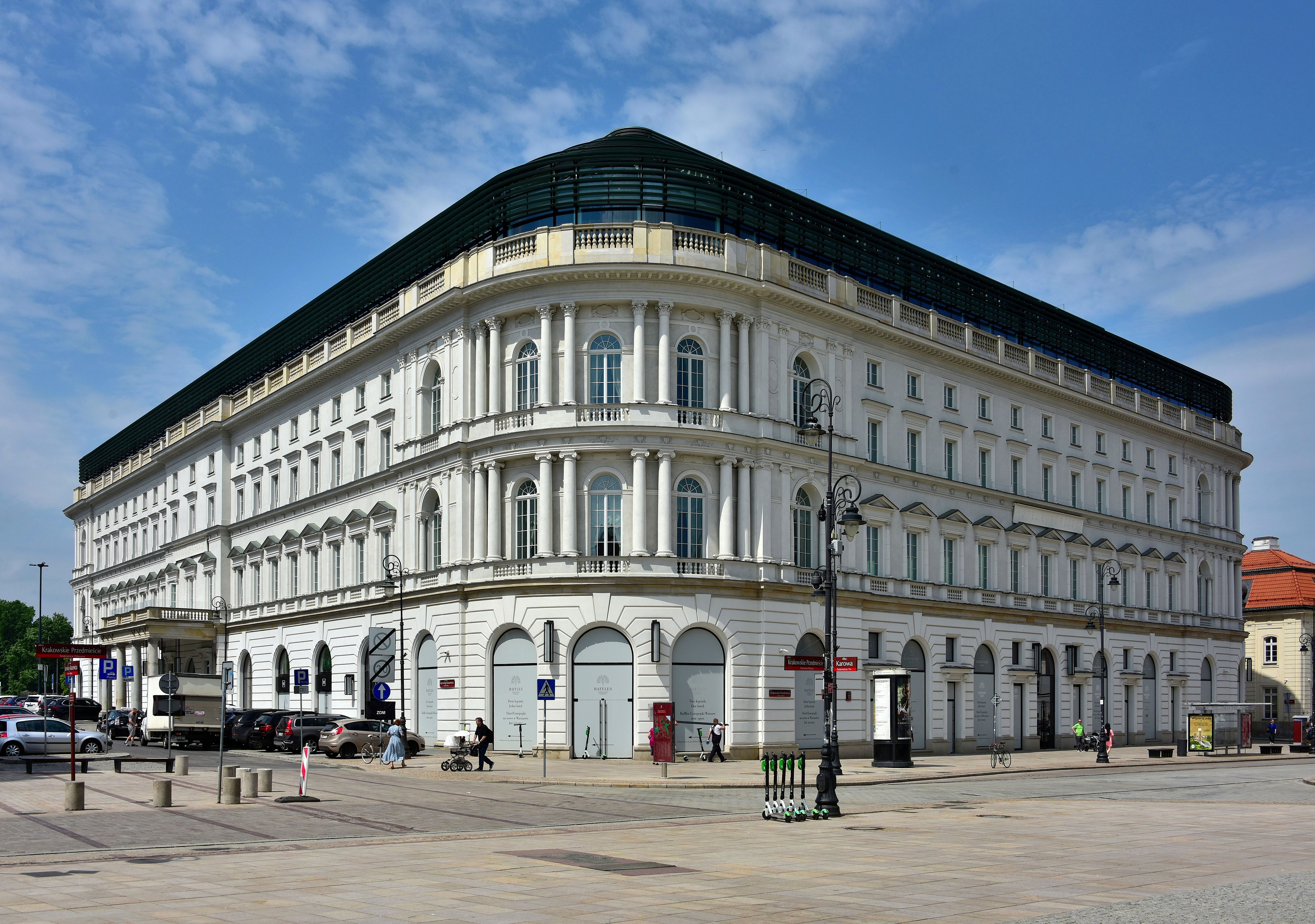
Hotel Europejski

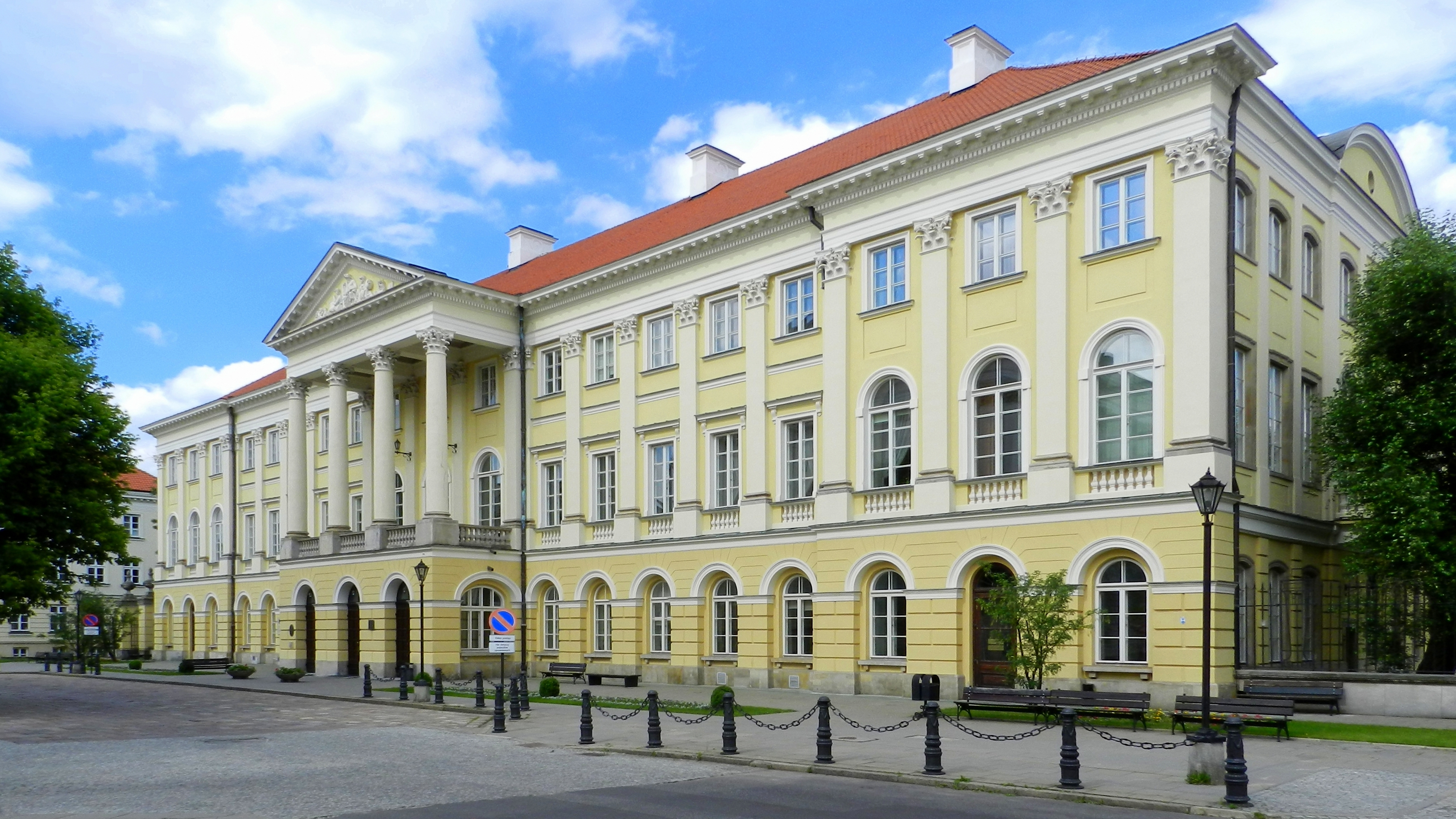
Pałac Kazimierzowski

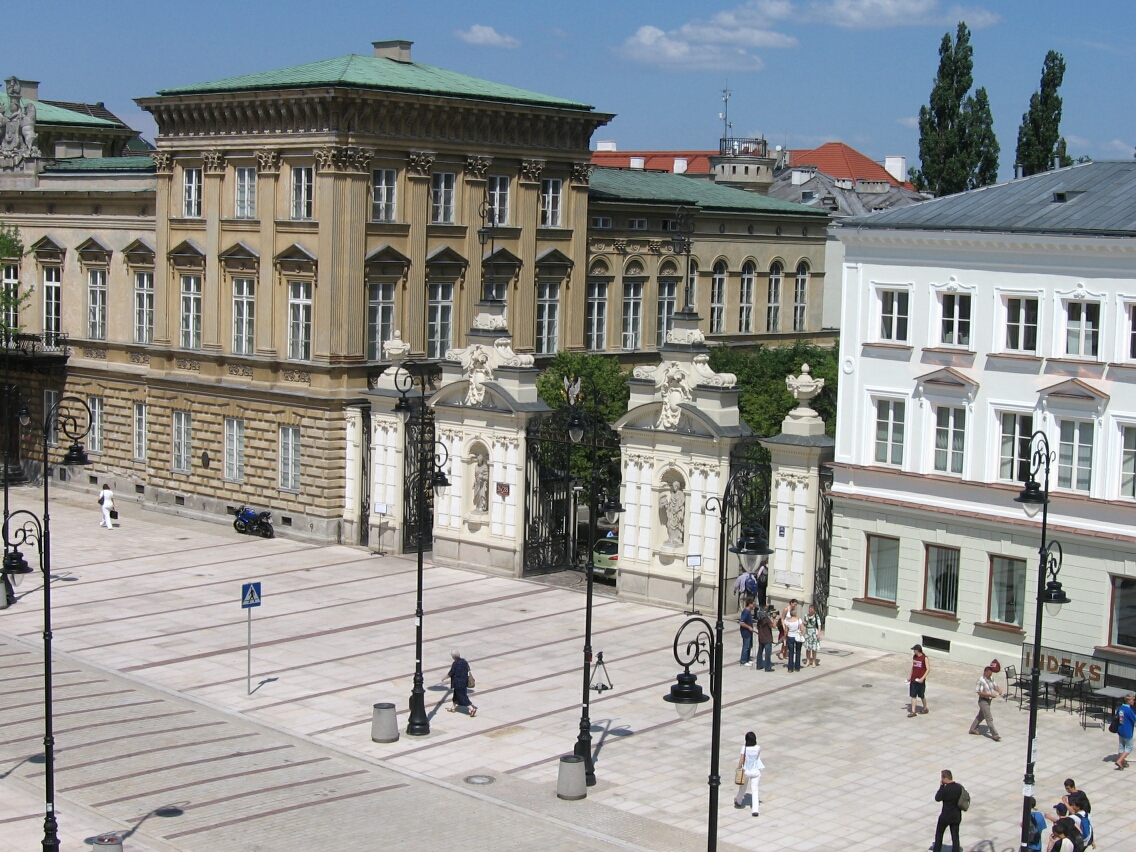
Brama Główna UW

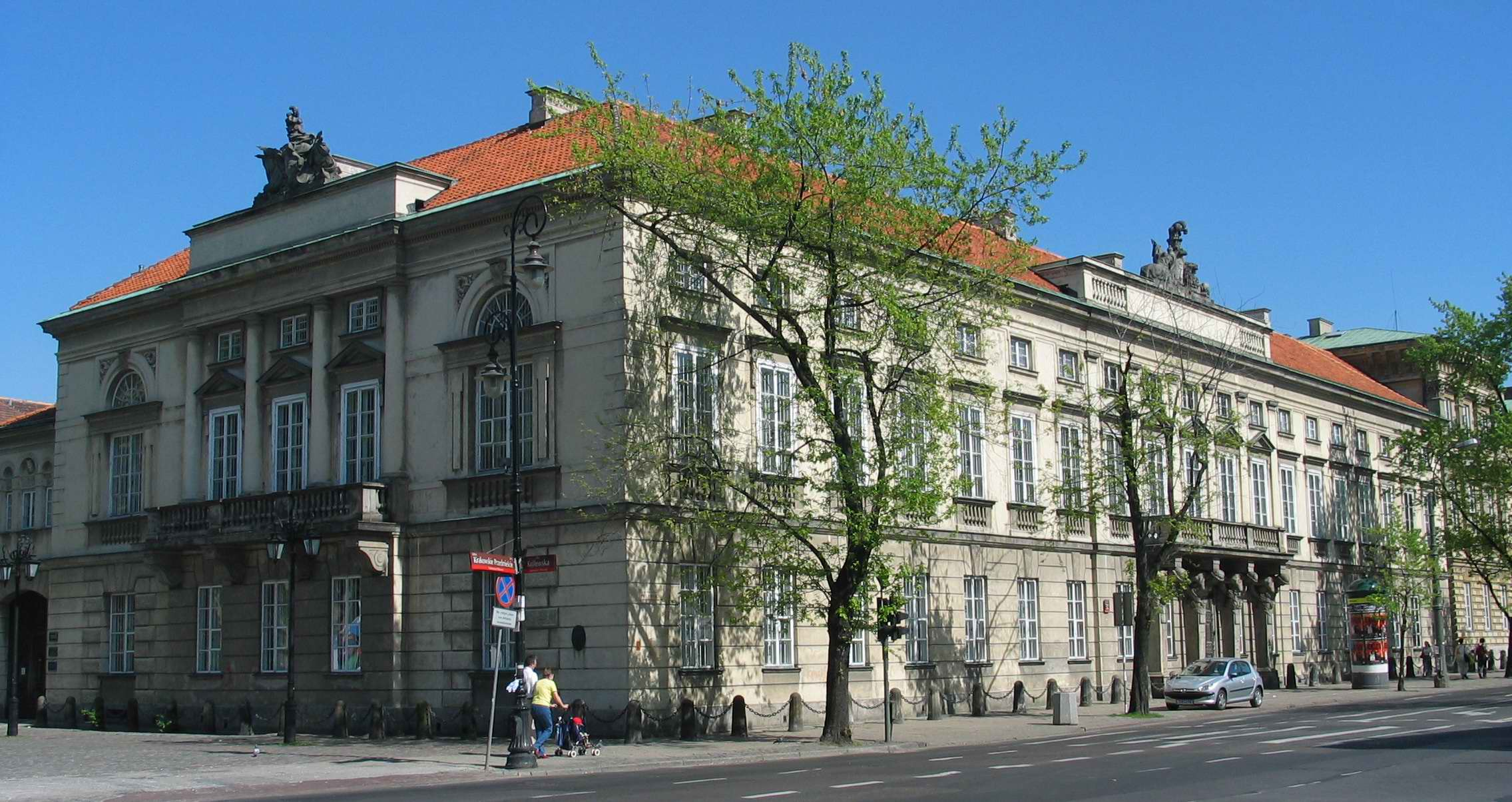
Pałac Tyszkiewiczów

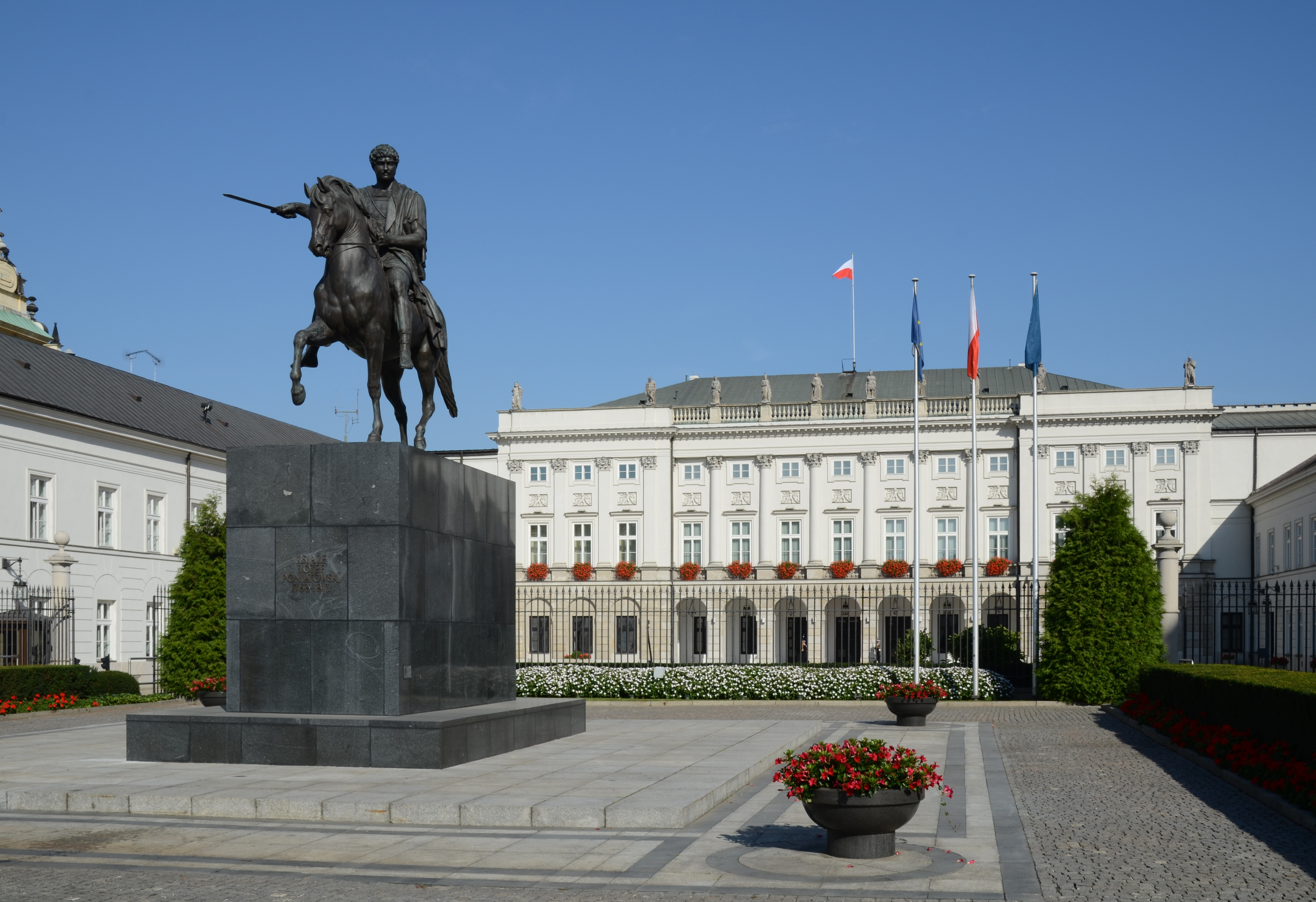
Pałac Prezydencki

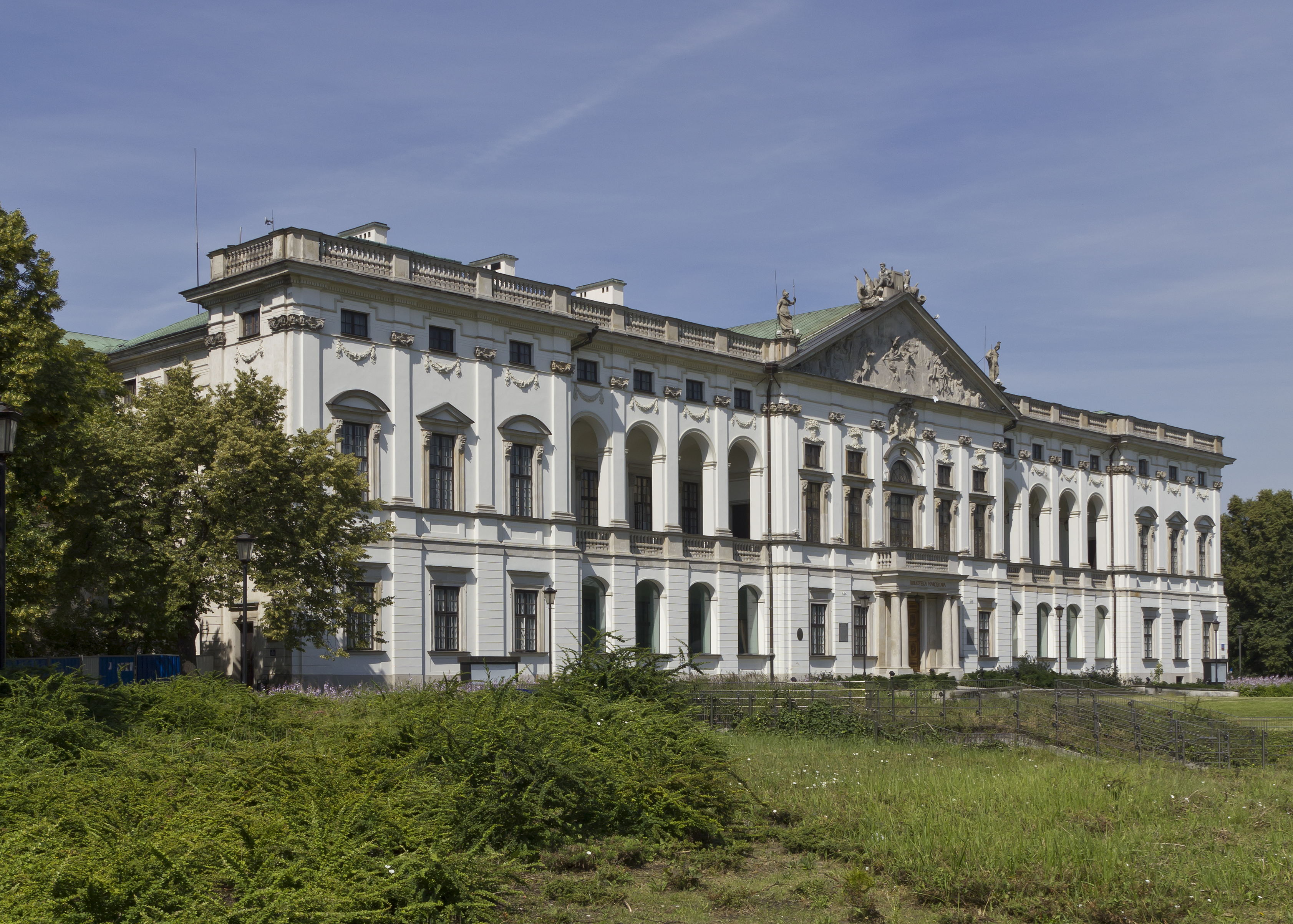
Pałac Krasińskich

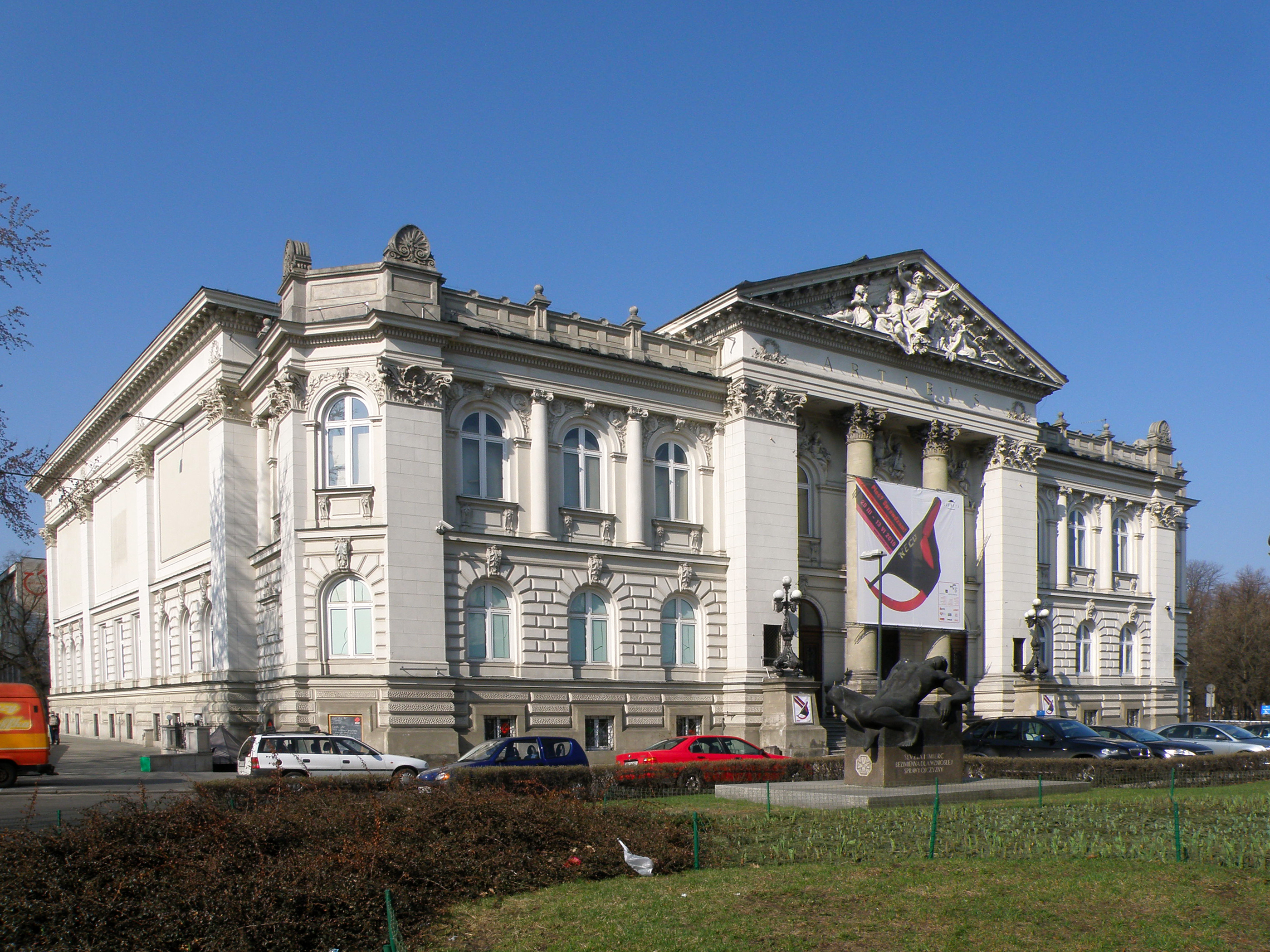
Galeria Zachęta

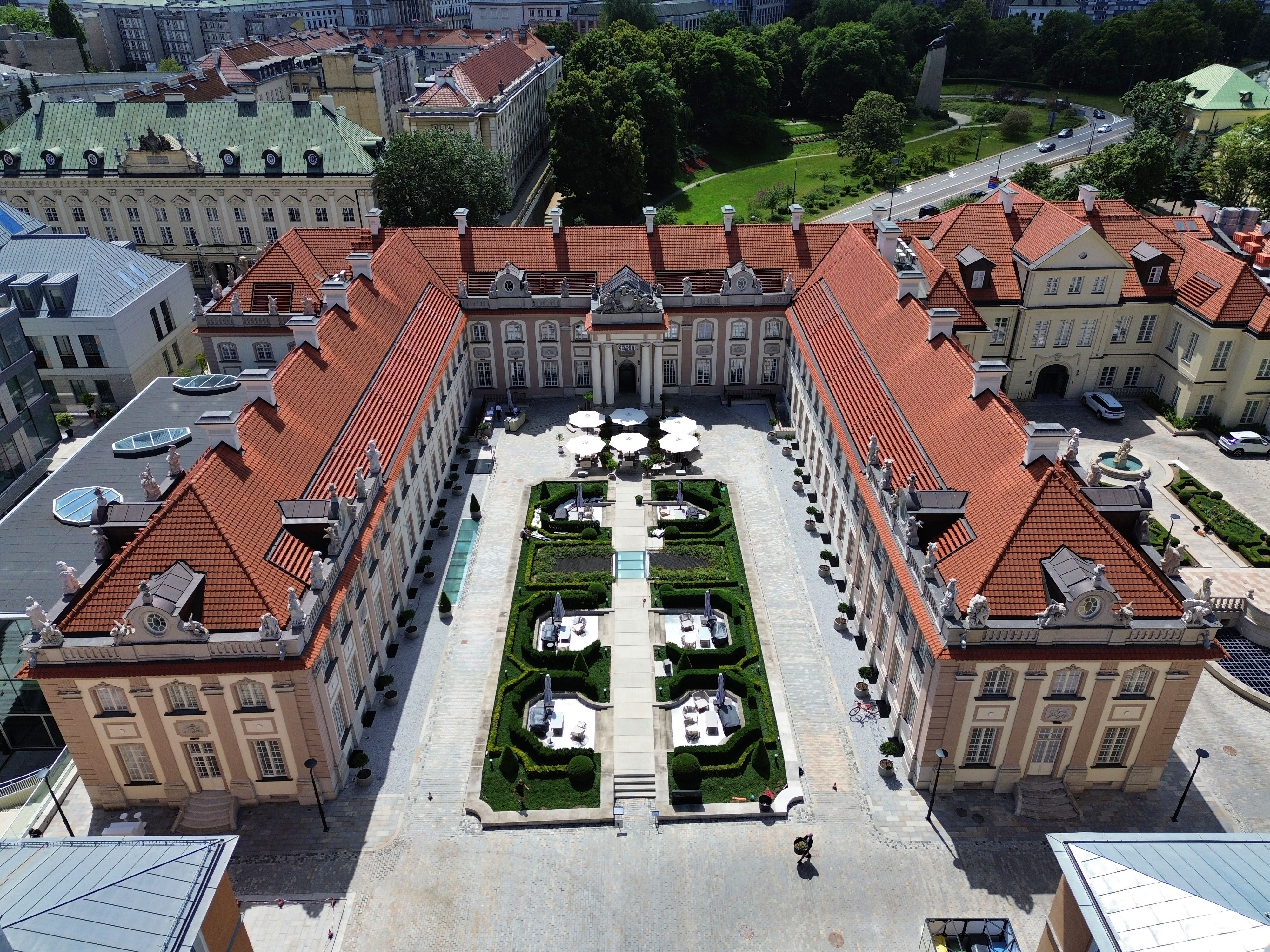
Pałac Branickich

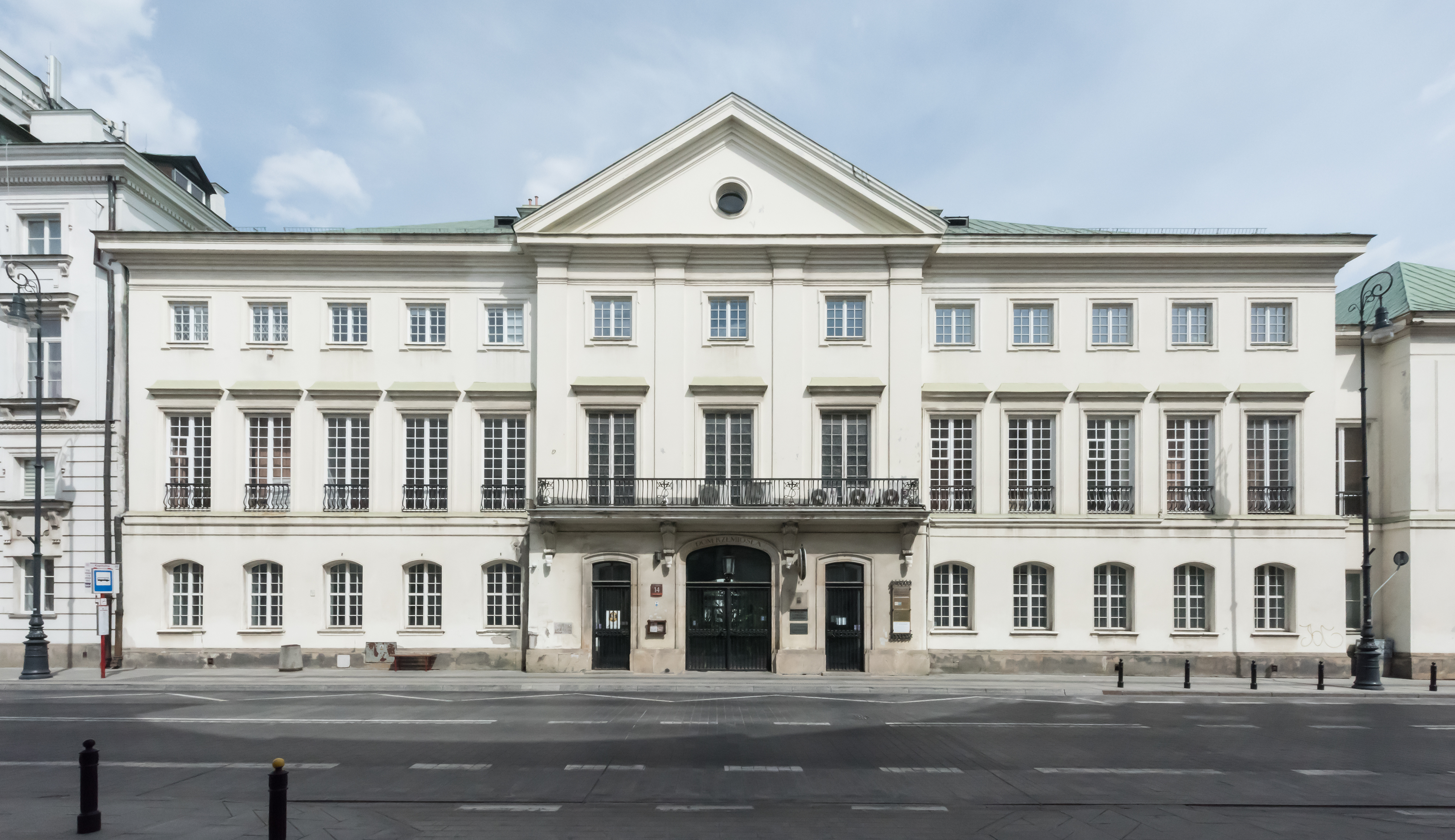
Pałac Chodkiewiczów

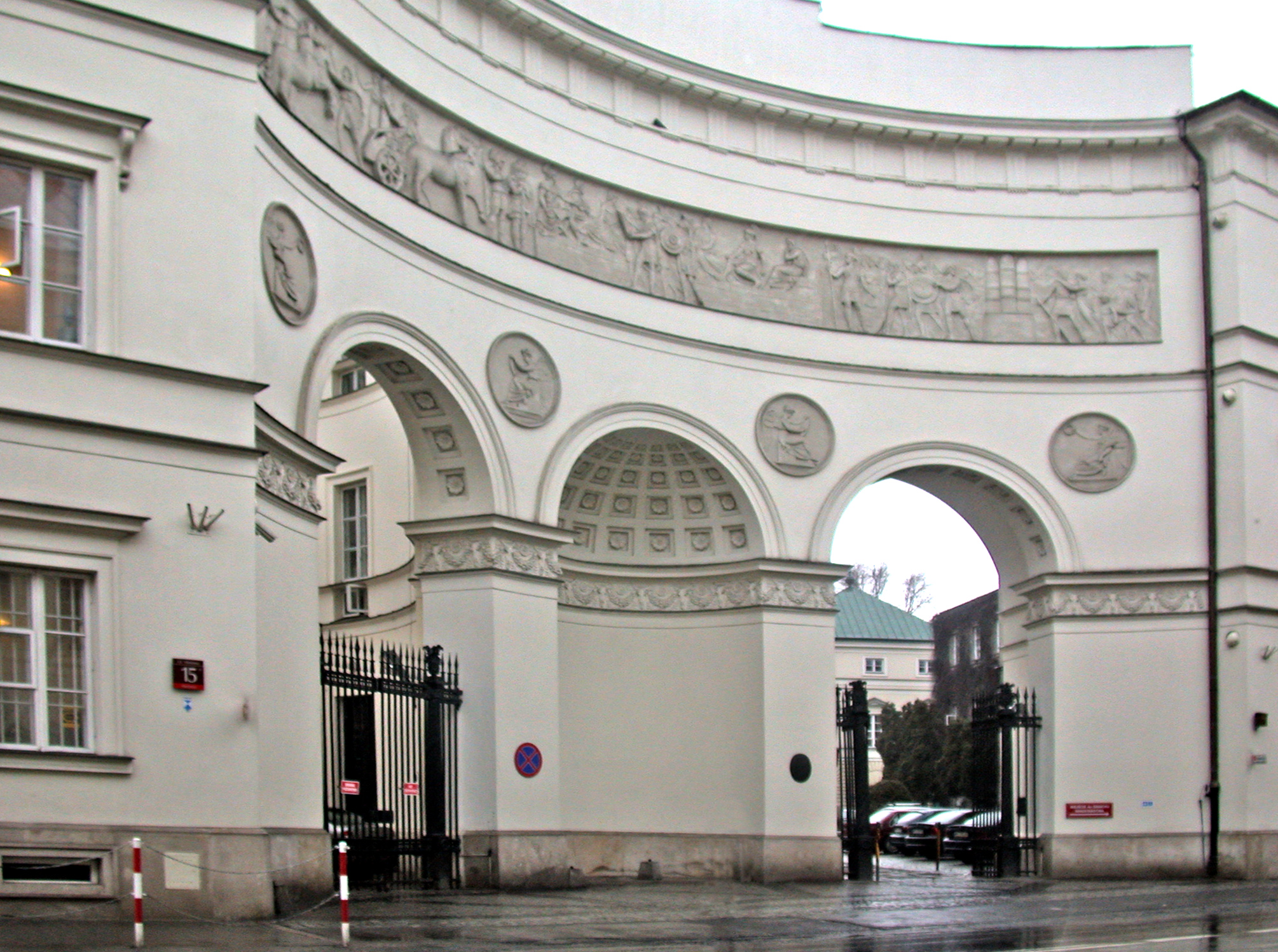
Pałac Paca-Radziwiłłów

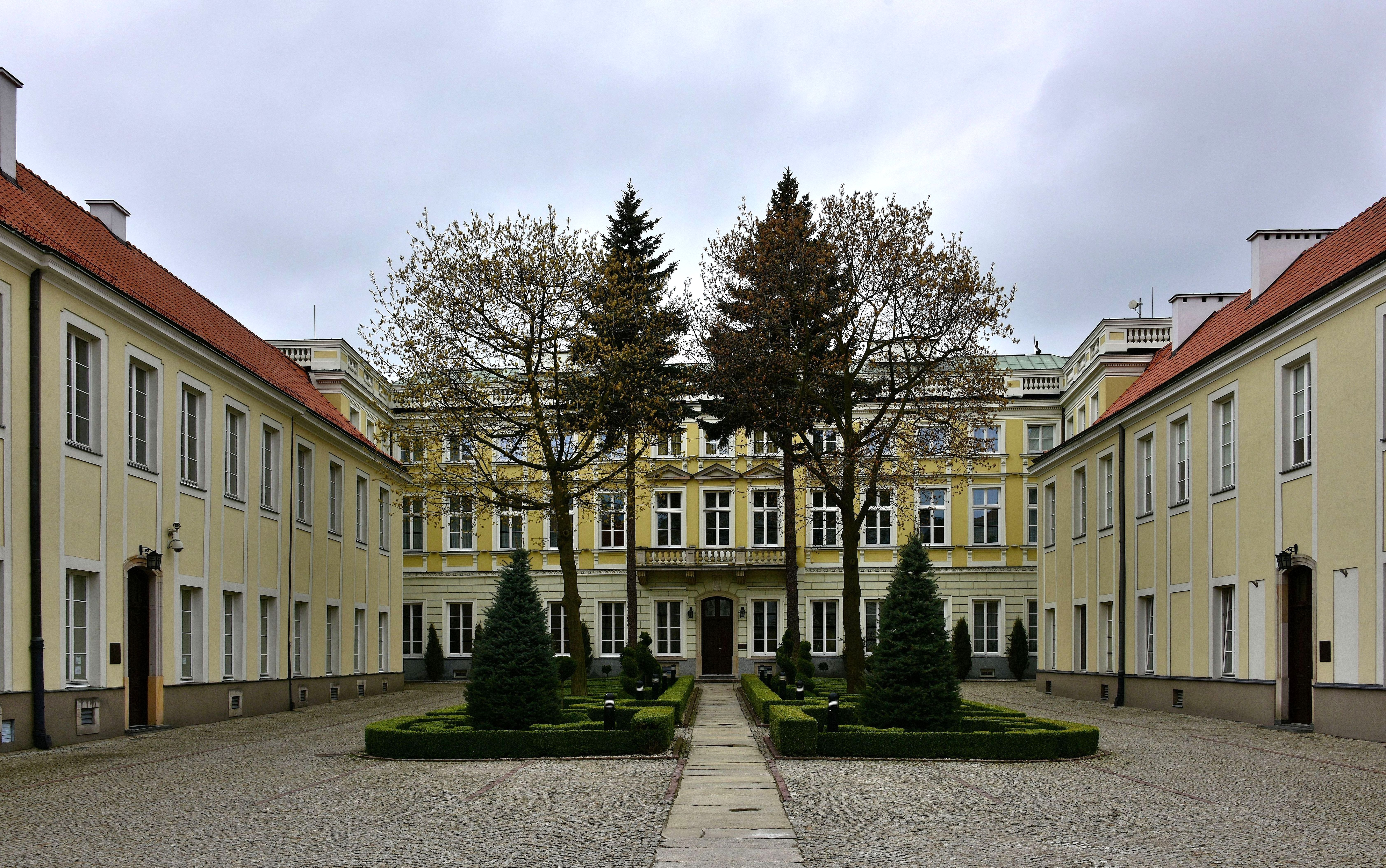
Pałac Borchów

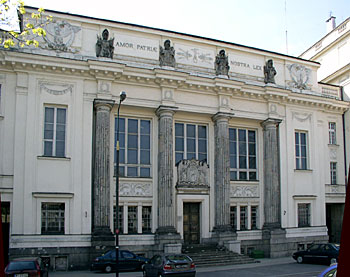
Gmach Biblioteki Krasińskich

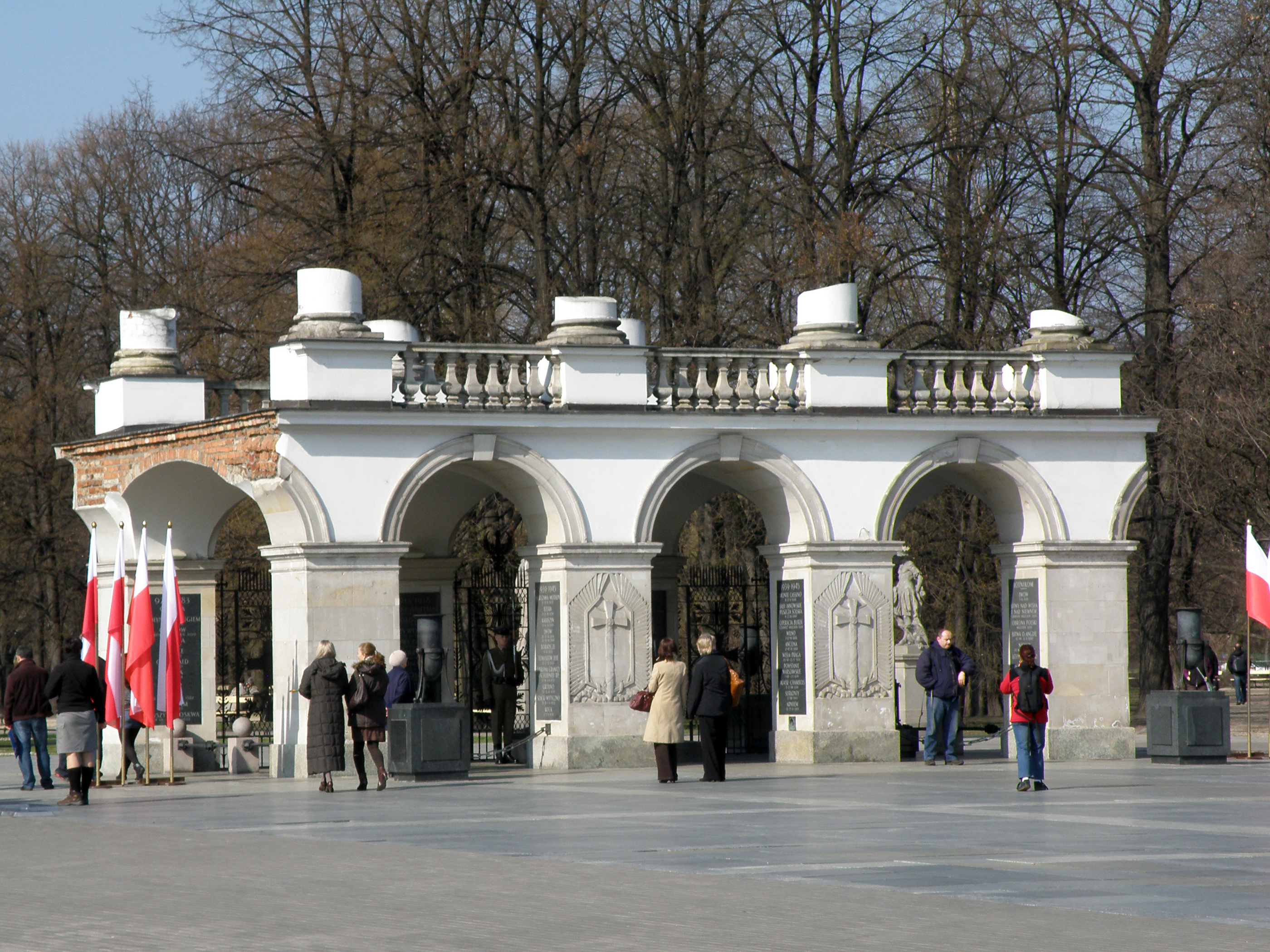
Grób Nieznanego Żołnierza

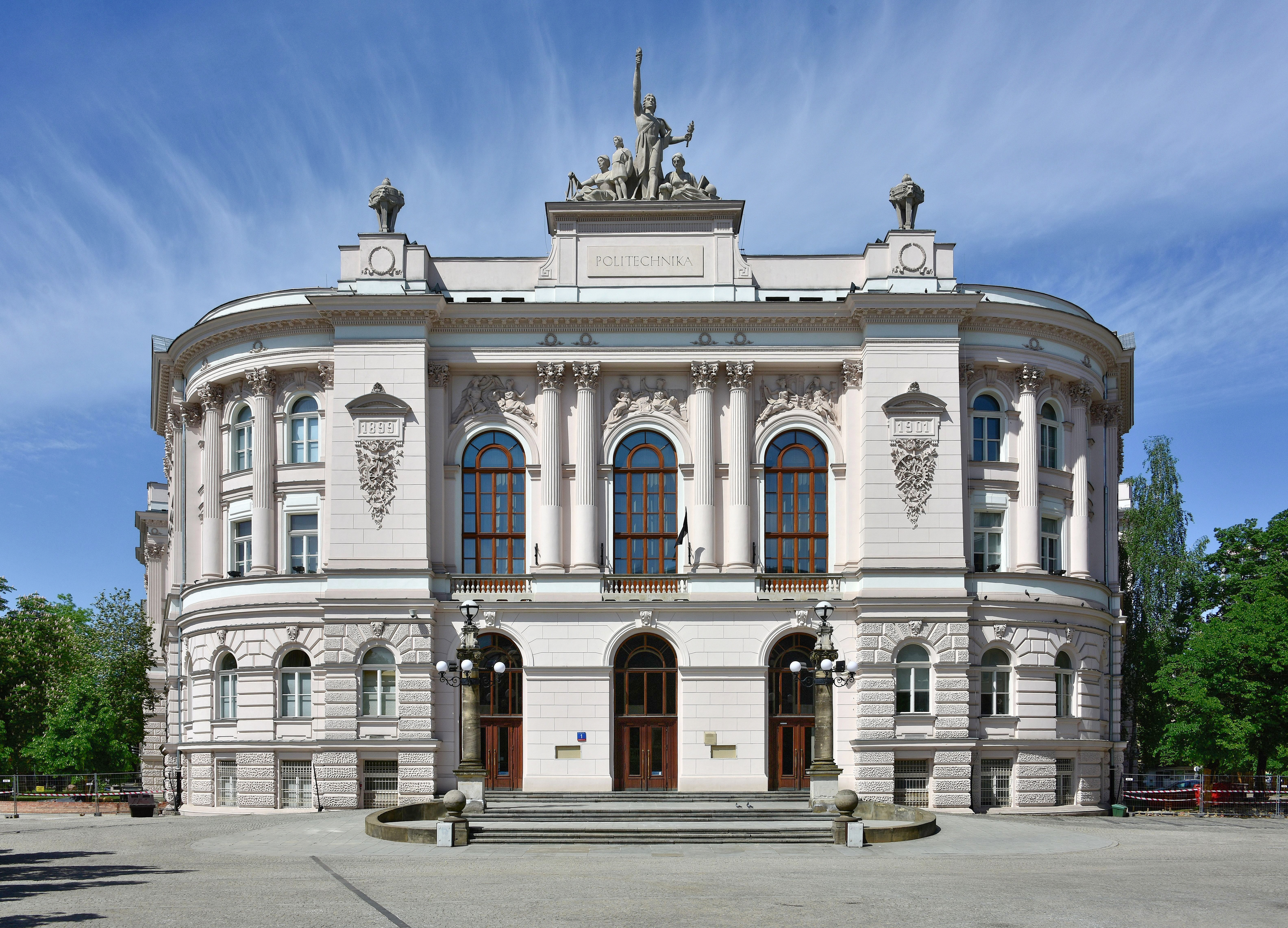
Gmach Główny Politechniki Warszawskiej

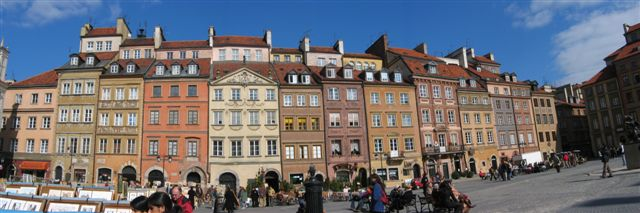
Rynek Starego Miasta

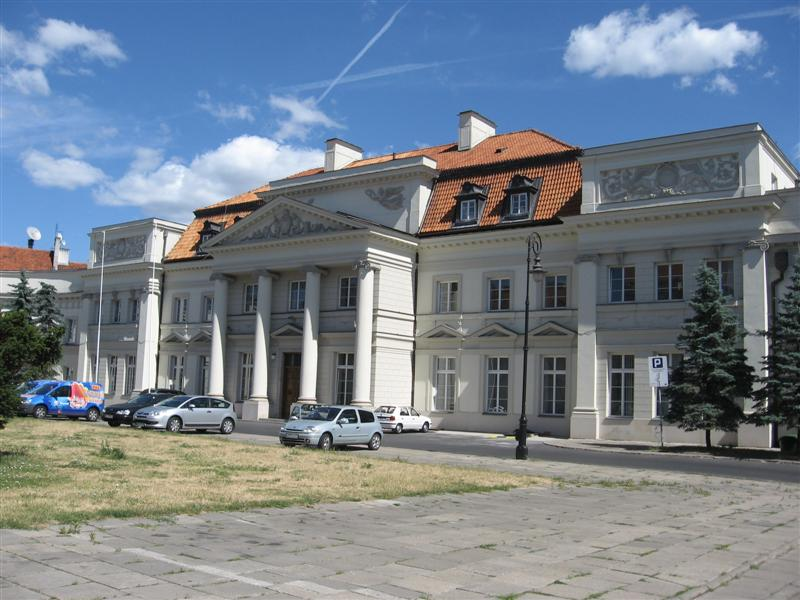
Pałac Prymasowski

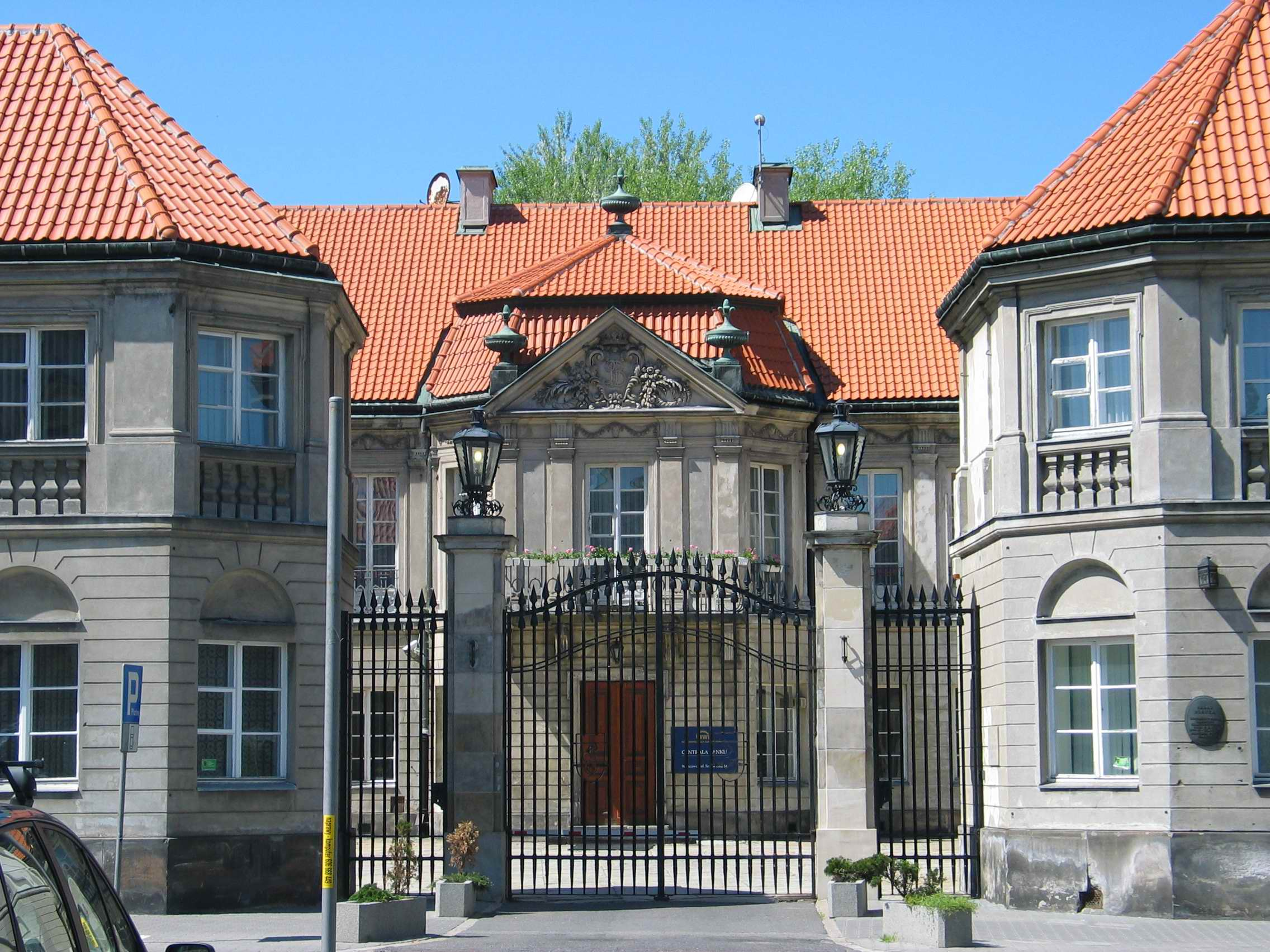
Pałac Blanka

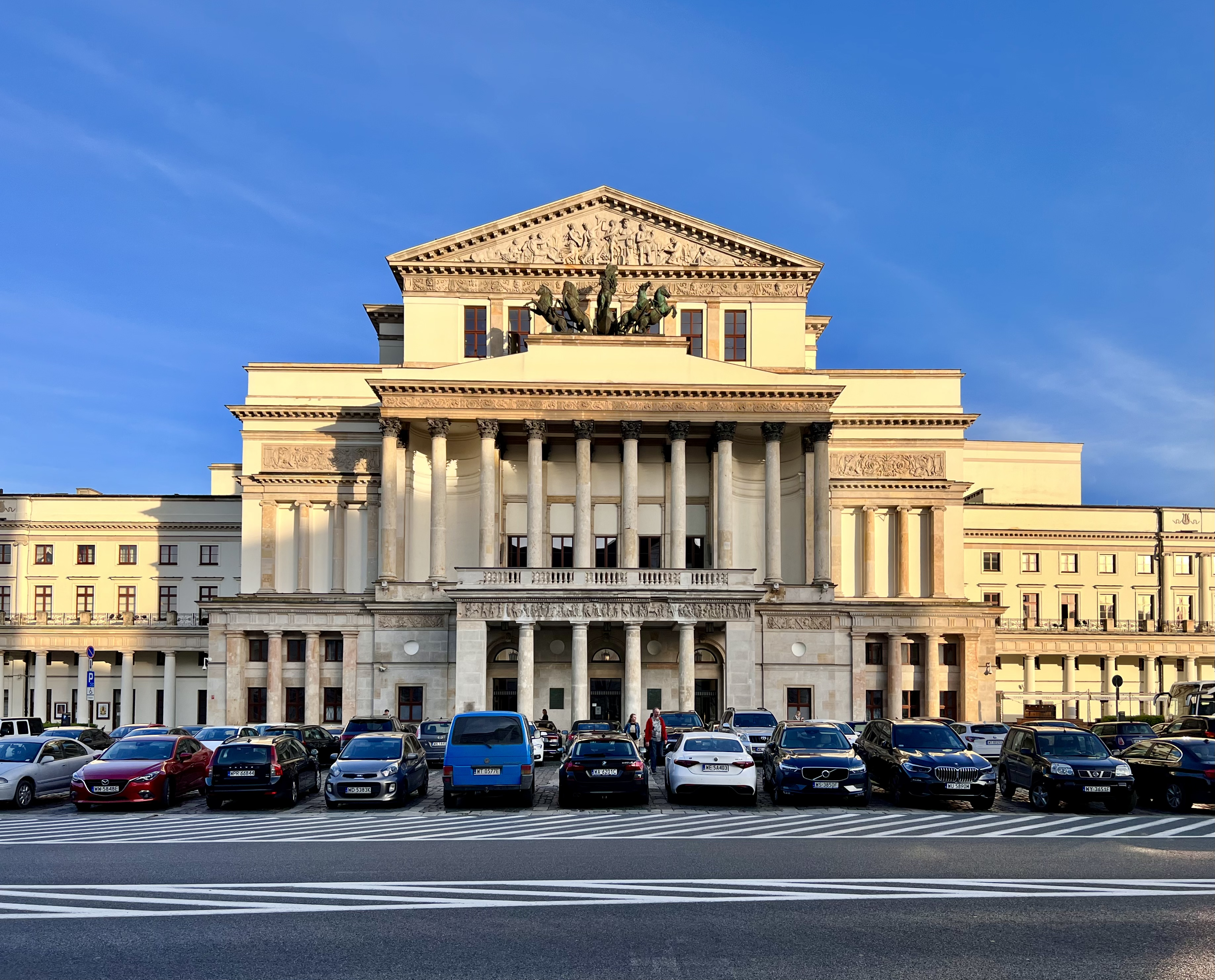
Teatr Wielki

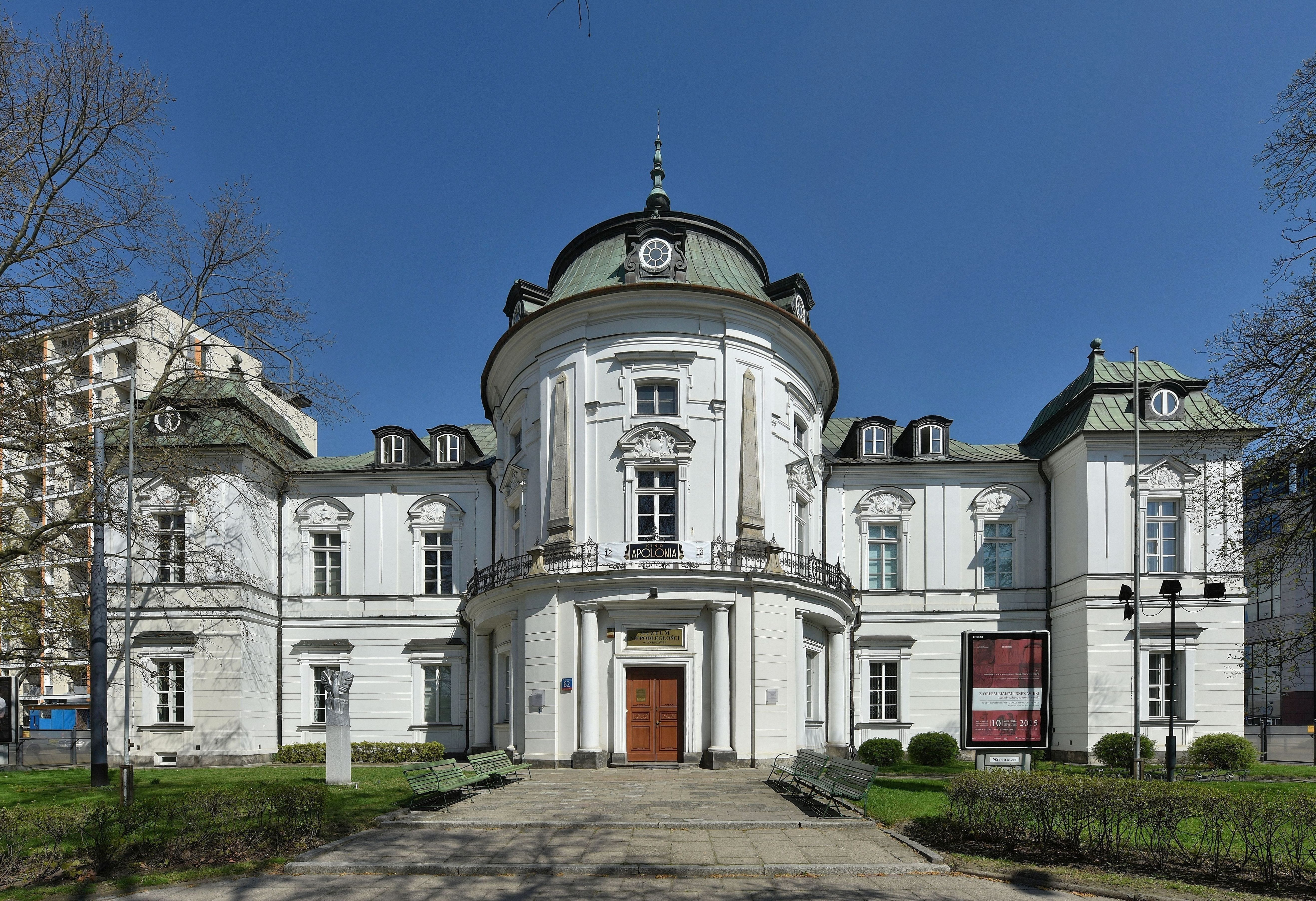
Pałac Przebendowskich

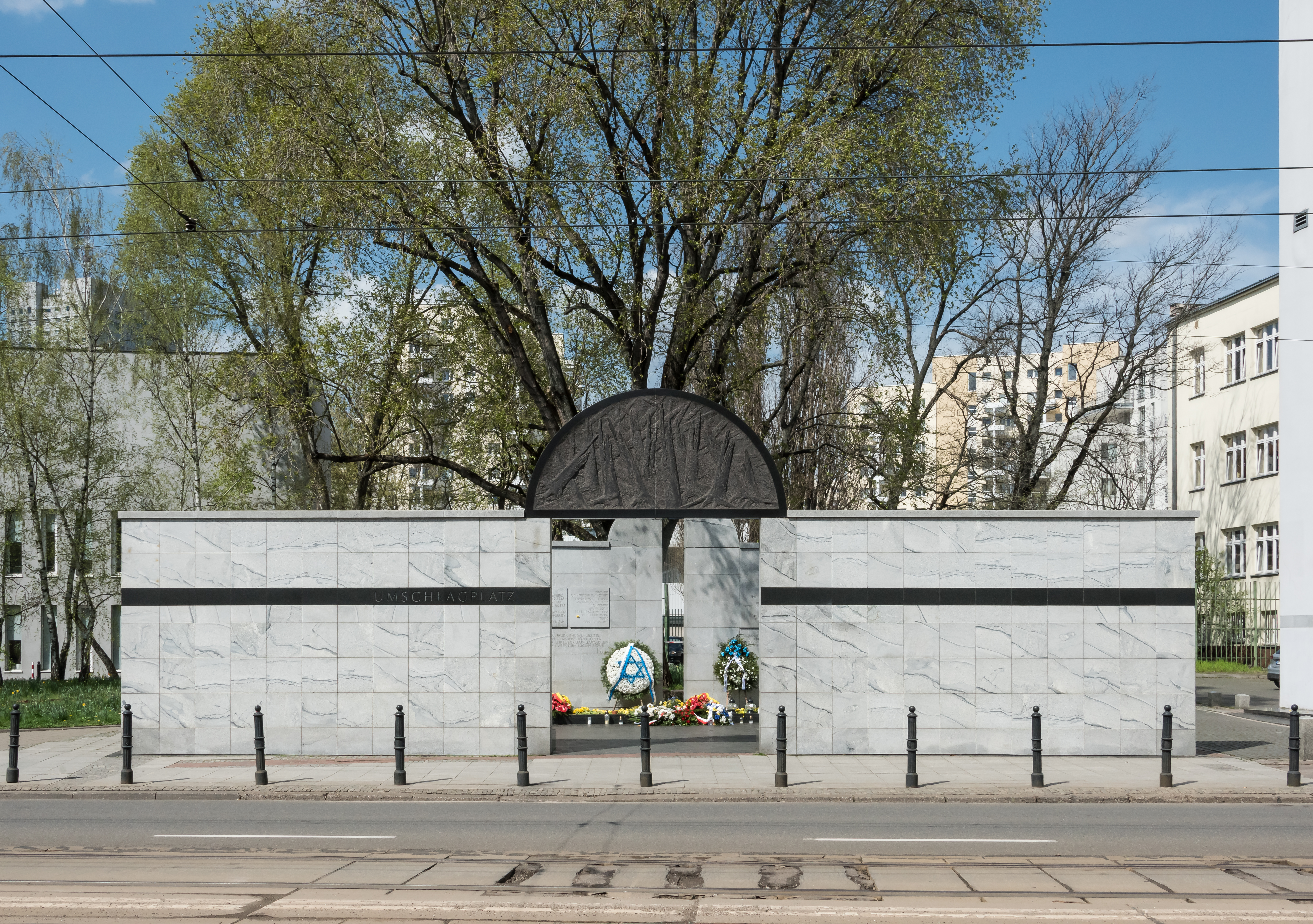
Pomnik Umschlagplatz

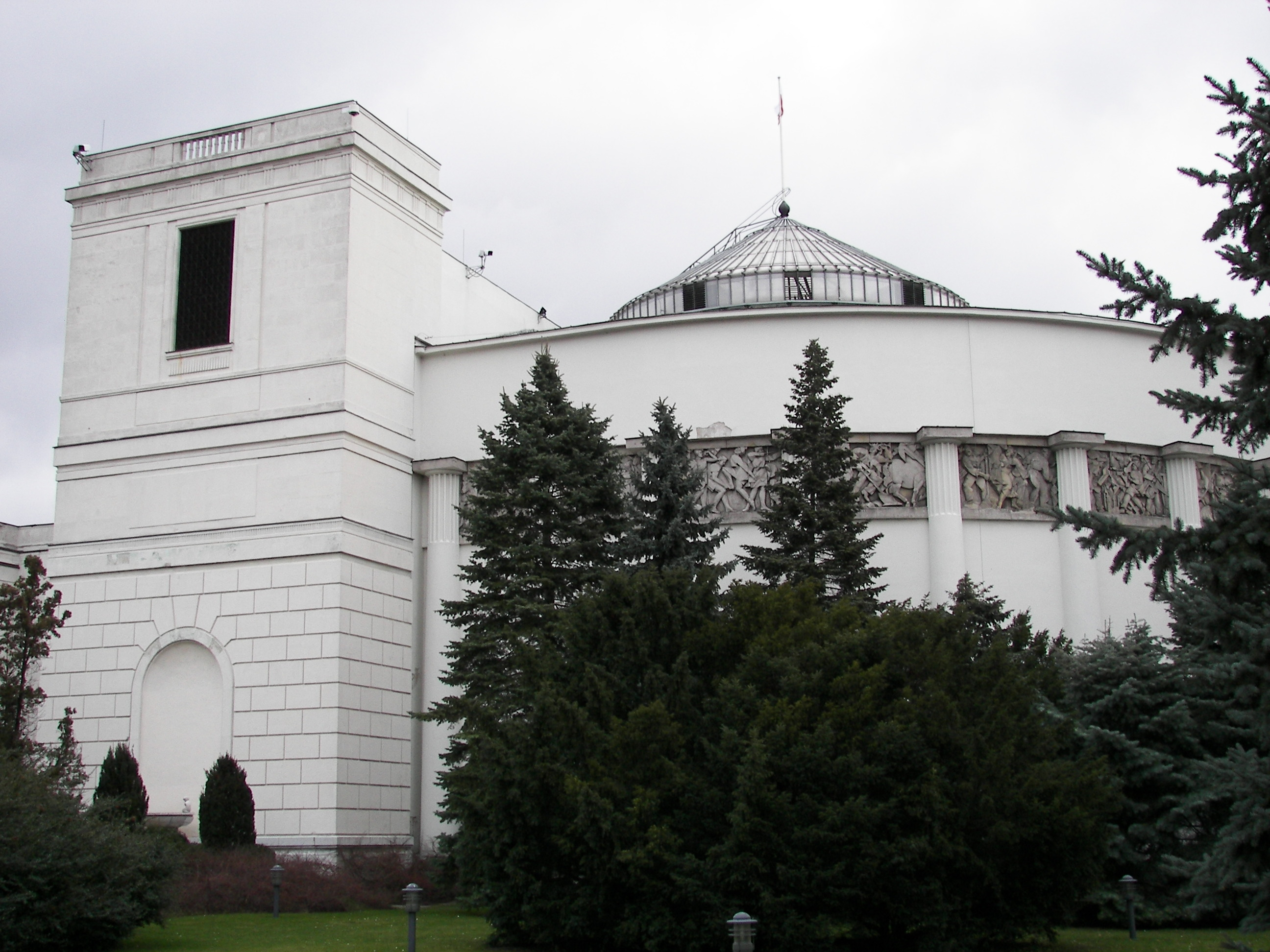
Gmach Sejmu

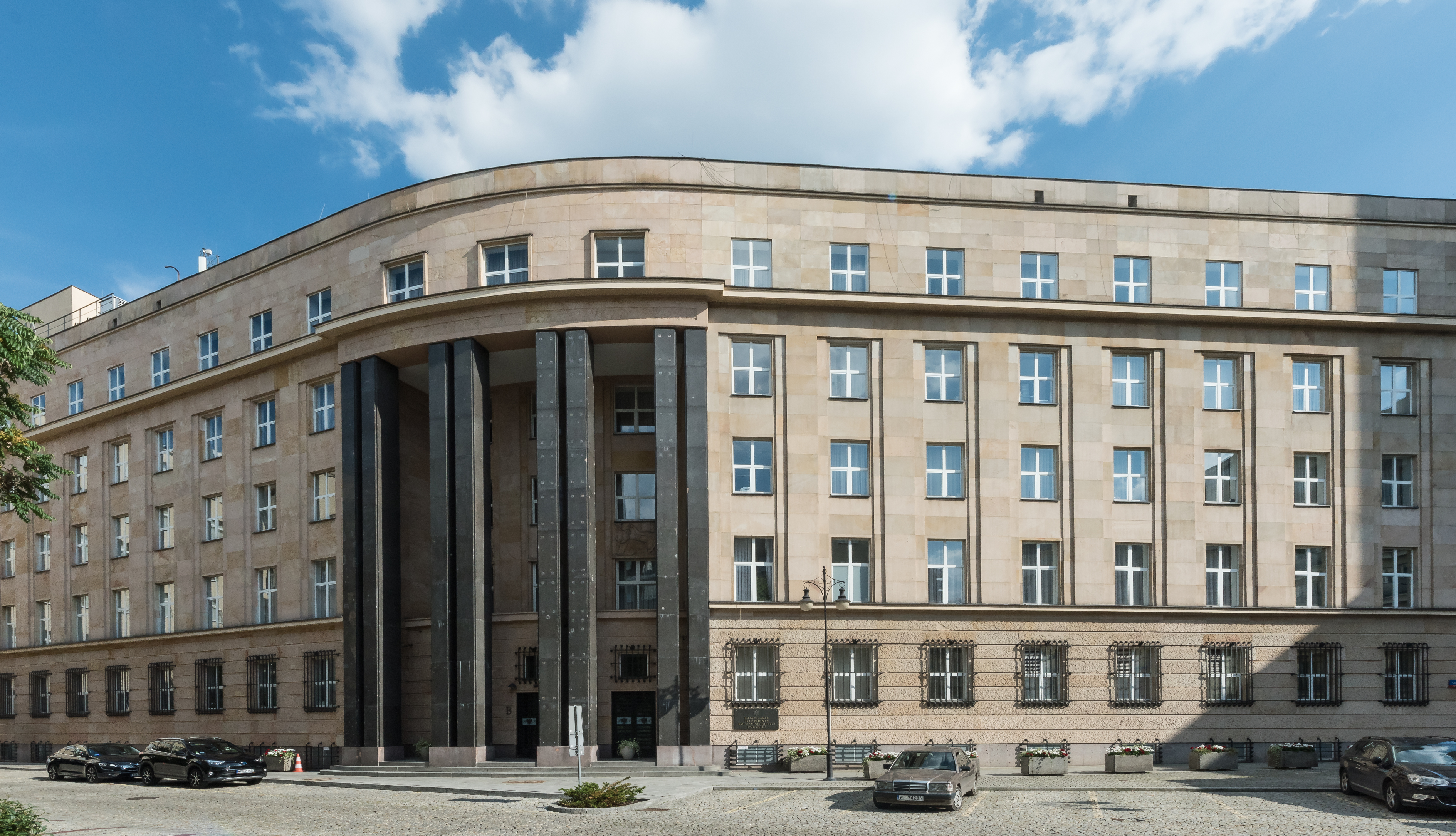
Kancelaria Prezydenta RP

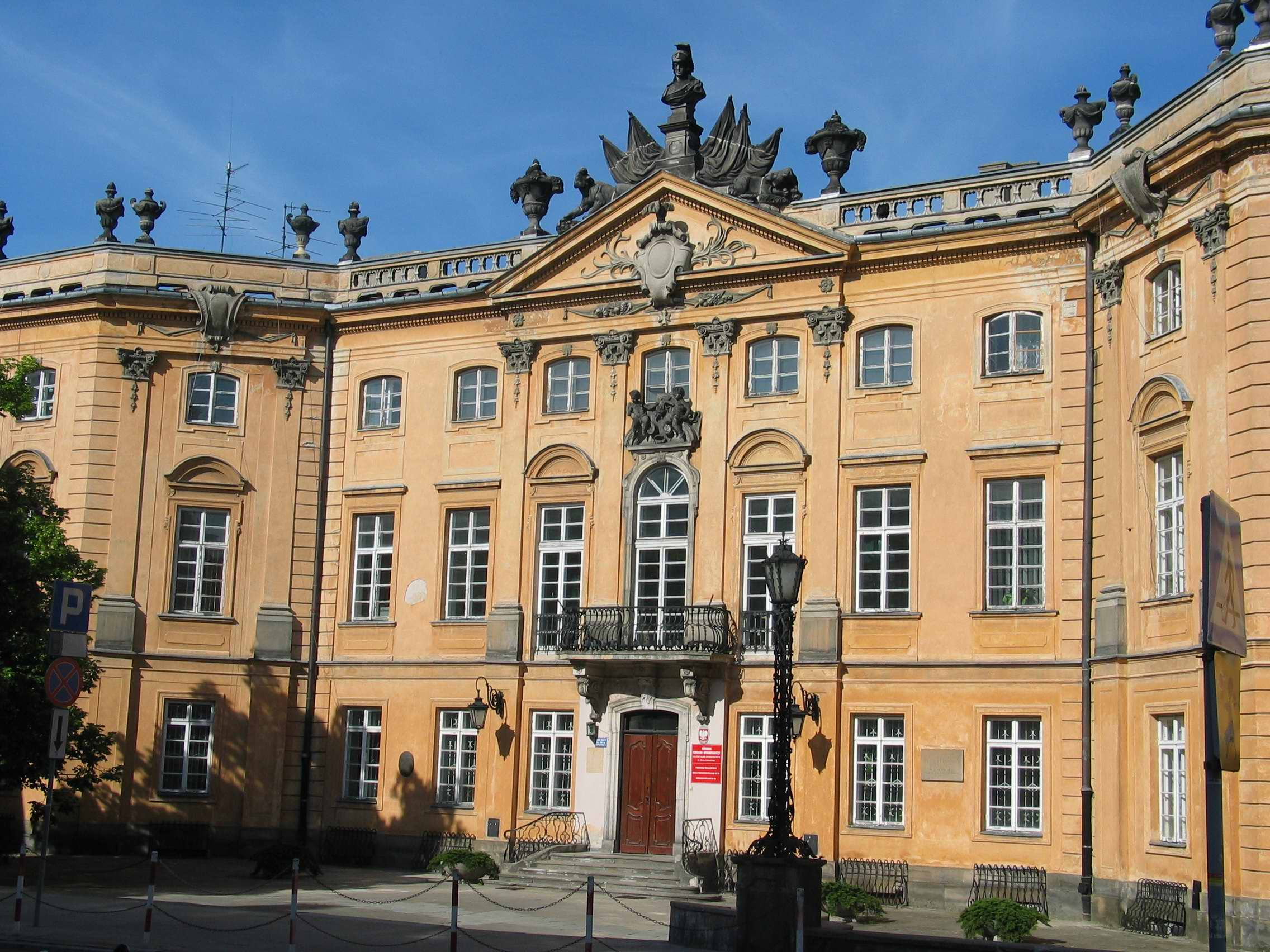
Pałac Sapiehów

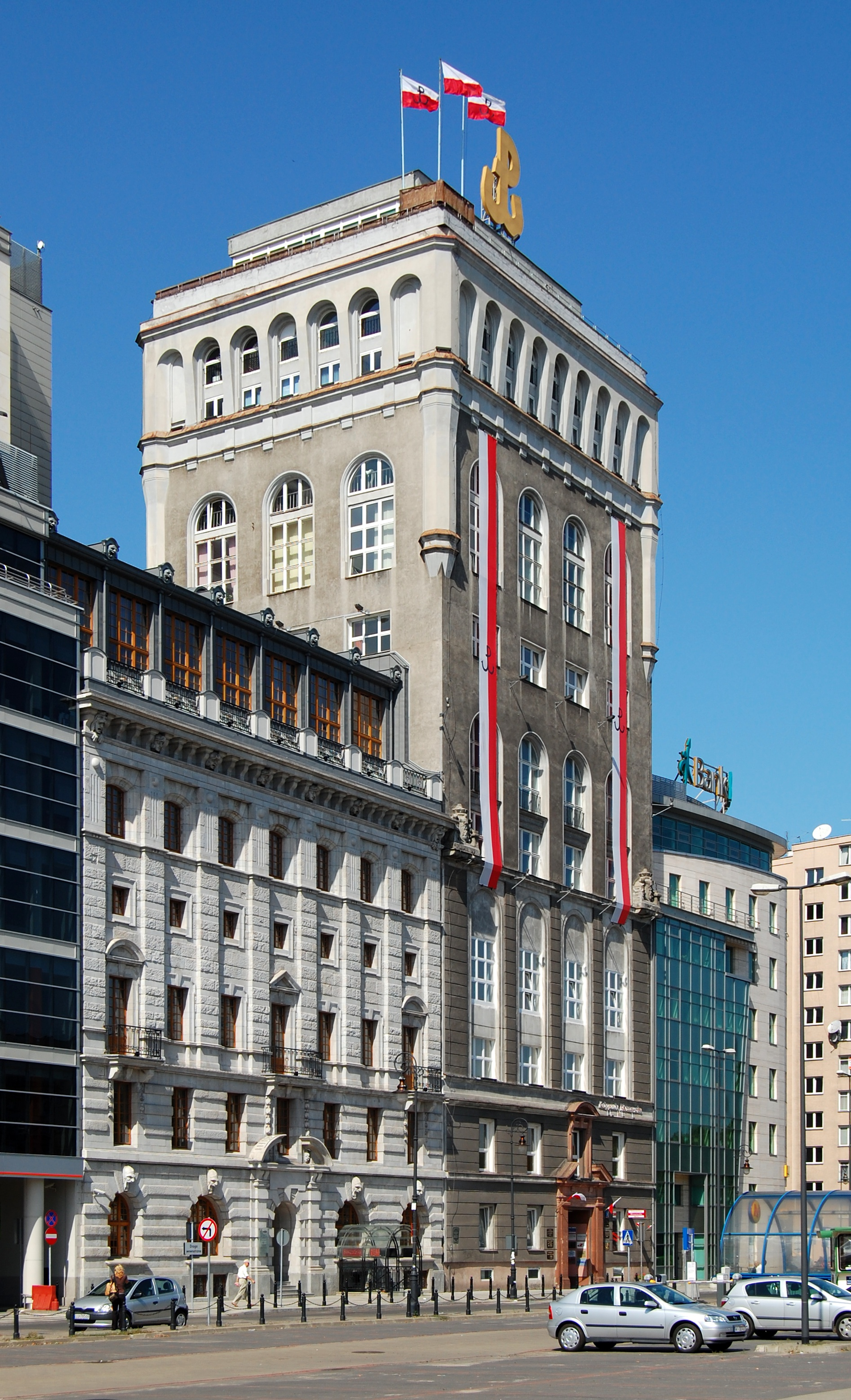
Gmach PAST-y

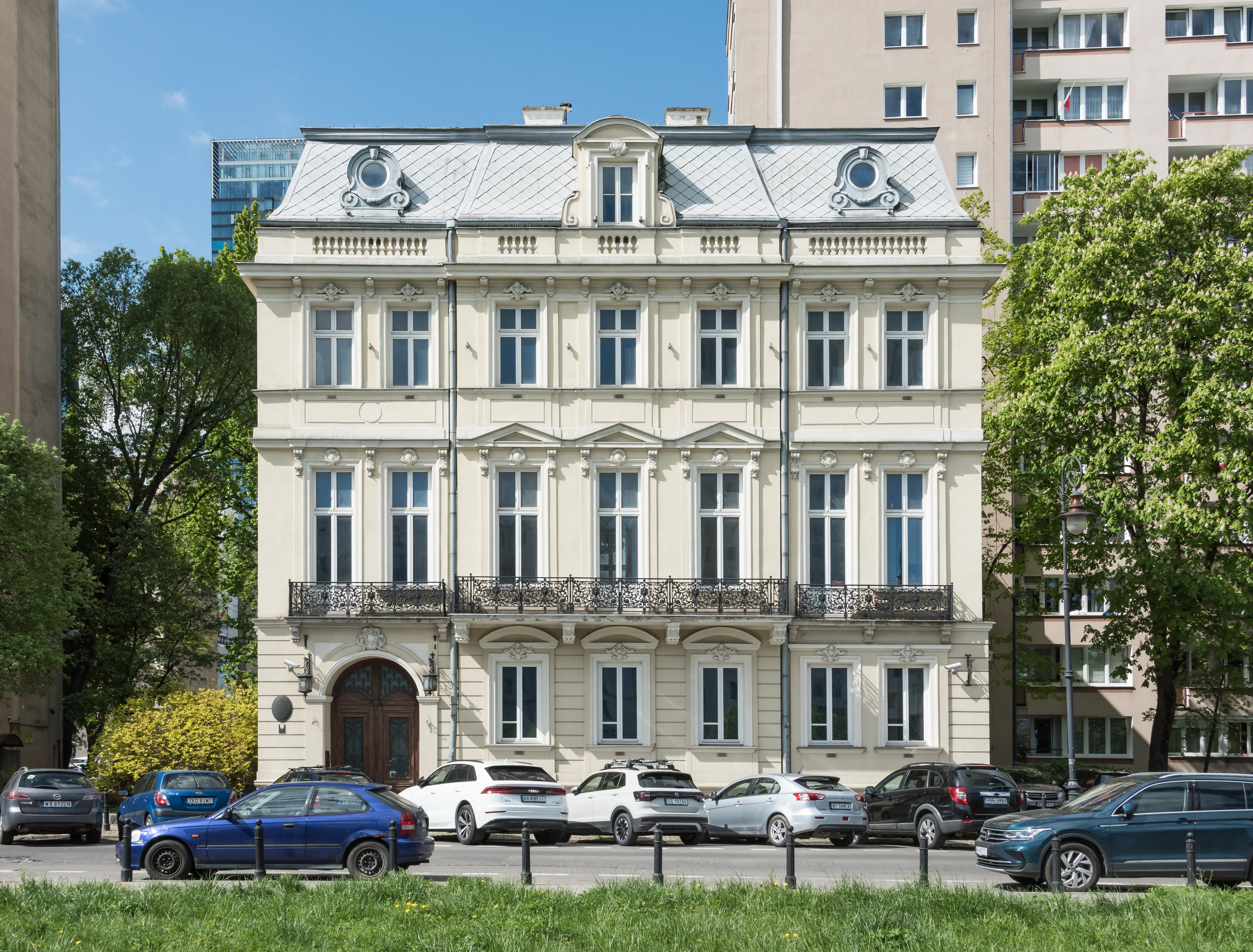
Pałac Janaszów

- Oś Saska (założenie urbanistyczne)
- Oś Stanisławowska (założenie urbanistyczne)
- katedra pw. św. Jana, ul. Świętojańska 8
- kościół pw. św. Aleksandra, pl. Trzech Krzyży
- kościół pw. św. Benona, ul. Piesza 1
- kościół pw. Najświętszego Zbawiciela, ul. Marszałkowska 37
- zespół kościoła Nawiedzenia NMP, ul. Przyrynek 2
  - kościół
  - dzwonnica
  - plebania
  - organistówka
- kościół pw. Wszystkich Świętych, pl. Grzybowski 3/5
- ewangelicki kościół Św. Trójcy, pl. Małachowskiego 1
- kościół ewangelicko-reformowany, al. „Solidarności” 74
- dawny kościół ewangelicko-reformowany, ob. teatr, al. „Solidarności” 76b
- cerkiew prawosławna, ob. kościół polskokatolicki par. pw. św. Ducha, ul. Szwoleżerów 2
- kaplica pw. św. Barbary, ul. Wspólna 68
- d. kaplica prawosławna, ul. Podwale 5a
- synagoga Nożyków, ul. Twarda 6
- zespół klasztorny augustianów, ul. Piwna 9/11,
  - kościół pw. św. Marcina
  - dzwonnica
  - klasztor
- klasztor bazylianów z kościołem pw. Wniebowzięcia NMP, ul. Miodowa 16
- zespół klasztorny bernardynów, ul. Krakowskie Przedmieście 68
  - kościół pw. św. Anny
  - dzwonnica
  - klasztor
  - kolumna z figurą M. Boskiej
- zespół klasztorny bonifratrów, ul. Bonifraterska 12
  - kościół pw. św. Jana Bożego
  - klasztor-szpital
- zespół klasztorny dominikanów, ul. Freta 8/10
  - kościół pw. św. Jacka
  - dzwonnica
  - klasztor
- zespół klasztorny franciszkanów, ul. Zakroczymska 1
  - kościół pw. św. Franciszka
  - klasztor
- zespół klasztorny jezuitów, ul. Świętojańska 10/12
  - kościół Matki Boskiej Łaskawej
  - klasztor
- zespół klasztorny kapucynów, ul. Miodowa 13
  - kościół pw. Przemienienia Pańskiego
  - klasztor
- zespół klasztorny karmelitów bosych, ul. Krakowskie Przedmieście 52/54
  - kościół pw. Wniebowzięcia NMP i św. Józefa Oblubieńca
  - klasztor
  - brama
- kościół klasztorny misjonarzy pw. św. Krzyża, ul. Krakowskie Przedmieście 3
- zespół klasztorny paulinów, ul. Nowomiejska 23
  - kościół pw. św. Ducha
  - klasztor
- zespół klasztorny pijarów, ul. Długa 13, ul. Miodowa 26
  - kościół pw. MB Królowej Korony Polskiej
  - klasztor, ob. kamienica
- zespół klasztorny reformatów, ul. Senatorska 29/31
  - kościół św. Antoniego z Padwy
  - kaplica
  - krużganki
  - ogrodzenie
  - klasztor
- zespół klasztorny sakramentek, Rynek Nowego Miasta 2
  - kościół pw. św. Kazimierza
  - klasztor
  - budynki gospodarcze
  - kapliczka
  - ogród
- zespół klasztorny trynitarzy, ul. Solec 61
  - kościół Świętej Trójcy
  - klasztor
- zespół klasztorny wizytek, ul. Krakowskie Przedmieście 34
  - kościół pw. Opieki św. Józefa
  - klasztor
  - budynki gospodarcze
  - ogrodzenie (mur)
- Dom Stowarzyszenia Dzieci Marii, ul. Radna 14
- zakład sióstr miłosierdzia św. Wincentego à Paulo, Tamka 35
  - budynek główny
  - 2 budynki gospodarcze
  - kapelanka
  - kaplica pw. św. Kazimierza
  - spichlerz
- zespół Zamku Królewskiego, pl. Zamkowy 1/2
  - Zamek Królewski
  - Biblioteka Królewska
  - Arkady Kubickiego
  - Pałac Pod Blachą
- zespół pałacowo-parkowy Belweder, ul. Belwederska 54/56
  - pałac
  - park
  - pawilon parkowy – św. Diany
  - pawilon parkowy – Most Egipski
  - źródło i rzeźby parkowe
- zespół pałacowo-parkowy Łazienki, ul. Agrykola
  - park
  - Pałac Na Wyspie
  - Biały Domek
  - pałac Myślewicki
  - Teatr Na Wyspie (Amfiteatr)
  - Stara Pomarańczarnia z teatrem
  - Wielka oficyna, później Szkoła Podchorążych
  - Stara Kordegarda
  - Nowa Kordegarda
  - Wodozbiór
  - zdrój
  - palmiarnia
  - d. zajazd, ul. Szwoleżerów 9
  - budynek gospodarczy
  - d. stajnie i wozownie
  - Dom Narutowicza, zwany też Domem Inwalidów
  - d. Dom Ogrodnika
  - Ermitaż, ul. Myśliwiecka 1
  - kuchnia (przy ermitażu)
  - most z pomnikiem Jana III
- zespół Zamku Ujazdowskiego, Aleje Ujazdowskie 6
  - ruiny zamku
  - Kanał Piaseczyński
  - park Agrykola (Sobieskiego)
- Ogród Botaniczny, Aleje Ujazdowskie 4
  - obserwatorium astronomiczne
  - ruiny Świątyni Opatrzności
- Ogród Saski, ul. Królewska
  - rzeźby
  - zegar słoneczny
  - wodozbiór
- park, d. ogród księcia Poniatowskiego, ul. Książęca 2
  - groty
- Park Ujazdowski, Aleje Ujazdowskie 8
- Fort Legionów z otoczeniem, ul. Zakroczymska
- mury obronne Starego Miasta
  - baszta Rycerska, ul. Podwale
- Barbakan, ul. Nowomiejska
- most i wiadukt im. Poniatowskiego, al. 3 Maja
- wiadukt im. Markiewicza
- studnia „Gruba Kaśka”, al. „Solidarności”
- obudowa źródła, ul. Oboźna
- Zdrój Królewski, ul. Zakroczymska
- wodotrysk, pl. Bankowy
- figura MB Passawskiej, ul. Krakowskie Przedmieście
- kolumna Zygmunta III Wazy, pl. Zamkowy
- pomnik Mikołaja Kopernika, ul. Krakowskie Przedmieście
- pomnik Adama Mickiewicza, ul. Krakowskie Przedmieście
- pomnik księcia Józefa Poniatowskiego, ul. Krakowskie Przedmieście
- figura św. Jana Nepomucena, ul. Senatorska 40
- figura św. Jana Nepomucena, pl. Trzech Krzyży
  - 2 kolumny z krzyżami
- założenie urbanistyczne, ul. Agrykola
- Muzeum Narodowe z ogrodem, Aleje Jerozolimskie 3
- Gmach Banku Gospodarstwa Krajowego, Aleje Jerozolimskie 7
- Centralny Dom Towarowy, ob. DT „Smyk”, Aleje Jerozolimskie → ul. Krucza 50
- hotel „Polonia”, Aleje Jerozolimskie 45
- kamienice w Alejach Jerozolimskich, numery: 47, 49, 51, 53, 55, 63 (z oficyną)
- zespół Korpusu Kadetów im. Suworowa, ob. Urząd Rady Ministrów, Aleje Ujazdowskie 1-9
  - budynek, Aleje Ujazdowskie 1/3
  - budynek, Aleje Ujazdowskie 5
  - budynek, Aleje Ujazdowskie 7
  - budynek, Aleje Ujazdowskie 9
  - budynek, al. Szucha 14
  - ogród od ul. Klonowej, Aleje Ujazdowskie 1-9/al. Szucha 14
- willa Poznańskich, Aleje Ujazdowskie 8
- pałacyk „Pod Karczochem”, Aleje Ujazdowskie 14
  - oficyna, Aleje Ujazdowskie 12
- zespół pałacu Sobańskich, Aleje Ujazdowskie 13
  - pałac
  - 2 pawilony
  - ogród
- kamienica Szelechowa, Aleje Ujazdowskie 17
- kamienice w Alejach Ujazdowskich, numery: 19, 22, 24 (Kamienica pod Gigantami), 41, 45 (z oficyną – ul. Mokotowska 58), 49, 51
- pałac Śleszyńskich, Aleje Ujazdowskie 25
- pałacyk Raua, Aleje Ujazdowskie 27
- pałacyk Lilpopów, Aleje Ujazdowskie 33/35
- pałac, Aleje Ujazdowskie 39
- willa, ul. Bacciarellego 4
  - ogrodzenie
- kamienice przy ul. Bagatela, numery: 10, 13, 15
- założenie urbanistyczne, pl. Bankowy
- hotel „Saski”, pl. Bankowy 1
- d. Bank Polski, pl. Bankowy 1
- pałac Ministra Skarbu, pl. Bankowy 3/5
- pałac Komisji Rządowej Przychodów i Skarbu, pl. Bankowy 3/5
- kamienica, pl. Bankowy 7
- założenie urbanistyczne, ul. Bednarska
- d. łaźnia, ul. Bednarska 2/4, 1832, nr rej.: 8 z 1.07.1965
- kamienice przy ul. Bednarskiej, numery: 14, 21, 23 (z oficyną), 24, 25 (kamienica Walusińskich), 26, 28/30
- założenie urbanistyczne, ul. Bielańska
- Bank Polski (częściowa ruina), ul. Bielańska 10
- założenie urbanistyczne, ul. Boleść
- założenie urbanistyczne, ul. Bracka
- pałac Brzozowskich, ul. Bracka 20a
- Dom Handlowy Jabłkowskich, ul. Bracka 25
- założenie urbanistyczne, ul. Brzozowa
- zespół 2 domów, ul. Brzozowa 10, 12
  - dom, ul. Brzozowa 10
  - dom, ul. Brzozowa 12
  - ogród
  - mur oporowy
  - kładka
- kamienice przy ul. Brzozowej, numery: 5, 6/8, 7/9, 11, 13, 14, 20, 21, 22 (dawny spichlerz), 23 (z oficyną), 25, 27, 29, 31/33, 35, 37
- założenie urbanistyczne, ul. Bugaj
- kamienice przy ul. Bugaj, numery: 13a, 13b, 15/17
- kamienice przy ul. Chmielnej, numery: 1/3 (/Nowy Świat 29), 13 (kamienica frontowa), 18, 24, 30
- gmach Stowarzyszenia Techników, ul. Czackiego 3/5
- gmach Towarzystwa Kredytowego Miejskiego, ul. Czackiego 21/25
- kamienica, ul. Czerwonego Krzyża 6
- gmach Biblioteki Załuskich, ul. Daniłowiczowska 14 → ul. Hipoteczna 2
- Pałac Kultury i Nauki, pl. Defilad
- pałac Schlenkera, pl. Dąbrowskiego 6
- założenie urbanistyczne, ul. Długa
- budynki przy ul. Długiej, numery: 1, 4, 6, 15, 16, 18/20, 23 (d. zajazd), 24 (/pl. Krasińskich 1a; d. komora celna), 25, 27, 28, 29 (d. Hotel Polski), 44
- pałac Raczyńskich, ul. Długa 7
- pałac Radziwiłłowej, ul. Długa 26
- pałac Dückerta, ul. Długa 38/40
- Arsenał, ul. Długa 52
- szkoła, ul. Drewniana 8
- kamienica, ul. Dynasy 8
  - ogród
- założenie urbanistyczne, ul. Dziekania
- dom „Pałac Dziekana”, ul. Dziekania 4/6
- założenie urbanistyczne, ul. Elektoralna
- Bank Polski, ob. Główny Urząd Miar, z oficynami, ul. Elektoralna 2
- szpital Świętego Ducha, ul. Elektoralna 12
- zespół Elektrowni Warszawskiej, ul. Elektryczna 2a
  - rozdzielnia 35(30) kV
  - rozdzielnia 5/15 kV
  - keson – podziemny zbiornik wody
  - hala maszyn
  - kotłownia nr 2
- dom, ul. Filtrowa 7
  - ogród
- kamienica z oficynami, ul. Flory 3
- zespół pałacu Zamoyskich, ul. Foksal 1/2/4
  - pałac
  - 2 oficyny
  - domek dozorcy
  - park
- pałacyk, d. Biblioteka Ordynacji Przezdzieckich, ul. Foksal 6
  - ogród
- kamienice przy ul. Foksal, numery: 11, 13, 15, 16
- gmach Warszawskiego Towarzystwa Wioślarskiego, ul. Foksal 19
- założenie urbanistyczne, ul. Franciszkańska
- kamienica, ul. Frascati 2
- Bank Zachodni, ul. Fredry 6
- Bank Dyskontowy, ul. Fredry 8
- założenie urbanistyczne, ul. Freta
- kamienice przy ul. Freta, numery: 1, 2, 3, 4, 5, 6, 7, 9, 11-15, kamienica Łyszkiewicza nr 16, 17-26, 28-35, 36/38, 37, 38, 39/41, 40/42, 43, 44/46, 45, 47-53, 55
- kamienice przy ul. Górnośląskiej, numery: 14, 16, 20, 22
- willa, ul. Górnośląska 33, 1925-26, nr rej.: 1599-A z 29.11.1995
  - ogród
- założenie urbanistyczne, pl. Grzybowski
- kamienice przy pl. Grzybowskim, numery: 10, 12
- gmach Biblioteki Załuskich, ul. Hipoteczna 2
- dom, ul. Hoene-Wrońskiego 5
  - ogród i ukształtowanie terenu
- willa, ul. Hoene-Wrońskiego 7
  - ogród
- willa, ul. Hoene-Wrońskiego 9
- kamienice przy ul. Hożej, numery: 1, 41, 42
- elewacje frontowe warsztatów Fabryki Braci Łopieńskich, ul. Hoża 55
- dom Związku Zawodowego Kolejarzy z teatrem „Ateneum”, ul. Jaracza 2
- Bank Towarzystwa Spółdzielczego, ul. Jasna 1
- założenie urbanistyczne, ul. Jezuicka
- kamienice przy ul. Jezuickiej, numery: 1/3 (d. konwikt jezuitów), 2, 4 (d. gimnazjum jezuickie), 6, 8
- założenie urbanistyczne, ul. Kamienne Schodki
- założenie urbanistyczne, ul. Kanonia
  - przejście z zamku do katedry (I) nad ul. Dziekania
  - przejście z zamku do katedry (II), ul. Kanonia 4
- kamienice przy ul. Kanoniej, numery: 6-26 (parzyste)
- założenie urbanistyczne, ul. Kapitulna
- Teatr Polski, ul. Karasia 2
- gmach Polskiego Towarzystwa Higienicznego, ul. Karowa 31
- d. ujeżdżalnia, ul. Klonowa 2
- willa, ul. Klonowa 4, 1936
  - ogród
- willa, ul. Klonowa 6/8
  - ogrodzenie
- zespół d. koszar sierakowskich, ul. Konwiktorska 1/3
  - d. koszary
  - pawilon
  - oficyna
- założenie urbanistyczne, ul. Kopernika
- dom (ze skrytką z okresu okupacji), ul. Kopernika 4
- kamienice przy ul. Kopernika, numery: 11/13, 15
- gmach Centralnego Towarzystwa Rolniczego, ul. Kopernika 30
- Szpital Dziecięcy, ul. Kopernika 43
- Biblioteka Publiczna, ul. Koszykowa 26
- gmach Wydziału Architektury, ul. Koszykowa 55
- Hala Targowa, ul. Koszykowa 61/63
- kamienica, ul. Koszykowa 70
- założenie urbanistyczne, ul. Kościelna
- kamienice, przy ul. Kościelnej, numery: 6, 7/9, 8/8a, 10 (tzw. pałac Łowczanki), 11, 13-16
- pałac Przezdzieckich, ul. Kościelna 12
- założenie urbanistyczne, ul. Kozia
- kamienica, ul. Kozia 1
- założenie urbanistyczne, ul. Koźla
- kamienice przy ul. Koźlej, numery: 2, 4, 6/8, 10, 14, 16/18, 20/22, 24/26, 28
- założenie urbanistyczne, ul. Krakowskie Przedmieście
- pałac Raczyńskich z oficynami, ul. Krakowskie Przedmieście 5
- hotel „Europejski”, ul. Krakowskie Przedmieście 13
- pałac Potockich, ul. Krakowskie Przedmieście 15
- oficyny kamienicy „Pod Messalką” z Łaźnią Centralną, ul. Krakowskie Przedmieście 16/18
- szpital św. Rocha, ob. uniwersytet, ul. Krakowskie Przedmieście 24
- pałac Wesslów (Poczta Saska), ul. Krakowskie Przedmieście 25
- zespół Uniwersytetu Warszawskiego, ul. Krakowskie Przedmieście 24/26/28
  - Pałac Kazimierzowski
  - Gmach Porektorski
  - Gmach Poseminaryjny
  - Szkoła Główna
  - Gmach Audytoryjny
  - Gmach Pomuzealny (ob. Wydział Historii)
  - Biblioteka Uniwersytecka
  - budynek Audytorium Maximum
  - Gmach Polonistyki
  - Gmach Pedagogiki
  - tzw. Oficyna Wizytek
  - Gmach Anglistyki (oficyna pałacu Uruskich)
  - brama uniwersytecka
  - mur oporowy za Pałacem Kazimierzowskim
  - ogród
- pałac Uruskich-Czetwertyńskich, ul. Krakowskie Przedmieście 30
- pałac Tyszkiewiczów-Potockich z oficyną, ul. Krakowskie Przedmieście 32
- Hotel Bristol, ul. Krakowskie Przedmieście 42/44
- Pałac Radziwiłłów, Prezydencki, ul. Krakowskie Przedmieście 46/48
- zajazd Dziekanka, ul. Krakowskie Przedmieście 56
- Pałac Kazanowskich w Warszawie – „Res Sacra Miser”, ul. Krakowskie Przedmieście 62
- Resursa Obywatelska, ob. Dom Polonii, ul. Krakowskie Przedmieście 64
- d. odwach, ul. Krakowskie Przedmieście 66
- kamienice przy Krakowskim Przedmieściu, numery: 1, 3 (z oficyną), 7, 8, 10, 12, 14, 17, 27/Kozia 4, 31/Kozia 6, 33/Kozia 8, 37/Kozia 12, 39/Kozia 14, 41/Kozia 16, 43/Kozia 18, 45/Kozia 20, 53/Kozia 28, 55, 57/Kozia 34, 59/Kozia 36, 61/Kozia 38, 63/Kozia 38, 65/Kozia 42, 67/Kozia 44, 69/Kozia 46, 71/Kozia 48, 79 (Dom Roezlera), 81, 83, 85, 87/Senatorska 3, 89/Senatorska 1
- założenie urbanistyczne, pl. Krasińskich
- zespół pałacu Krasińskich, pl. Krasińskich 5
  - pałac
  - ogród
  - brama w ogrodzie, ul. Nalewki
  - 2 studnie (przy placu)
- gmach Towarzystwa Kredytowego Ziemskiego, ul. Kredytowa 1
- gmach Towarzystwa Zakładów Gazowych, ul. Kredytowa 3
- dom Klubu Myśliwskiego z oficynami (łącznik i pałacyk w podwórzu), ul. Kredytowa 5/7
- Dom Bez Kantów, ul. Królewska 2
- Centralny Dom Towarowy, ob. DT „Smyk”, ul. Krucza 50
- założenie urbanistyczne, ul. Krzywe Koło
- kamienice przy ul. Krzywe Koło, numery: 2-5, 6/6a, 7-10, 11/Nowomiejska 12, 12, 14, 16, 18, 22, 24, 26, kamienica Falkiewicza nr 28, 30
- dom probostwa par. św. Aleksandra, ul. Książęca 2
- kamienica z oficynami, ul. Książęca 6
- zakład kąpielowy, ul. Lipowa 2
- pałacyk, ul. Litewska 6
- kamienice przy ul. Lwowskiej, numery: 3, 6, 11, 13, 13a, 15, 17
- założenie urbanistyczne, pl. Małachowskiego
- kamienica, pl. Małachowskiego 2
- gmach „Zachęty”, pl. Małachowskiego 3
- gmach „Kasy Chorych”, ul. Mariańska 1
- założenie urbanistyczne, Mariensztat
- kamienice na Mariensztacie, numery: 9, 11/11a, 13, 15
- kamienica, ul. Marszałkowska 72
- założenie urbanistyczne, ul. Mazowiecka
- założenie urbanistyczne, ul. Miodowa
- Pałac Biskupów Krakowskich, ul. Miodowa 5
- zespół pałacu Branickich
  - pałac ze skrzydłami, ul. Miodowa 6/Podwale 3
  - oficyna, ul. Podwale 3
  - oficyna, ul. Podwale 5
  - brama, ul. Podwale 3
- pałac Szaniawskich, ul. Miodowa 8
- zespół pałacu Młodziejowskich
  - pałac, ul. Miodowa 10
  - 2 oficyny pałacu, ul. Podwale 7
- zespół pałacu Chodkiewiczów, ul. Miodowa 14
  - pałac
  - oficyna
  - ogród (dziedziniec)
  - ogrodzenie z bramami
- pałac Paca ze skrzydłami, ul. Miodowa 15
  - budynek bramny
- zespół pałacu Arcybiskupiego, ul. Miodowa 17-19
  - pałac ze skrzydłami
  - altana ogrodowa
  - brama
- kamienice przy ul. Miodowej, numery: 12, 18, 22
- Collegium Nobilium pijarów w Warszawie, ob. Akademia Teatralna, ul. Miodowa 24
- hala targowa „Mirowska”, pl. Mirowski 1
- hala targowa, pl. Żelaznej Bramy 1
- d. Koszary Mirowskie, pl. Mirowski 3
- założenie urbanistyczne, ul. Mokotowska
- pałacyk z dziedzińcem i ogrodzeniem, ul. Mokotowska 25
- dom Kraszewskiego, ul. Mokotowska 48
- kamienice przy ul. Mokotowskiej, kamienica Pod Niedźwiedziem nr 8, 12, 14, Kamienica Kryształa nr 24, 25, 48, 50, 51/53, 57, 58 (→ oficyna Aleje Ujazdowskie 45), 64, 73
- założenie urbanistyczne, ul. Mostowa
- kamienice przy ul. Mostowej, numery: 4, 6, 8, 9/9a, 11, 13, 14, 15/17, 16, 18, 20-22, 23/25, 26-30
- dom, ul. Myśliwiecka 12
- willa, ul. Myśliwiecka 18
  - ogród
- pałacyk, al. Na Skarpie 8
- willa („Loża Masońska”), al. Na Skarpie 27
- zespół domów Spółdzielni „Ognisko”, al. Niepodległości 210, 212, 214
  - 3 kamienice
  - ogród
- kamienice przy ul. Noakowskiego, numery: 10, 12
- kamienice przy ul. Nowogrodzkiej, numery: 10, 12, 14, 18/18a, 25, 40, 44, 45, 46, 48, 50/52
- pałac Mostowskich, ul. Nowolipie 2
- założenie urbanistyczne, ul. Nowomiejska
- kamienice przy ul. Nowomiejskiej, numery: 3-11, 13, 15, 17
- schronisko im. Sobańskich, ul. Nowowiejska 10a
- założenie urbanistyczne, ul. Nowy Świat
- pałac Branickich ze skrzydłami, ul. Nowy Świat 18/20
- pałac Kossakowskich, ul. Nowy Świat 19
- pałac Hołówczyca, ul. Nowy Świat 35
- kamienica Bentkowskiego, ul. Nowy Świat 49
  - ogród
  - ogrodzenie
- pałac Sanguszków, ul. Nowy Świat 51/Warecka 1
- pałac Pusłowskich, ul. Nowy Świat 53
- pałac Zamoyskich, ul. Nowy Świat 67/69
- Pałac Barona Szucha do roku 1945, wówczas barona von Börtzell-Szucha, ul. Nowy Świat 70/72
- pałac Staszica, ul. Nowy Świat 72/74
- kamienice przy ul. Nowy Świat, numery: 1a, 1b, 2 (z oficynami), 7, 25, 27, 33, 34, 37, 39-44, 46, 48, 55, 57, 59, 62/64, 66
- d. rotunda „Panoramy Tatr”, ul. Oboźna 3/5
- kamienica, ul. Oboźna 8
- gmach Biblioteki Ordynacji Krasińskich, ul. Okólnik 9/9a
- kamienica, ul. Ordynacka 15/Nowy Świat 18a
- zespół pracowni malarskich (poddasze kamienicy), ul. Pankiewicza 3
- założenie urbanistyczne, ul. Piekarska
- kamienice przy ul. Piekarskiej, numery: 2a, 3-6, 16, 20
- szkoła im. Cecylii Plater-Zyberk, ul. Piękna 24/26
- willa Struvego, ul. Piękna 44
  - ogród
- założenie urbanistyczne pl. marsz. J. Piłsudskiego
  - Grób Nieznanego Żołnierza
- założenie urbanistyczne, ul. Piwna
- kamienice przy ul. Piwnej, numery: 3, 4, 4a, 5-8, 10, 12, 13, 13a, 14-26, 27/Piekarska 2, 28-31, 33-37, 38/38a, 39-49, 51, 53
- „pałacyk”, ul. E. Plater 17
- założenie urbanistyczne, ul. Podwale
- 2 oficyny, ul. Podwale 3, 5 → pałac Branickich, ul. Miodowa 6
- oficyna, ul. Podwale 7 → pałac Młodziejowskich, ul. Miodowa 10
- kamienice przy ul. Podwale, numery: 9, 15
- d. szpital św. Ducha, ul. Podwale 29/Nowomiejska 21
- zespół zabudowań Politechniki, pl. Politechniki 1
  - gmach Politechniki
  - gmach mechaniki z halą warsztatową i kominem
  - gmach fizyki z obserwatorium astronomicznym
  - gmach aerodynamiki
  - gmach elektrotechniki
  - gmach technologii chemicznej
  - gmach chemii
  - kreślarnia
  - dom dozorcy (2 budynki mieszkalne), ul. Koszykowa 75
- kamienica, ul. Polna 42
- gmach Tow. Ubezpieczeń „Prudential”, pl. Powstańców Warszawy 9
- kamienice przy ul. Poznańskiej, numery: 15, 37, 38
- willa, ul. Profesorska 3
- kamienice przy ul. Próżnej, numery: 7, 9, 12, 14
- kamienice przy ul. Przyrynek, numery: 1, 3/5, 7
- dom, ul. Rozbrat 32
  - ogrodzenie z bramą wjazdową
- dom, ul. Rozbrat 34/36
  - ogrodzenie
  - obudowa źródła
  - fontanna na dziedzińcu
- pałac Wielopolskiej, al. Róż 1/Aleje Ujazdowskie 15
  - ogródek
  - ogrodzenie
- willa, al. Róż 3
- kamienice w al. Róż, numery: 6, 8
- wille w al. Róż, numery: 12, 16
- założenie urbanistyczne, ul. Rybaki
- Brama Mostowa (Prochownia), ul. Rybaki 2
- d. więzienie, ul. Rybaki 2
- założenie urbanistyczne, ul. Rycerska
- kamienice przy ul. Rycerskiej, numery: 4/6, 10/12
- założenie urbanistyczne, Rynek Nowego Miasta
- kamienice przy Rynku Nowego Miasta, numery: 1, 3-5, 6/10, 7, 9, 17, 19, 21, 23, 25, 27, 29/31
- założenie urbanistyczne, Rynek Starego Miasta
- kamienice przy Rynku Starego Miasta: numery: 1, 3, 4/6, 5, 7-20, 21/21a, kamienica Pod Fortuną nr 22, kamienica Fukierów nr 27, 22-30, kamienica pod św. Anną nr 31, 32, 34, 36, 38, 40, 42
- założenie urbanistyczne, ul. Senatorska
- kamienice przy ul. Senatorskiej, numery: 5-10, 27/Wierzbowa 11
- pałac Lupy-Małachowskiego, ul. Senatorska 11
- pałac Dembińskich („Wolbromskie”), ul. Senatorska 12
- zespół pałacu Prymasowskiego, ul. Senatorska 13/15
  - pałac
  - ogród
  - budynki (na terenie ogrodu)
- pałac Blanka, ul. Senatorska 14
- Teatr Wielki, ul. Senatorska 21/25
- zespół pałacu Zamoyskich, ul. Senatorska 35/37
  - pałac Błękitny
  - oficyna pałacu
  - Biblioteka Zamoyskich
- Bank Landaua, ul. Senatorska 38
- pałac Mniszchów, ul. Senatorska 40
- kamienice przy ul. Smolnej, numery: 6 (d. pawilon szpitala Czerwonego Krzyża), 32, 34, 36, 38, 40
- pracownia rzeźbiarska Karola Tchorka, ul. Smolna 36a m 10
- założenie urbanistyczne, ul. Solec
- budynki d. rzeźni miejskiej, obecnie Muzeum Azji i Pacyfiku, ul. Solec 24
- budynek, ul. Solec 36a (obecnie Dom Pomocy Społecznej im. św. Franciszka Salezego)
- dom Szymonowicza, ul. Solec 37
- magazyn solny, ul. Solec 63
- dom (oficyna), ul. Solec 103
- gmach Hipoteki, al. „Solidarności” 58
- kamienica, al. „Solidarności” 61
- pałac Przebendowskich (Zawiszów), al. „Solidarności” 62
- kamienica, al. „Solidarności” 75/ul. Tłomackie 1
- Biblioteka Działyńskich, al. „Solidarności” 76
- kamienica, al. „Solidarności” 76a
- Żydowski Instytut Historyczny, al. „Solidarności” 79
- kamienica, al. „Solidarności” 81
- pałac Jacobsonów, al. „Solidarności” 105
- kamienica, al. „Solidarności” 105
- założenie urbanistyczne, ul. Stara
- zespół Umschlagplatzu, ul. Stawki 4
  - budynek szkolny, ul. Stawki 4/6
  - budynek szkolny, ul. Stawki 8
  - Pomnik i część placu przeładunkowego
- założenie urbanistyczne, ul. Szeroki Dunaj
- kamienice przy ul. Szeroki Dunaj, numery: 1/Wąski Dunaj 12/14, 3/Wąski Dunaj 12/14, 4-11, 13
- założenie urbanistyczne, ul. Szpitalna
- kamienica Wedla, ul. Szpitalna 8
- Pałac Barona Szucha do roku 1945, wówczas barona von Börtzell-Szucha, al. Szucha 6
- kamienica, al. Szucha 9
- budynek, al. Szucha 14 → zespół Korpusu Kadetów, Aleje Ujazdowskie 1-9
- gmach Ministerstwa Wyznań Religijnych i Oświecenia Publicznego, al. Szucha 25
- kamienica, ul. Śniadeckich 23
- założenie urbanistyczne, ul. Świętojańska
- kamienice przy ul. Świętojańskiej, numery: 1 (kamienica Pod Pelikanem pl. Zamkowy 1/13), 2, 3/pl. Zamkowy, 4-6, 7/9, 11, 13, 15, 17, 19, 21, 23, 25, 27, 29, 31, 33
- założenie urbanistyczne, ul. Tamka
- pałac Gnińskich, ul. Tamka 41/Okólnik 1
  - bastion
- gmach Banku Handlowego, ul. Traugutta 7
- założenie urbanistyczne, pl. Trzech Krzyży
- kamienica, pl. Trzech Krzyży 3
- Instytut Głuchoniemych, pl. Trzech Krzyży 4/6
- Domek Holenderski na tyłach pl. Trzech Krzyży 4/6
- kamienica „Pod Gryfami”, pl. Trzech Krzyży 18
- założenie urbanistyczne, ul. Twarda
- założenie urbanistyczne, pl. Unii Lubelskiej
  - rogatka mokotowska I, pl. Unii Lubelskiej – róg Chocimskiej
  - rogatka mokotowska II, pl. Unii Lubelskiej – róg Polnej
- kamienica z oficynami, ul. Warecka 11
- założenie urbanistyczne, ul. Wąski Dunaj
- kamienice przy ul. Wąski Dunaj, numery: 2/Nowomiejska 1/3, 5, 8, 9/Rycerska 8/10, 13/Rycerska 8/10, 16, 18, 20
- kamienice przy ul. Widok, numery: 10, 11, 16
- założenie urbanistyczne, ul. Wiejska
- zespół Parlamentu, ul. Wiejska 4-8
  - gmach Sejmu Odrodzonej Polski (d. Instytut Aleksandryjski)
  - Sala Posiedzeń Sejmu z łącznikiem
  - hotel sejmowy
  - 4 budynki biurowe
- budynek Izby Przemysłowo – Handlowej, ob. Kancelaria Prezydenta RP, ul. Wiejska 10
  - pawilony wjazdowe (I i II), ul. Wiejska 10
- założenie urbanistyczne, ul. Wierzbowa
- kamienica, ul. Wierzbowa 9
- kamienice przy ul. Wilczej, numery: 29a, 69
- gmach Akademii Sztuk Pięknych, ul. Wybrzeże Kościuszkowskie 37
- Budynek Zarządu Elektrowni „Powiśle”, ul. Wybrzeże Kościuszkowskie 41
- d. sierociniec, ul. Zagórna 3/5
- założenie urbanistyczne, ul. Zakroczymska
- pałac Mokronowskich, ul. Zakroczymska 2 – Kamienica Fontany
- kamienica, ul. Zakroczymska 4
- pałac Sapiehów (d. „koszary sapieżyńskie”), ul. Zakroczymska 6
- założenie urbanistyczne, pl. Zamkowy
- kamienice przy pl. Zamkowym, numery: 9, 11, 13a, 15, 17/19
- kamienica, ul. Zgoda 3
- gmach d. „PAST – CEDEGREN”, ul. Zielna 37/39
- pałacyk, ul. Zielna 49
- gmach Krajowej Kasy Oszczędności, ul. Złota 1
- kamienica, ul. Żabia 7
- pałac Lubomirskich, pl. Żelaznej Bramy 10
- kamienica, ul. Żurawia 2
- historyczny układ urbanistyczny ul. Chmielnej (od Nowego Światu do pasażu Wiecha)

### Targówek

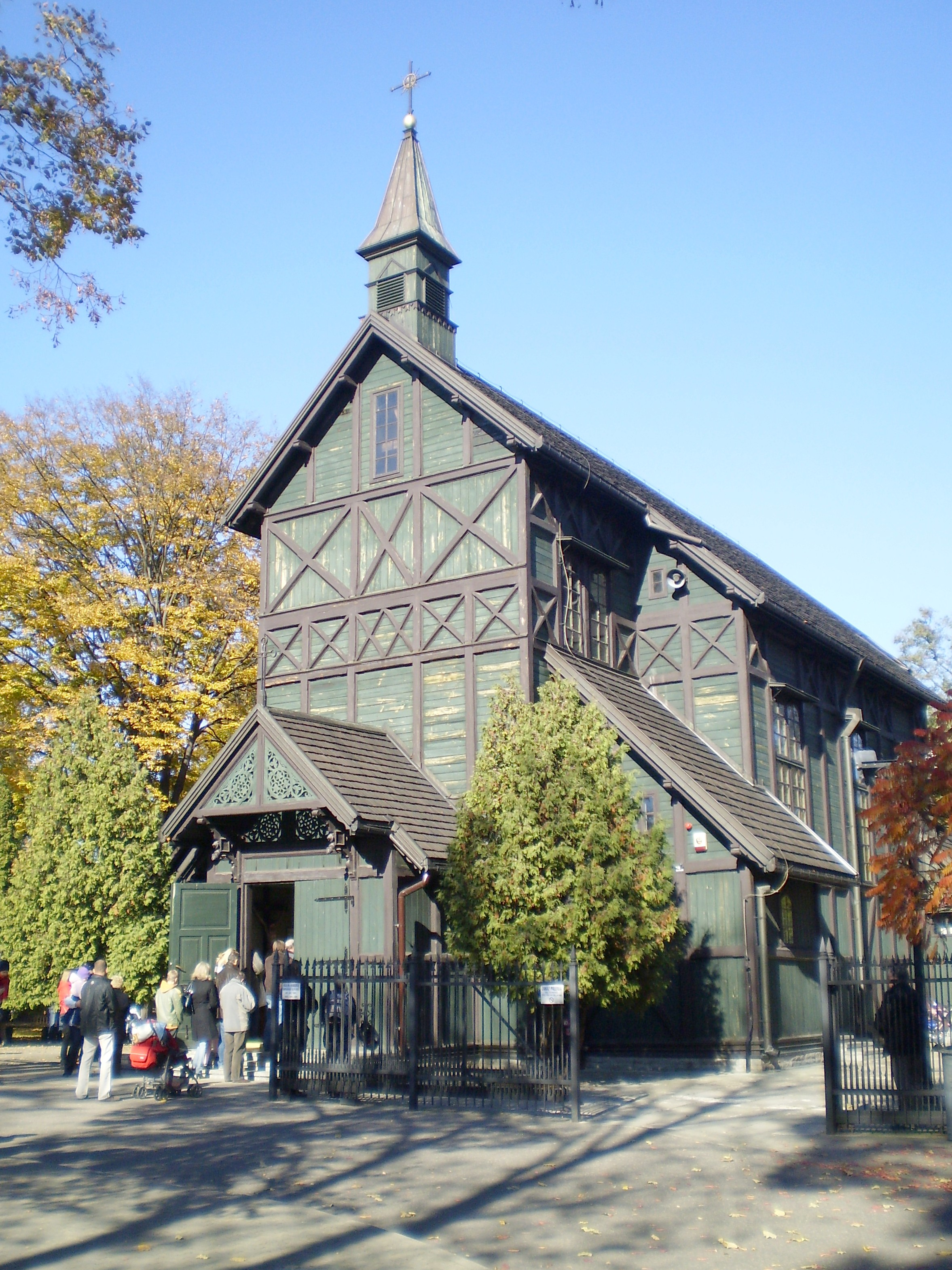
Kościół św. Wincentego à Paulo

- zespół kościoła pw. Zmartwychwstania Pańskiego, ul. Księcia Ziemowita 39
  - kościół
  - dzwonnica
  - plebania
  - ogród
- cmentarz Bródnowski, ul. św. Wincentego 83
- kościół pw. św. Wincentego
- zespół koszar, ul. 11 Listopada 17/19
- willa, ul. Siarczana 6
  - ogród
- grodzisko na Bródnie

### Ursus

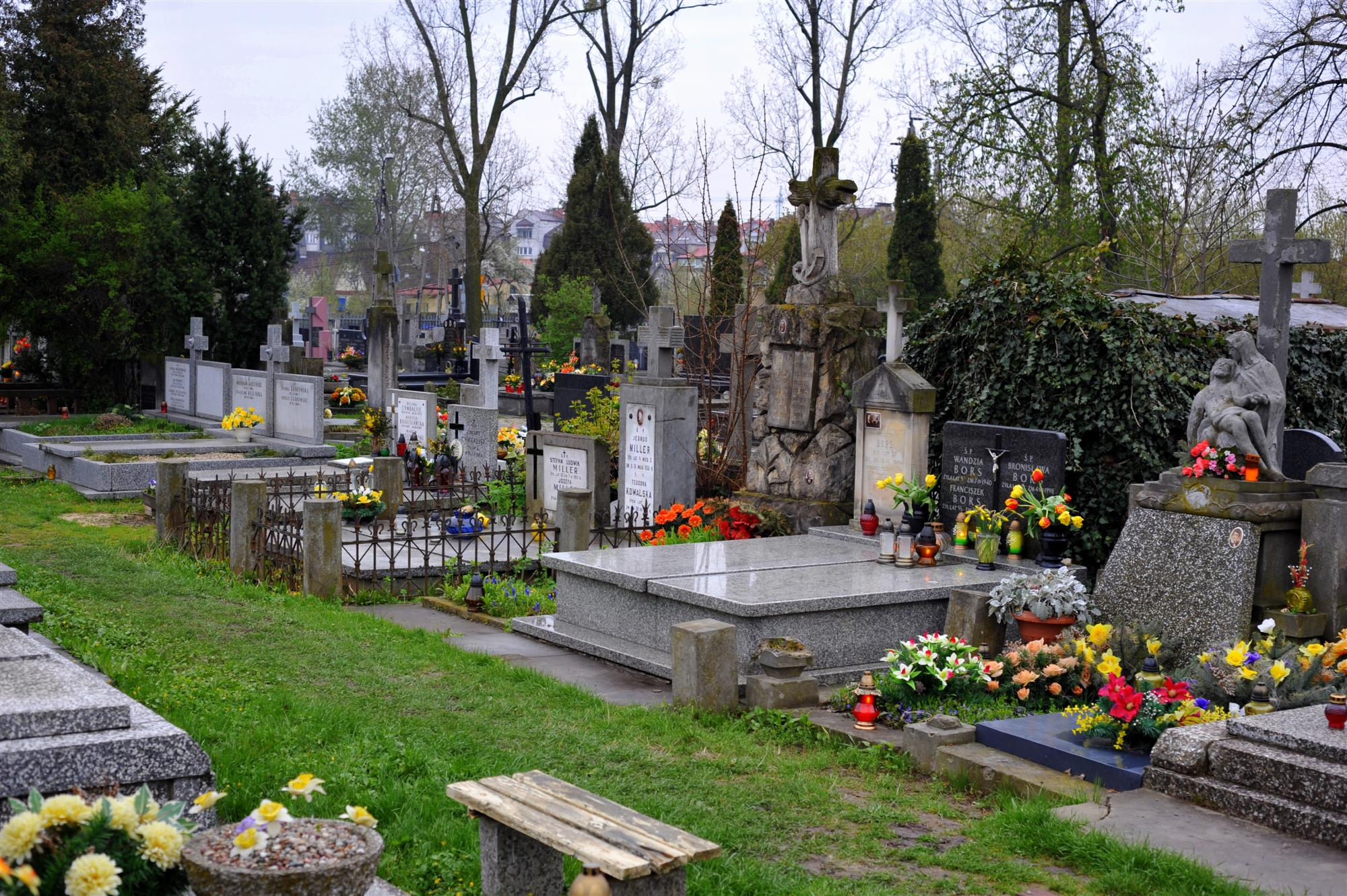
Cmentarz w Gołąbkach

- cmentarz par. rzym.-kat. (tzw. piastowski) w Gołąbkach, ul. Bohdana Żołądkowskiego
- kapliczka przy cmentarzu, ul. Dzieci Warszawy

### Ursynów

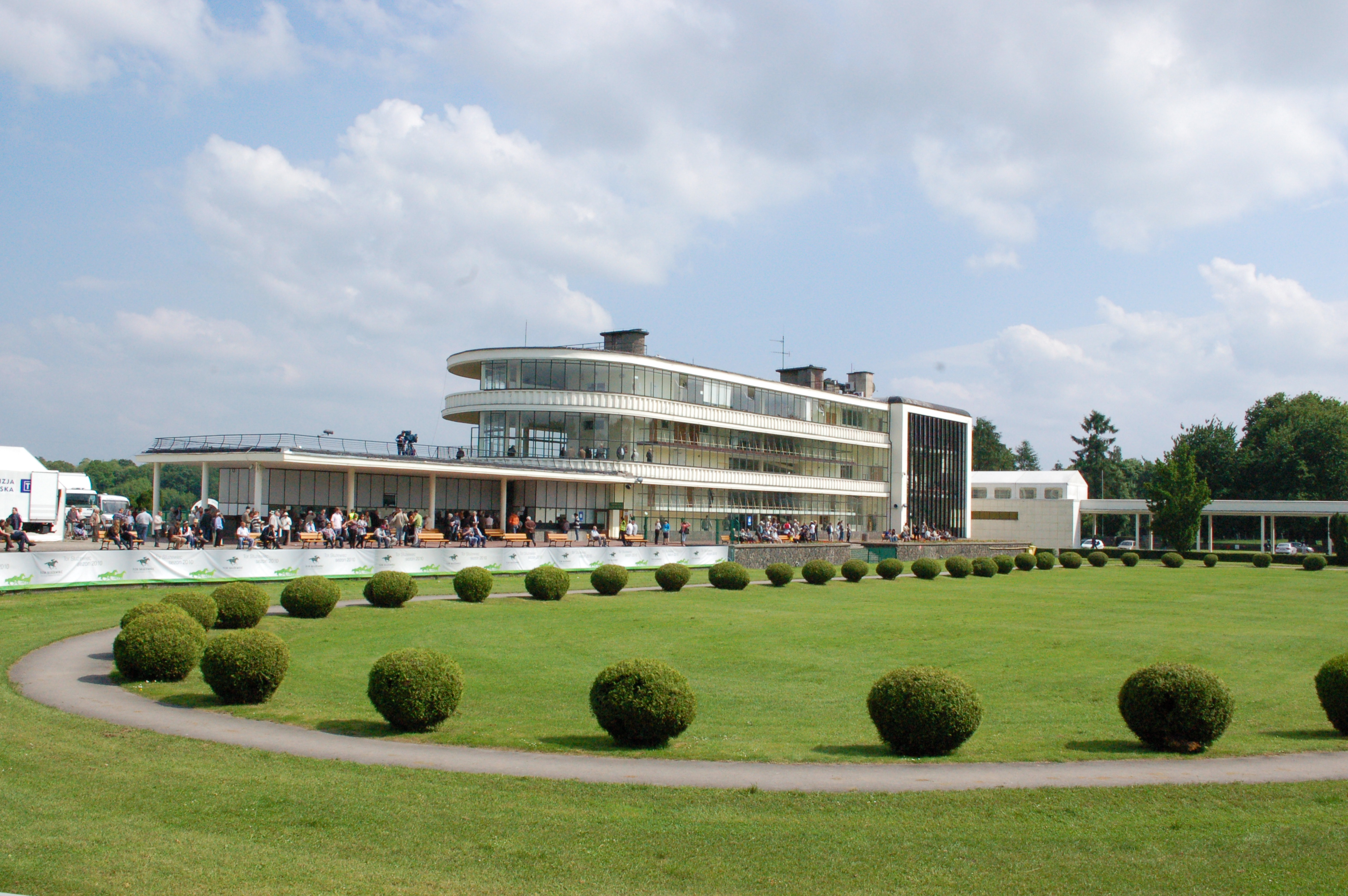
Tor wyścigów konnych Służewiec

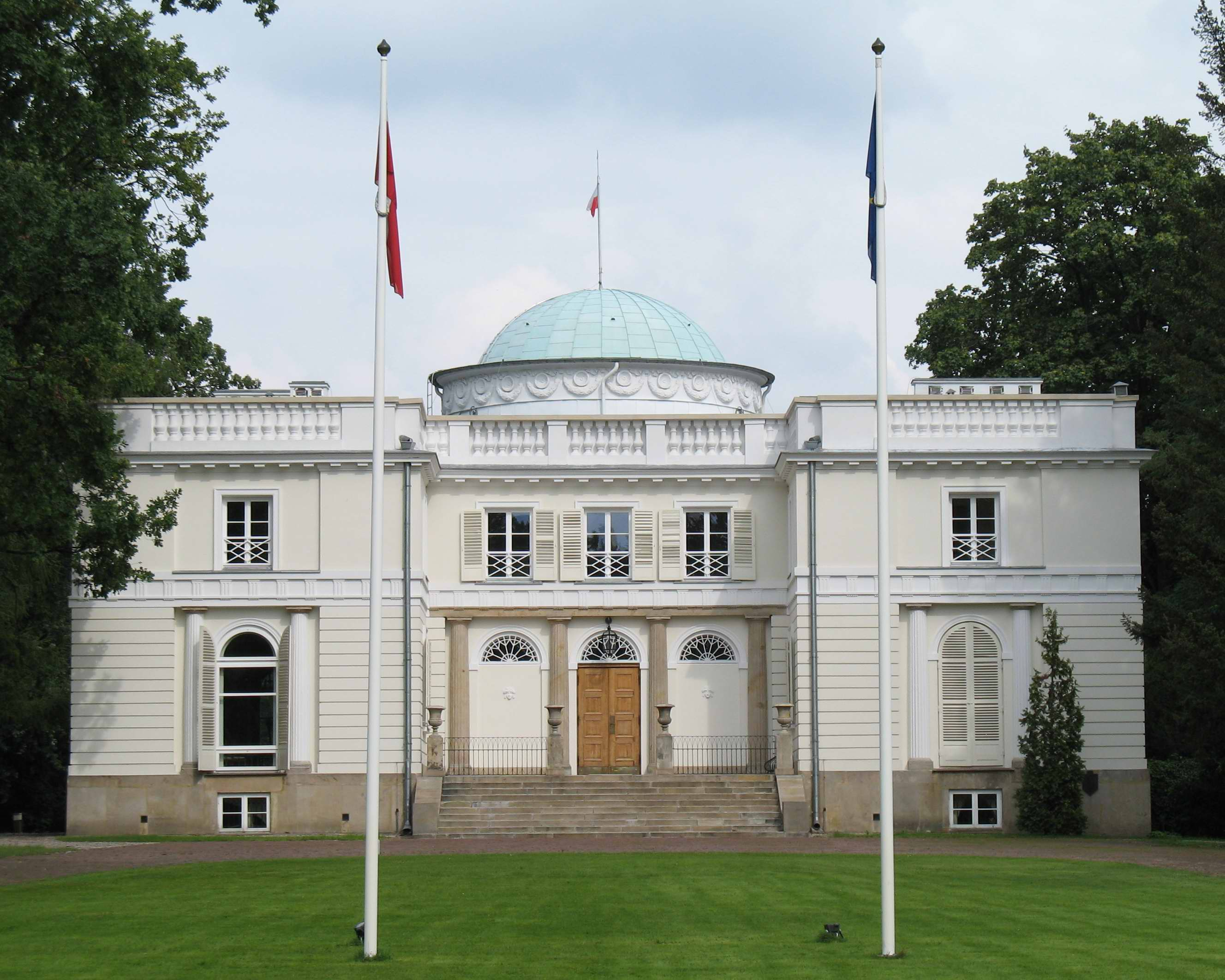
Pałac Potockich w Natolinie

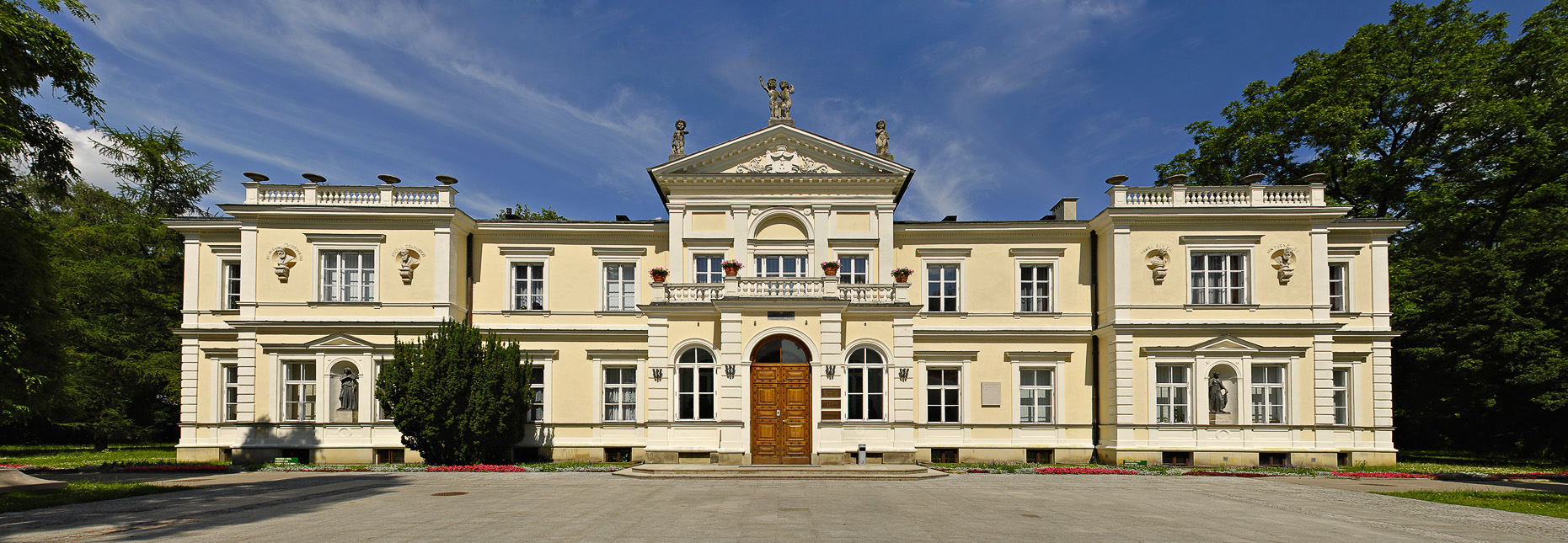
Pałac Ursynów

- zespół kościoła św. Katarzyny, ul. Fosa 17
  - kościół
    - średniowieczna chrzcielnica
    - średniowieczny krucyfiks, przed którym miał się modlić Władysław Jagiełło

  - dzwonnica
  - plebania
  - wikarówka
  - cmentarz przykościelny
  - ogrodzenie
- kwatera z mogiłami 1939–1945 na cmentarzu (par. śś. Ap. Piotra i Pawła), ul. Łagiewnicka
- zespół torów wyścigów konnych, ul. Puławska 266
  - tory wyścigów i teren
  - trybuny
  - budynek administracyjny z siodlarnią
  - zespół budynków stajenno-mieszkalnych I
  - zespół budynków stajenno-mieszkalnych II
  - dom inspektora
- zespół pałacowo-parkowy w Natolinie, ul. Nowoursynowska
  - pałac
  - oficyna pałacowa
  - pawilon ogrodowy (świątynia dorycka)
  - domki dozorców
  - gajówka
  - sarkofag
  - akwedukt
  - brama mauretańska
  - most mauretański, pomnik Natalii Sanguszkowej
  - brama
  - park
- zespół pałacowy Ursynów, ul. Nowoursynowska 166
  - pałac z oficynami
  - taras ze schodami
  - park
- dom (chałupa), ul. Kabaty 1
- willa, ul. Krasnowolska 78
- zespół dworski Wyczółki (I), ul. Łączyny 2
  - dwór
  - park z rzeźbami
- zespół willi Wyczółki (II), 1918-22, ul. Łączyny 54
  - willa
  - czworak
  - ogród
- leśniczówka, ul. Rydzowa 1

### Wawer

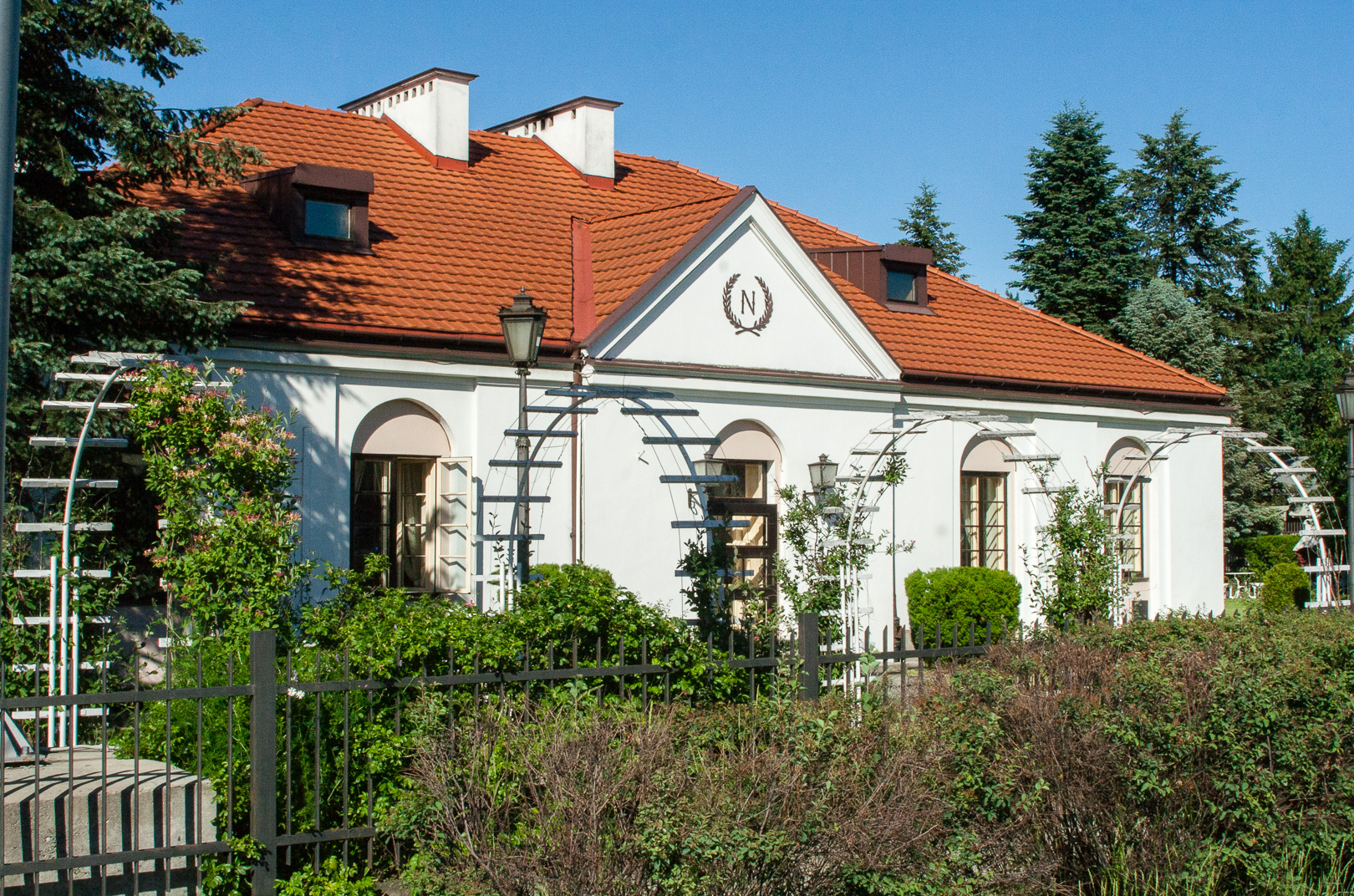
Karczma wawerska

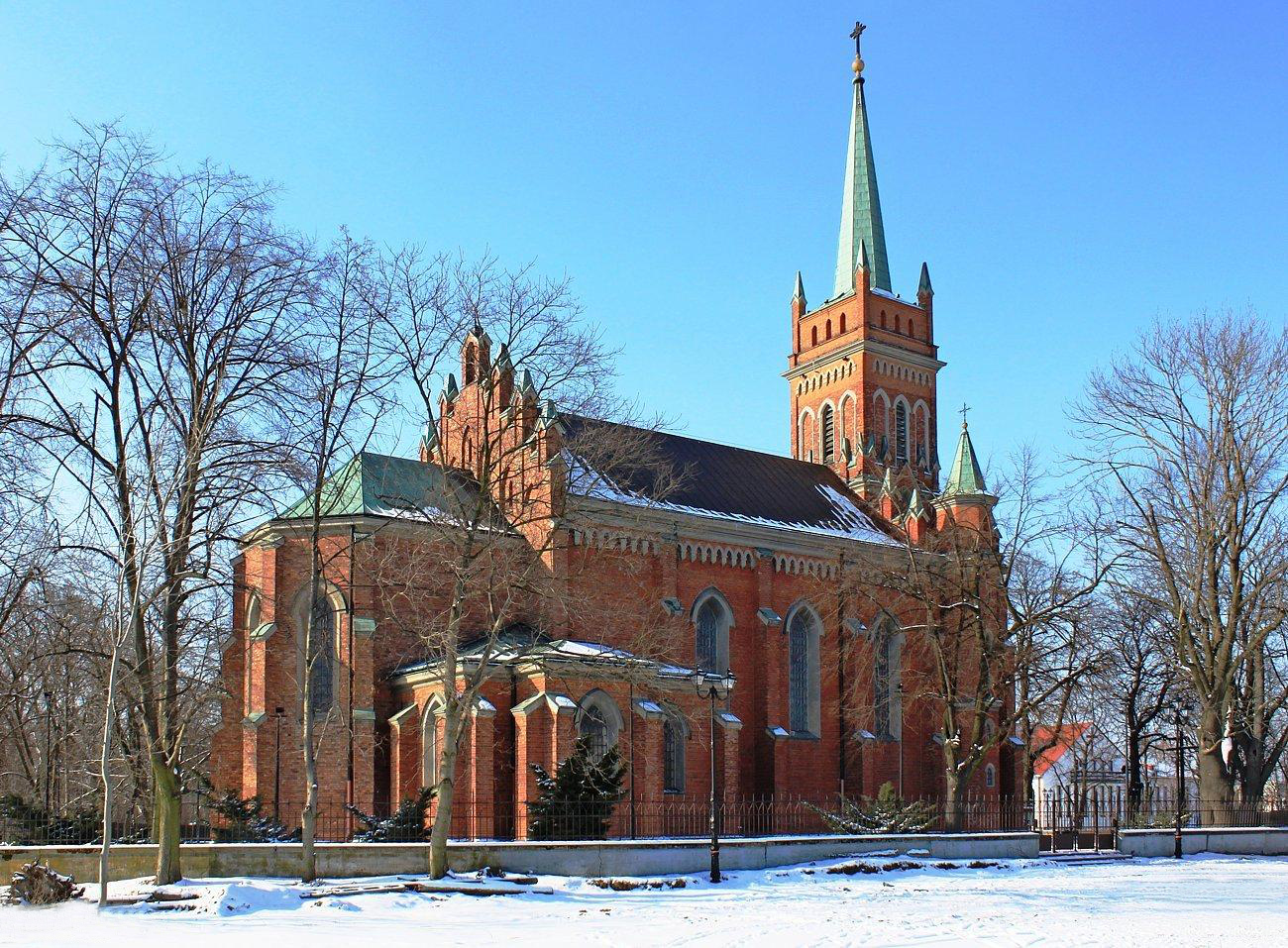
Kościół w Zerzniu

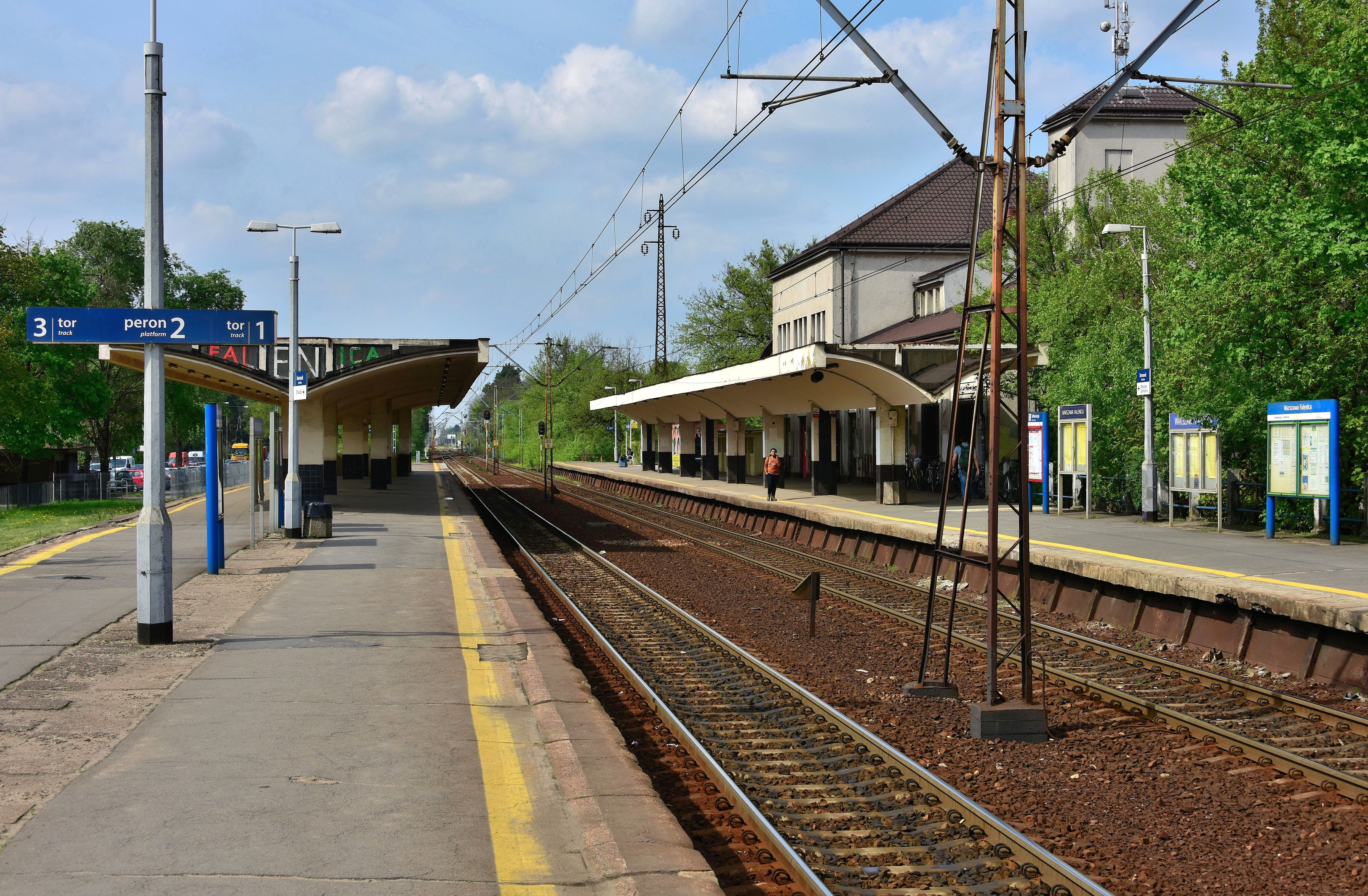
Stacja Warszawa Falenica

- Kościół pw. Wniebowzięcia NMP, ul. Trakt Lubelski 157
- wiaty peronowe i poczekalnie na przystankach kolejowych Międzylesie, Radość i Miedzeszyn oraz stacji Falenica
- cmentarz par. pw. Wniebowzięcia NMP, ul. Cylichowska
- dom z piwnicami i skrytką, ul. Barbórki 16
- dom, ul. Derkaczy 79
- willa, ul. Dusznicka 64
- willa „Lodusieńka”, ul. Herbaciana 6
- dom, ul. Junaków 24
  - ogród
- willa, ul. Junaków 33/35
  - ogród
- dom z wieżą, ul. Kamieńskiego 4
  - ogród
- willa, ul. Lokalna 57/59
  - ogród
- dawny dworzec kolejowy Falenica, ul. Patriotów 40
- zajazd, ul. Płowiecka 83
- willa, ul. Przewodowa 112
  - ogród
- willa, ul. Przewodowa 123/125
- dawna stacja kolejki dojazdowej Wawer, ul. Widoczna 6
- dom, ul. Widoczna 79
- willa, ul. Wilgi 43
  - ogród
- dom, ul. Zasobna 46/48
- fabryka Aparatów Elektrycznych K. Szpotańskiego (4 sprzężone hale produkcyjne), ul. Żegańska 1

### Wesoła

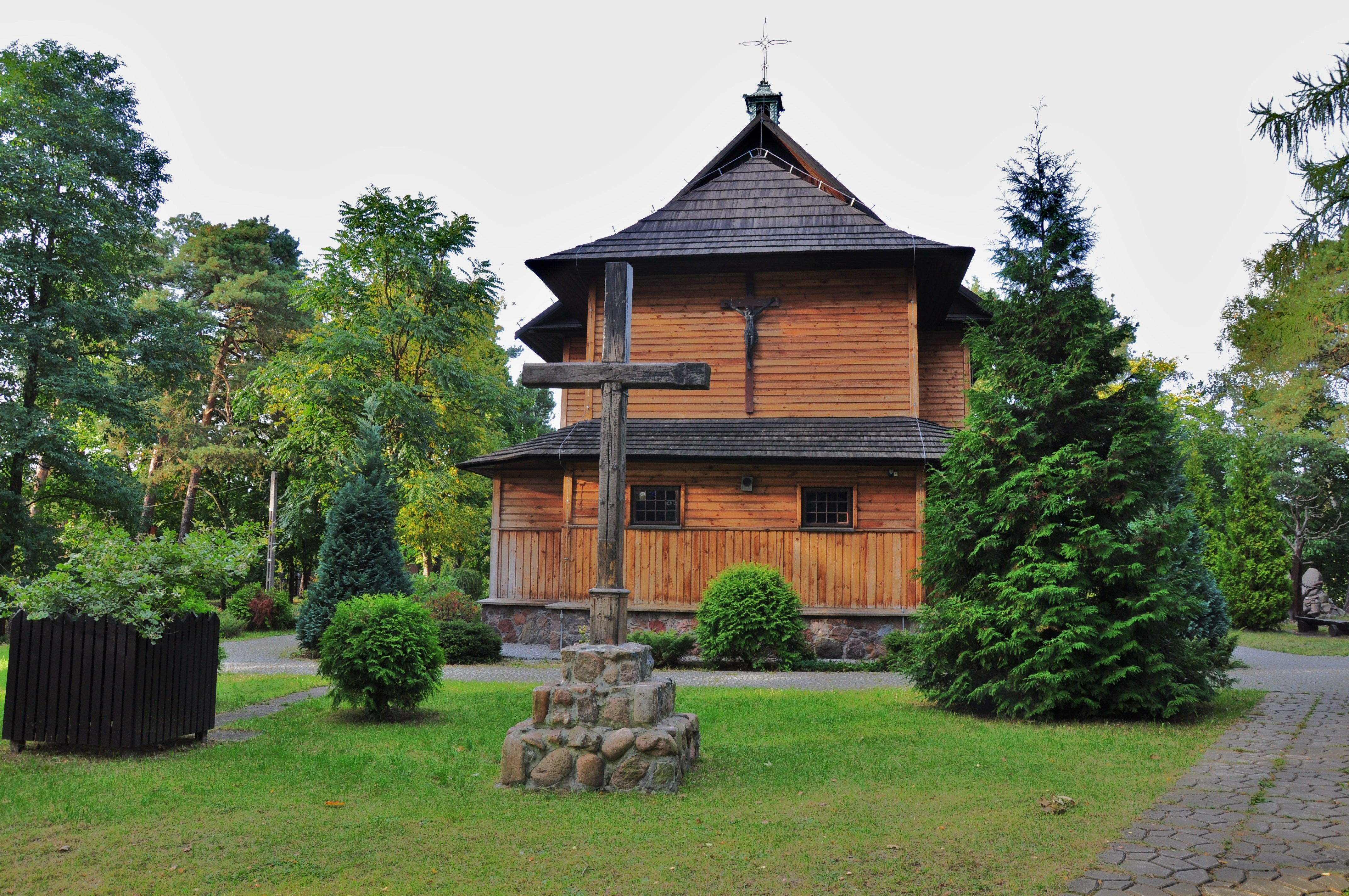
Kościół św. Antoniego Padewskiego

- kościół pw. św. Antoniego Padewskiego, ul. Borkowska 1
  - cmentarz przykościelny

### Wilanów
- Wilanów – założenie urbanistyczne
- zespół kościoła par. pw. św. Anny
  - kościół
  - plebania, ul. Biedronki 1

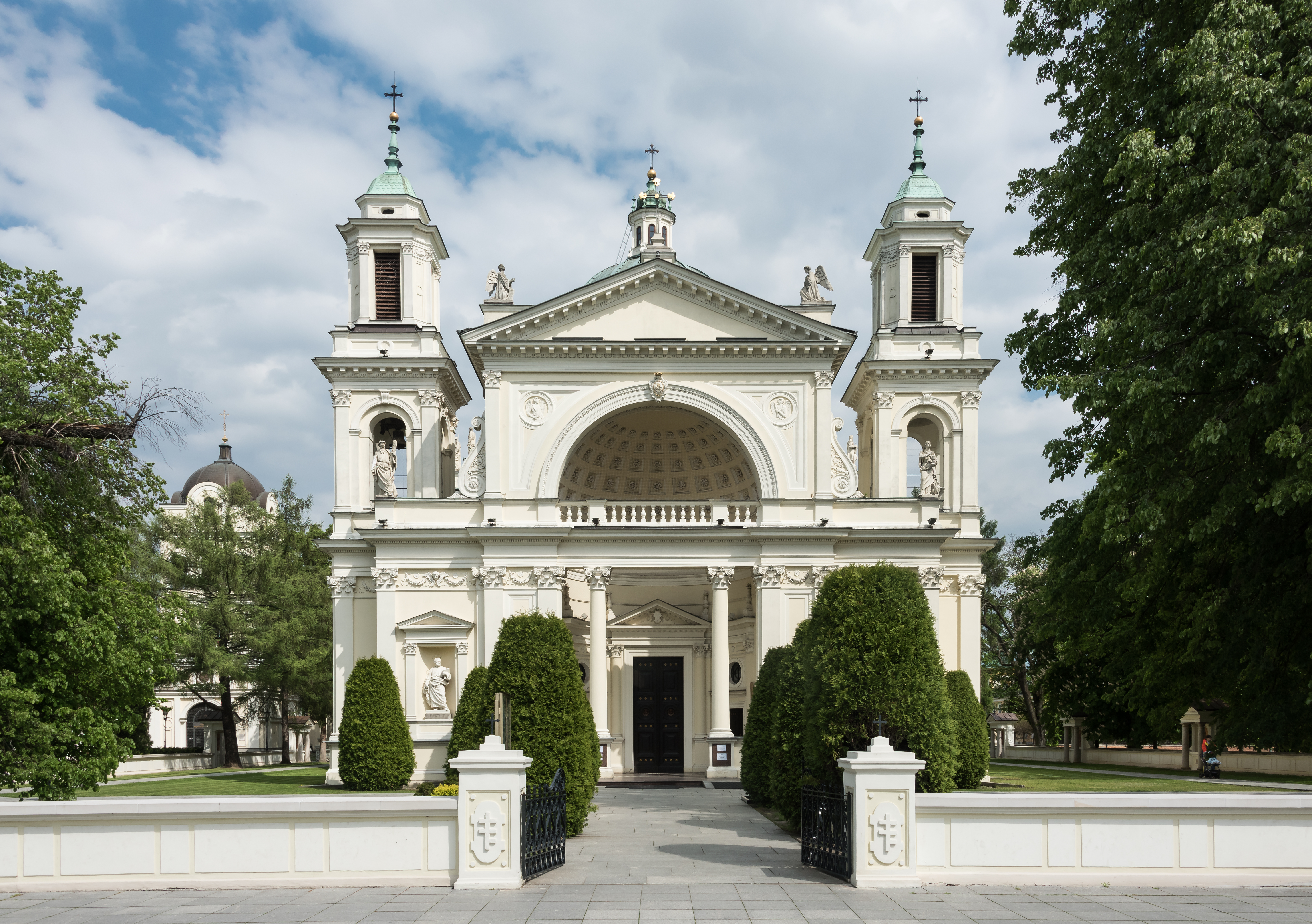
Kościół św. Anny

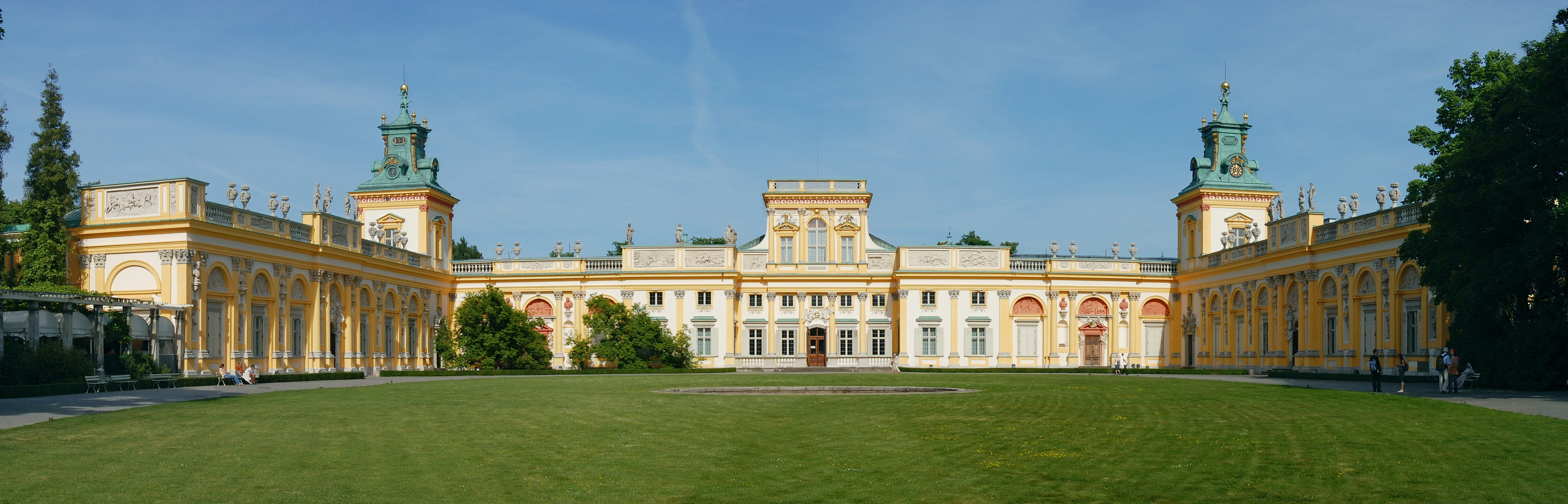
Pałac króla Jana III Sobieskiego

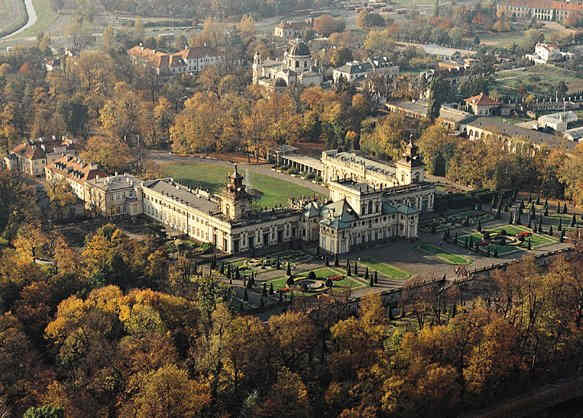
Widok pałacu z lotu ptaka (przed remontem)

  - dom służby kościelnej, ul. Biedronki 1a
- cmentarz
- kaplica cmentarna
- ogrodzenie i brama
- zespół pałacowo-ogrodowy, ul. Stanisława Kostki Potockiego 1
  - pałac Królewski
  - kordegarda
  - oficyna kuchenna
  - stajnia pałacowa z wiatą
  - oranżeria
  - figarnia z pseudośredniowieczną bramą
  - ujeżdżalnia
  - wozownia
  - psiarnia
  - d. kuźnia, ul. Wiertnicza 1e
  - d. komisariat, ul. Wiertnicza 1f
  - d. ślusarnia i areszt (?), ul. Wiertnicza 1c
  - dom ogrodnika, ul. Biedronki 16
  - dom podstarościego
  - holendernia
  - spichrze
  - studnia na dziedzińcu
  - brama wjazdowa
  - park pałacowy z wystrojem architektoniczno-rzeźbiarskim
    - domek dozorcy
    - mauzoleum Potockich
    - pompownia
    - altana chińska
    - most rzymski
    - pomnik Bitwy Raszyńskiej
    - sarkofag ku czci Stanisława Kostki Potockiego
    - obelisk ku czci braci Potockich
    - kolumna z krzyżem maltańskim
    - kolumna z orłem
    - rzeźba figuralna (balustrady, posągi kamienne i ceramiczne)
- d. szpital św. Aleksandra, ul. Biedronki 6
- „Dom Doktora”, ul. Biedronki 6a
- d. fabryka, ul. Wiertnicza 1
- d. kuźnia wiejska, ul. Wiertnicza 2
- jatki, ul. Wiertnicza 2a
- ochronka, ul. Wiertnicza 2a
- d. zajazd, ul. Wiertnicza 27
- mostek, ul. Wiertnicza
- zespół pałacowo-parkowy w Morysinie
  - ruiny pałacyku
  - domek stróża
  - gajówka, drewn.
  - oraculum
  - brama
  - park
- kościół św. Elżbiety w Warszawie (Powsin), ul. Przyczółkowa
  - dzwonnica
- cmentarz wojenny z II wojny światowej w Powsinie, ul. Przyczółkowa
- d. karczma w Powsinie, ul. Przyczółkowa 394

### Włochy

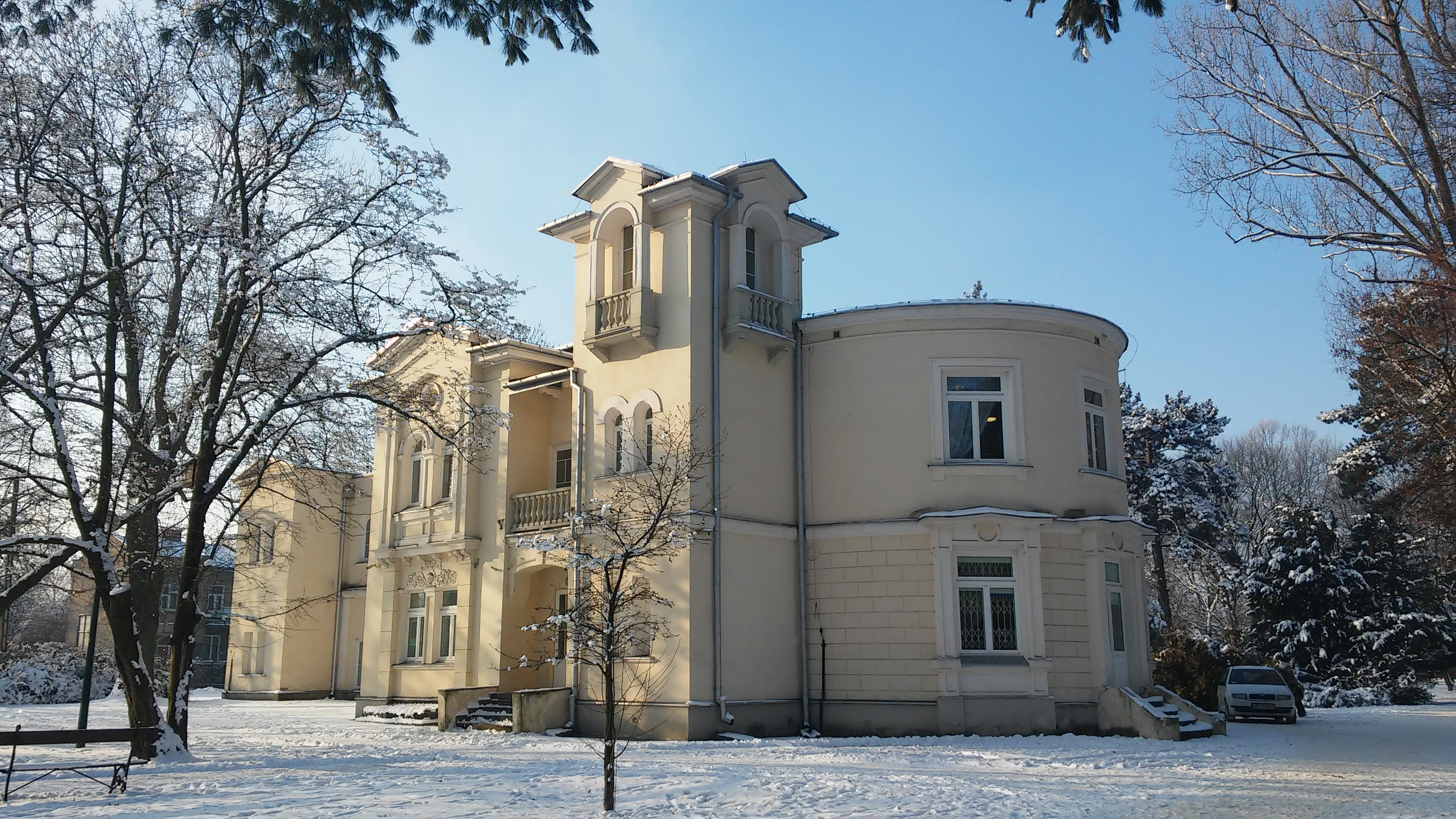
Pałac Koelichenów

- Fort VI „Okęcie”, ul. Lipowczana 6
- pałac Koelichenów, ul. ks. J. Chrościckiego 2
- zespół dworski, ul. 1 Sierpnia 11
  - dwór (częściowo rozebrany po 1945)
  - stodoła
  - budynek inwentarski
  - wozownia
  - czworak
  - ogród (szpalery drzew)

### Wola

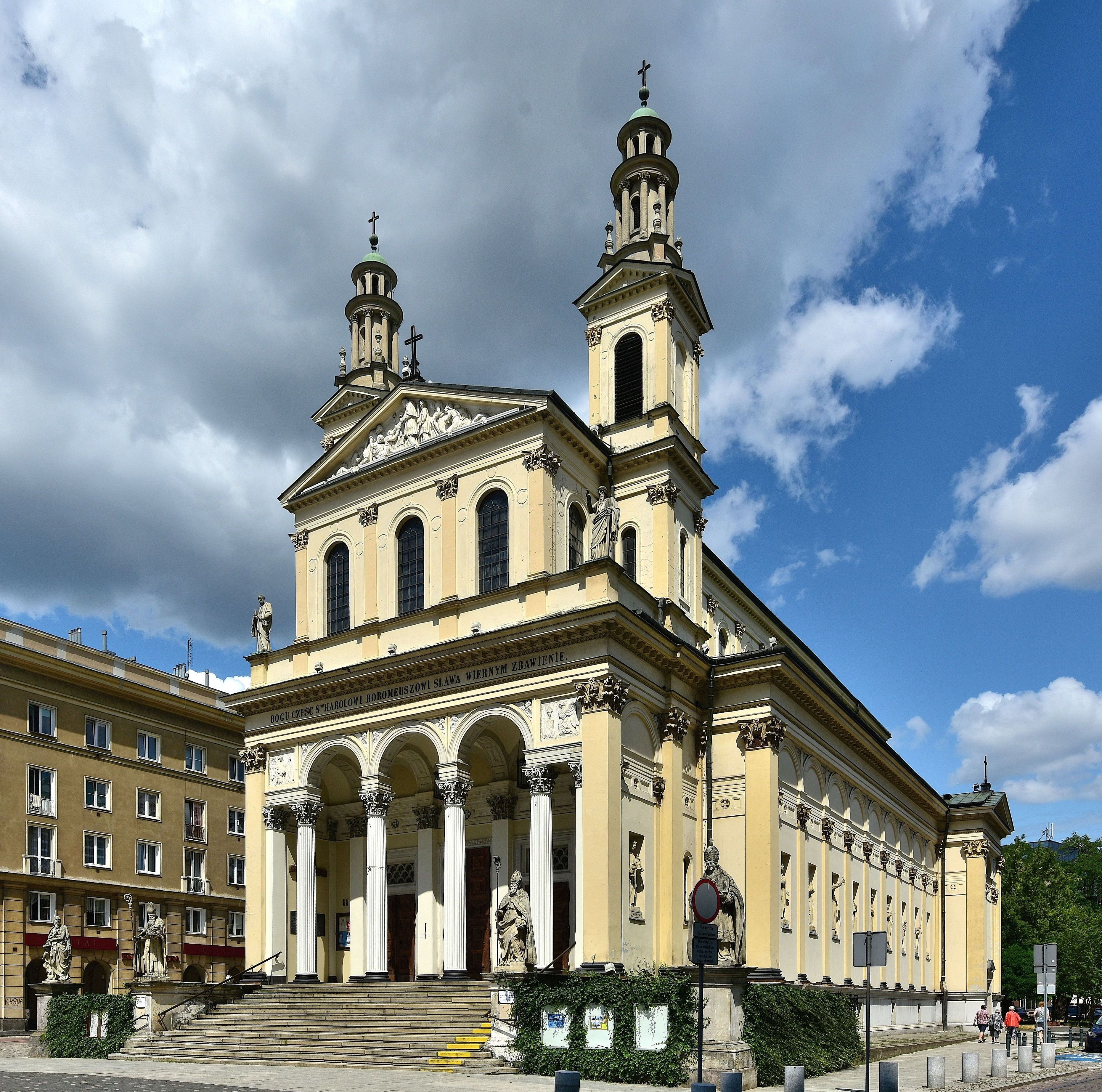
Kościół św. Karola Boromeusza na Woli

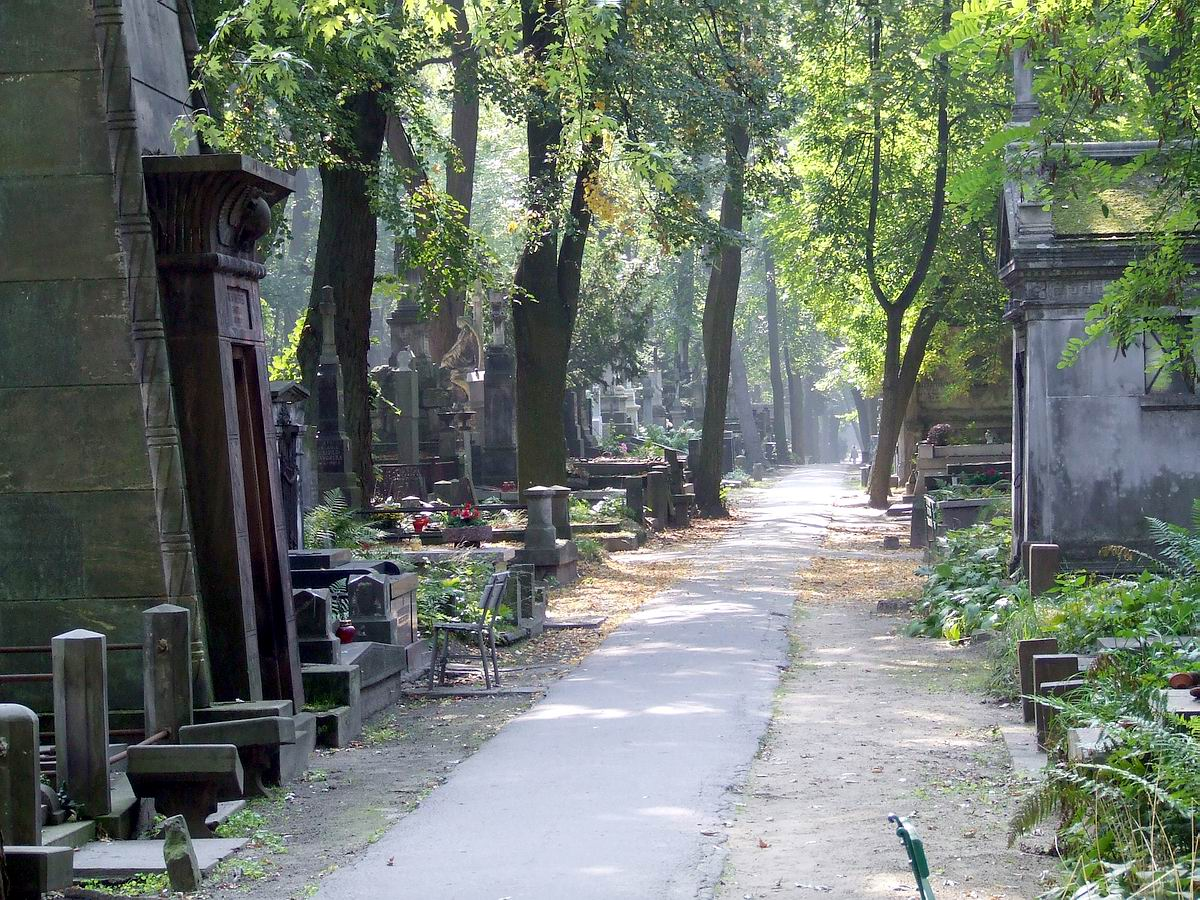
Alejka na cmentarzu Powązkowskim

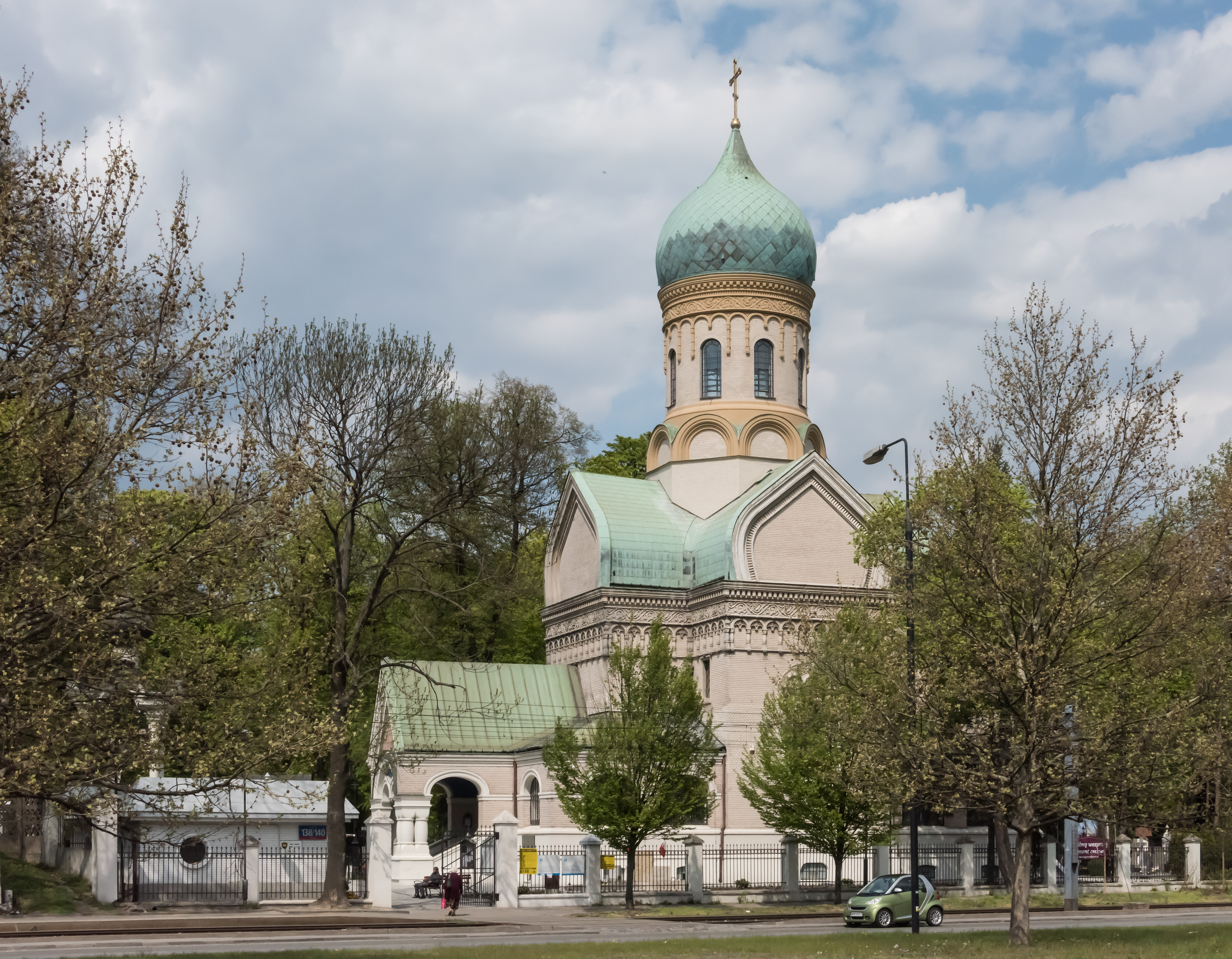
Cerkiew św. Jana Klimaka

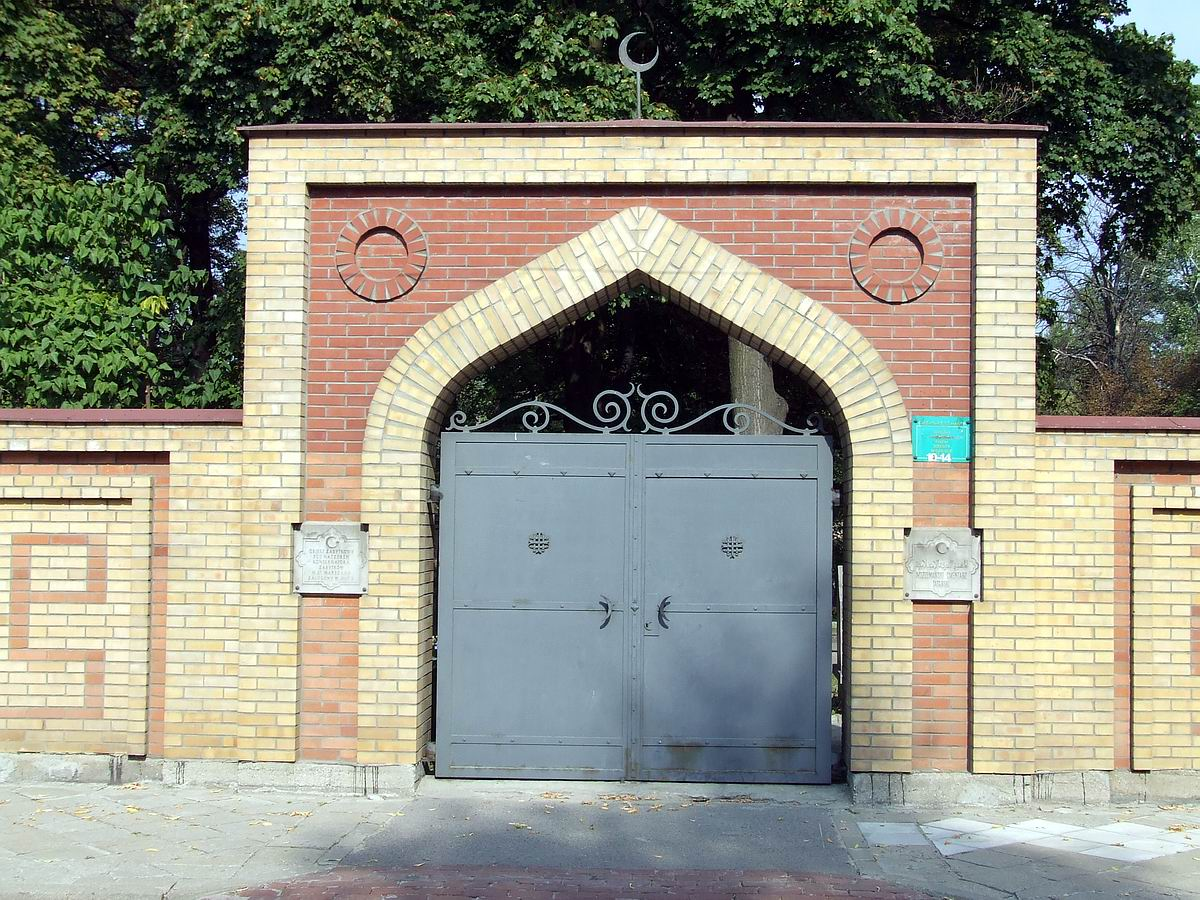
Brama cmentarza Tatarskiego

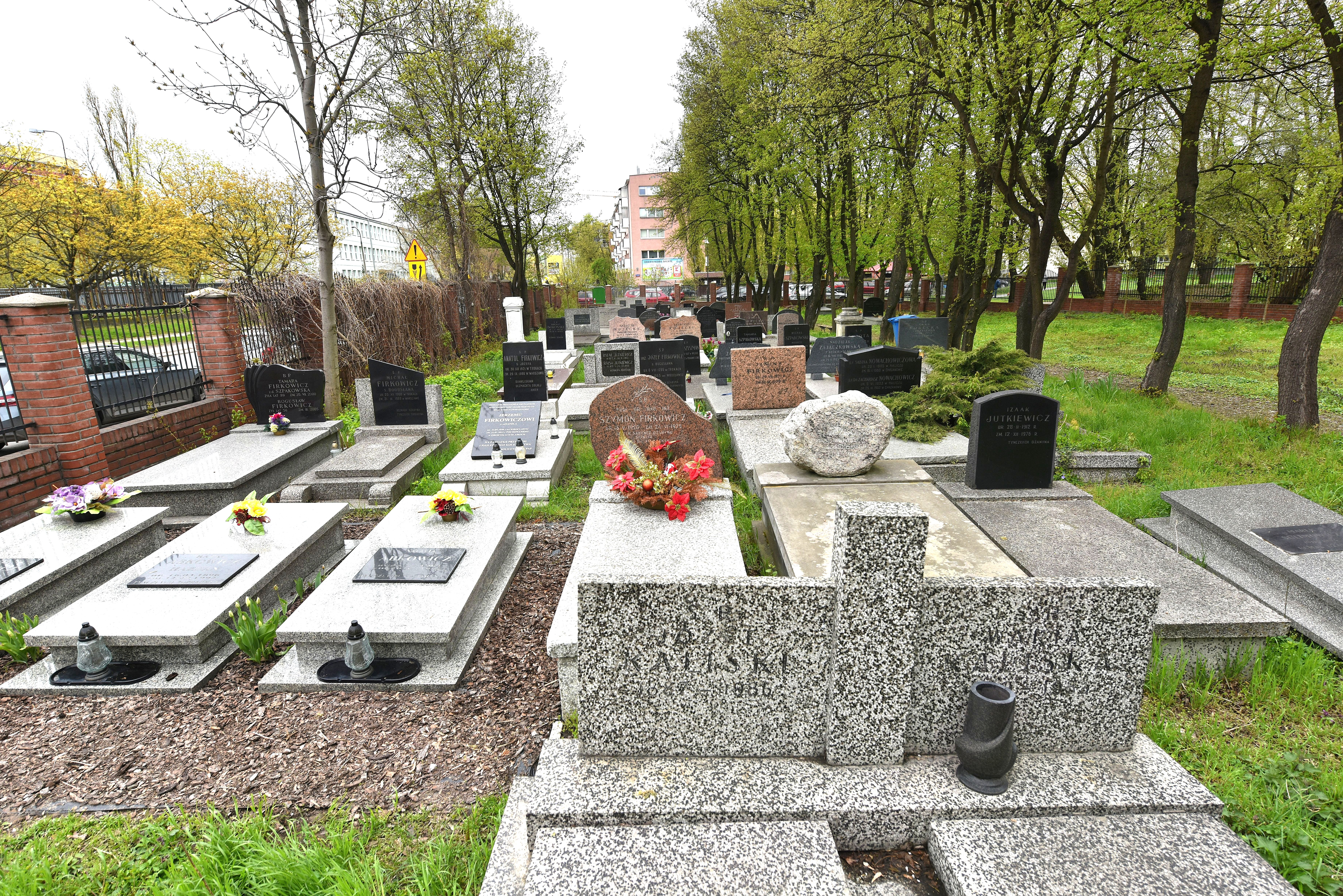
Cmentarz Karaimski

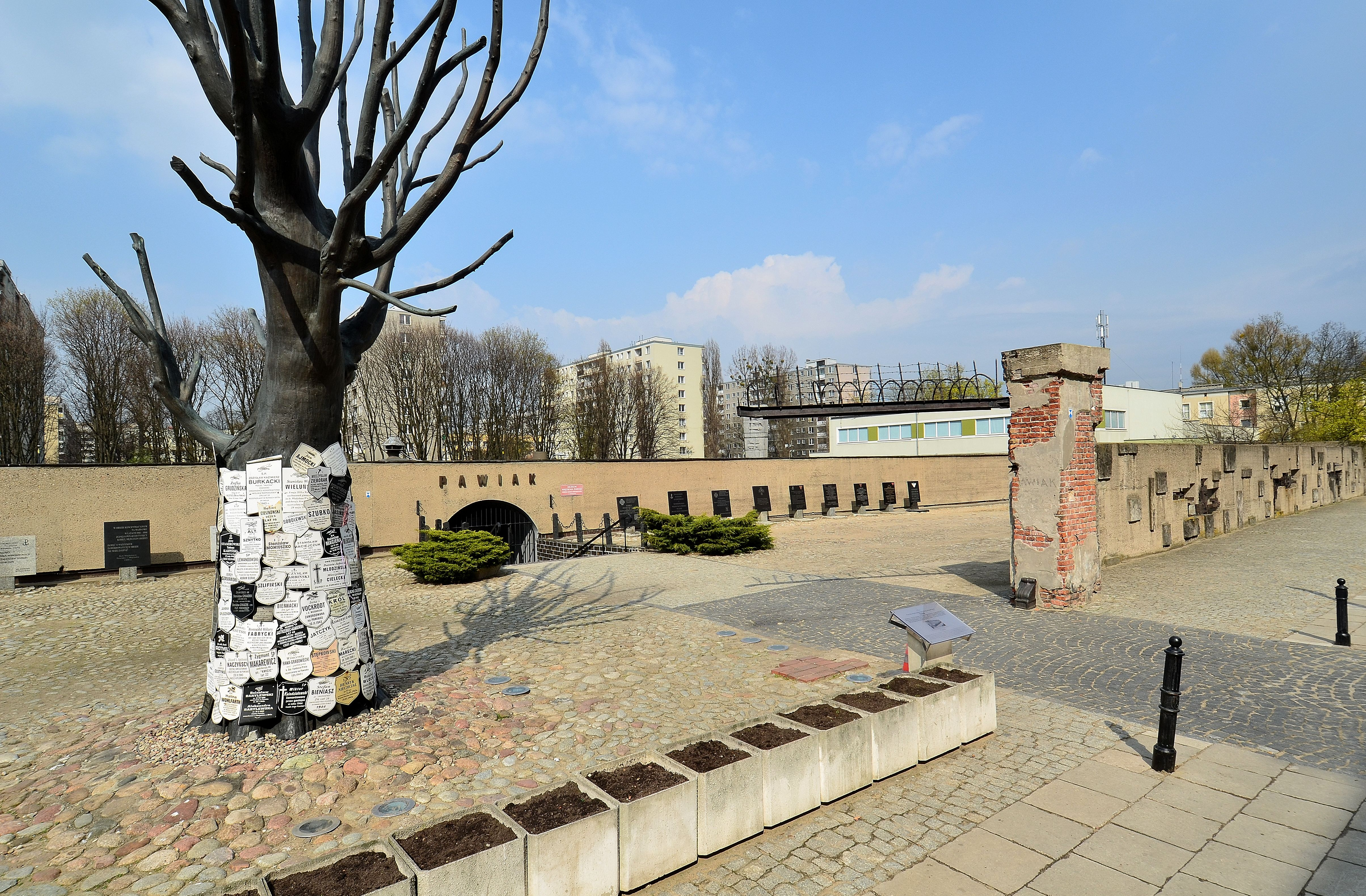
Pomnik na Pawiaku

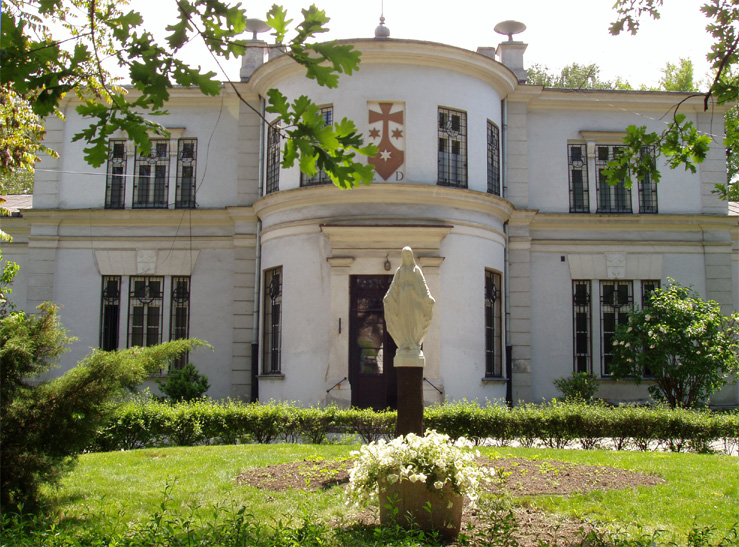
Pałacyk Biernackich

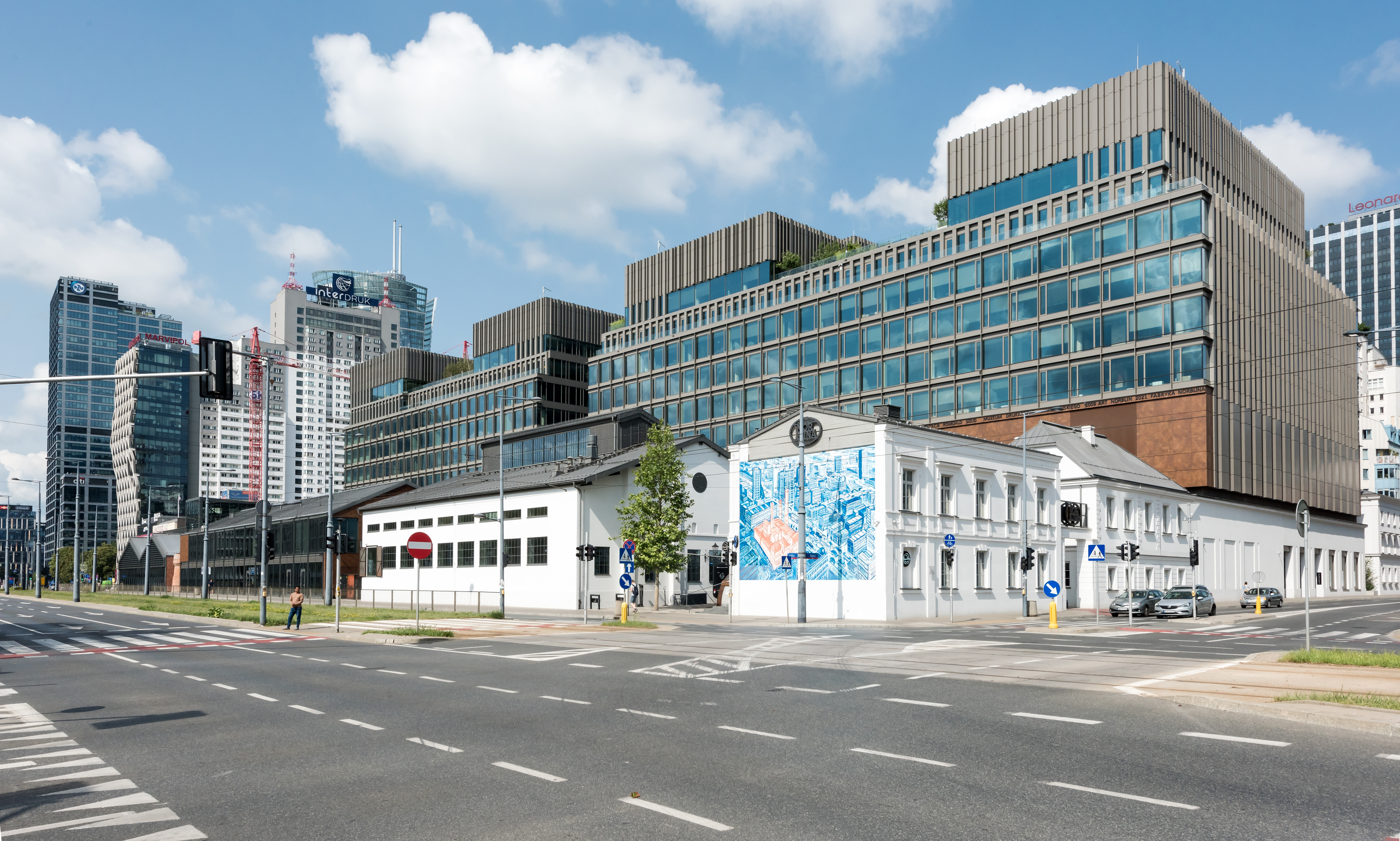
Fabryka Norblina

- osiedle WSM „Koło” – układ urbanistyczny i zespół budowlany w obrębie ulic: Czorsztyńska – Deotymy – Dobiszewskiego – Magistracka – Ożarowska – Raszei
- kościół par. pw. św. Augustyna, ul. Nowolipki
- kościół par. pw. św. Karola Boromeusza, ul. Chłodna 21a
- kościół par. pw. Miłosierdzia Bożego i św. Faustyny, ul. Żytnia 1
- kościół par. pw. Stanisława Biskupa ul. Bema 73
- kościół par. św. Stanisława Biskupa, ul. Wolska 76
- kościół klasztorny karmelitów trzewiczkowych, ob. par. pw. Narodzenia NMP al. „Solidarności” 80
- zespół Cmentarza Powązkowskiego, ul. Powązkowska 1
  - cmentarz
  - kościół pw. św. Karola Boromeusza
  - katakumby
  - budynek karawaniarni, ul. Powązkowska 14
- cmentarz ewangelicko-augsburski, ul. Młynarska 54/58
- cmentarz ewangelicko-reformowany (kalwiński), ul. Żytnia 42/44
- cmentarz żydowski, ul. Okopowa 49/51
- cmentarz muzułmański – kaukaski, ul. Młynarska 60
- cmentarz muzułmański – tatarski, ul. Tatarska
  - domek dozorcy
  - ogrodzenie
- cmentarz karaimski, ul. Redutowa
- zespół Reduty Wolskiej, ul. Wolska 138-140
  - kościół par. pw. św. Wawrzyńca
  - cerkiew prawosławna cmentarna pw. św. Jana Klimaka
  - cmentarz prawosławny
  - reduta nr 56 (szańce ziemne, wały i fosa)
- skwer im. „Jura” Gorzechowskiego (teren d. więzienia kobiecego „Serbia”), al. Jana Pawła II – Dzielna – Smocza
- zespół budynków szkolnych, ul. Bema 76
- założenie urbanistyczne ul. Chłodnej
- kamienica z oficynami, ul. Chłodna 20
- kamienica, ul. Chłodna 27
- szpital, ul. Działdowska 1/3
- więzienie „Pawiak” (teren i relikty zabudowy), ob. Muzeum, ul. Dzielna 26/24
- zakład ogrodniczy Ulrichów, ul. Górczewska 124
  - szklarnie
  - dom mieszkalny „pałacyk”
  - dom mieszkalny
  - park – ogród pokazowy
- przedszkole, ul. Kasprzaka 18/20
- zespół gazowni, ul. Kasprzaka 25
  - kotłownia z kominem
  - wieża ciśnień z remizą straży pożarnej
  - budynek biurowy k. wieży ciśnień
  - oczyszczalnia systemu III
  - oczyszczalnia systemu IV (nie istnieje)
  - tłocznia gazu
  - oczyszczalnia systemu I i II
  - zbiornik gazu I
  - zbiornik gazu II
  - amoniakalnia
  - budynek z wagą koksu
  - fenolownia
  - portiernia
  - magazyn centralny
  - warsztat
  - naftalenownia
  - budynek administracyjny
  - benzolownia
  - kalorymetr
  - centrala elektryczna
  - stajnia z powozownią
  - 3 domy mieszkalne
- część zabudowy d. koszar, ul. Kozielska 4, 4a
  - budynek koszarowy (nr 28)
  - rotunda (magazyn)
- założenie urbanistyczne ul. Leszno
- dom, ul. Ludwiki 1
- dom, ul. Łucka 8
- kamienica, ul. Pańska 85
- pałacyk, ul. Płocka 9/11
- zespół budynków stacji postojowej Warszawa – Szczęśliwice, ul. Potrzebna 54
  - budynek administracyjny
  - akumulatornia
  - kompresornia
  - warsztaty
  - dom zawiadowcy
  - spawalnia
- zespół Elektrowni Tramwajowej (ob. siedziba Muzeum Powstania Warszawskiego), ul. Przyokopowa 28
  - hala główna (kotłownia z pompownią i maszynownią)
  - budynek administracyjno – mieszkalny
  - portiernia
  - ogrodzenie z bramą
- szkoła, ul. Rogalińska 2
- dom, ul. Siedmiogrodzka 5
- pałacyk, ul. Srebrna 12
- pozostałości zespołu fabryki, ul. Waliców 11/Pereca
  - dom
  - piwnice (pod domem i dziedzińcem)
  - mur ceglany z bramą od ul. Waliców
- zespół pałacyku Biernackich, ul. Wolska 27/29
  - pałacyk
  - oficyna
  - pawilon I
  - pawilon II
- kamienica, ul. Złota 83
- Zakłady Norblina, ul. Żelazna 51/53 (ob. siedziba Muzeum Przemysłu)
  - budynek odlewni
  - budynek z halami pieców i trawiarnia
  - budynek tłoczni
  - kuźnia
  - budynek ciągarni
  - budynek wykańczalni (3-halowy)
  - budynek czyszczalni
  - budynek hartowni i laboratorium
  - budynek magazynów surowców
  - budynek administracyjny
- fragment budynku Żydowskiego Domu Studiów Religijnych i Modlitwy, ul. Żelazna 57
- zespół fabryki „Duschik i Szolce”, ul. Żelazna 63
  - dom mieszkalny
  - hala fabryczna
  - brama wjazdowa
- zespół domu Wojciecha Bogusławskiego, ul. Żelazna 97
  - pałacyk
  - oficyna I
  - oficyna II

### Żoliborz

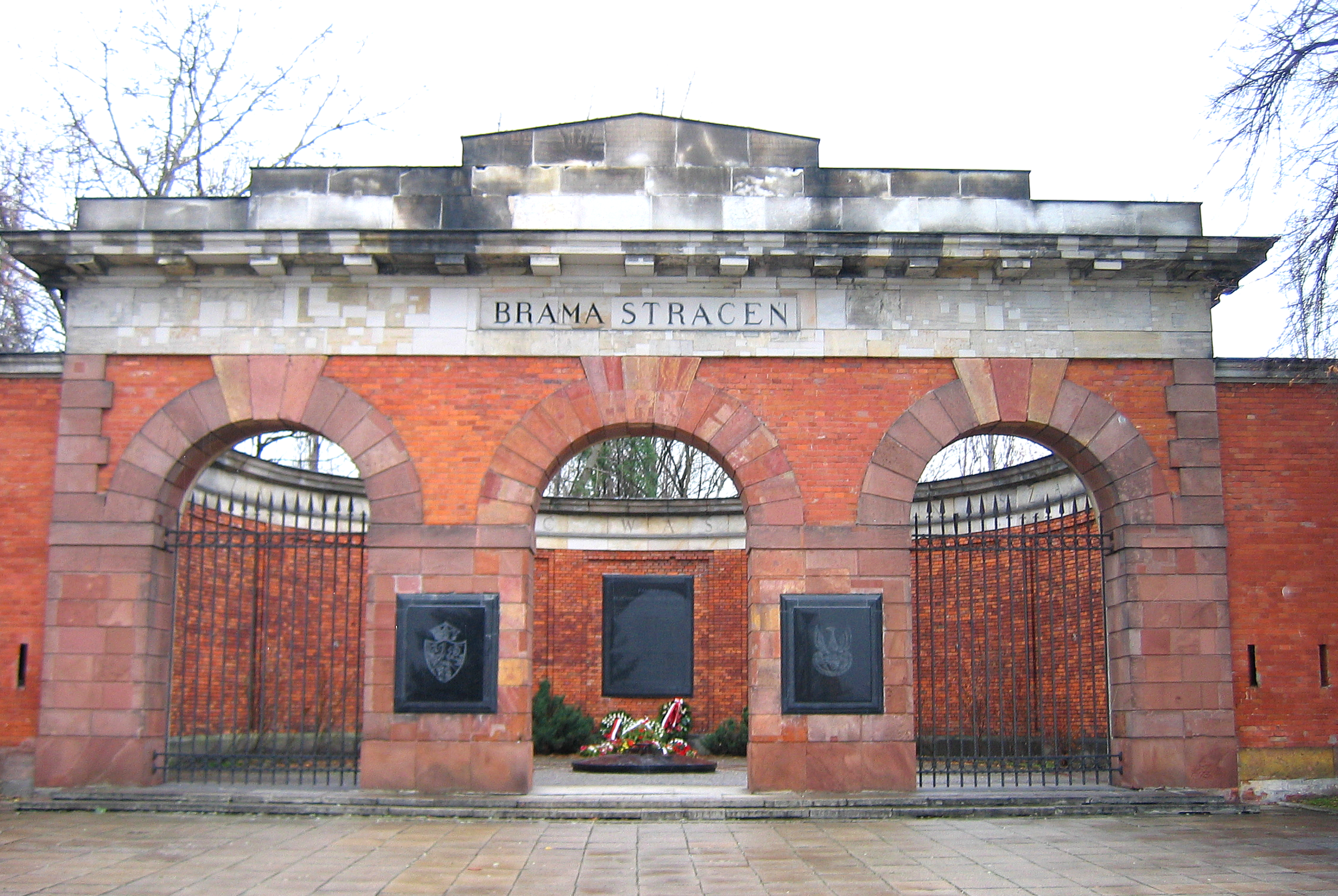
Cytadela warszawska: Brama Straceń

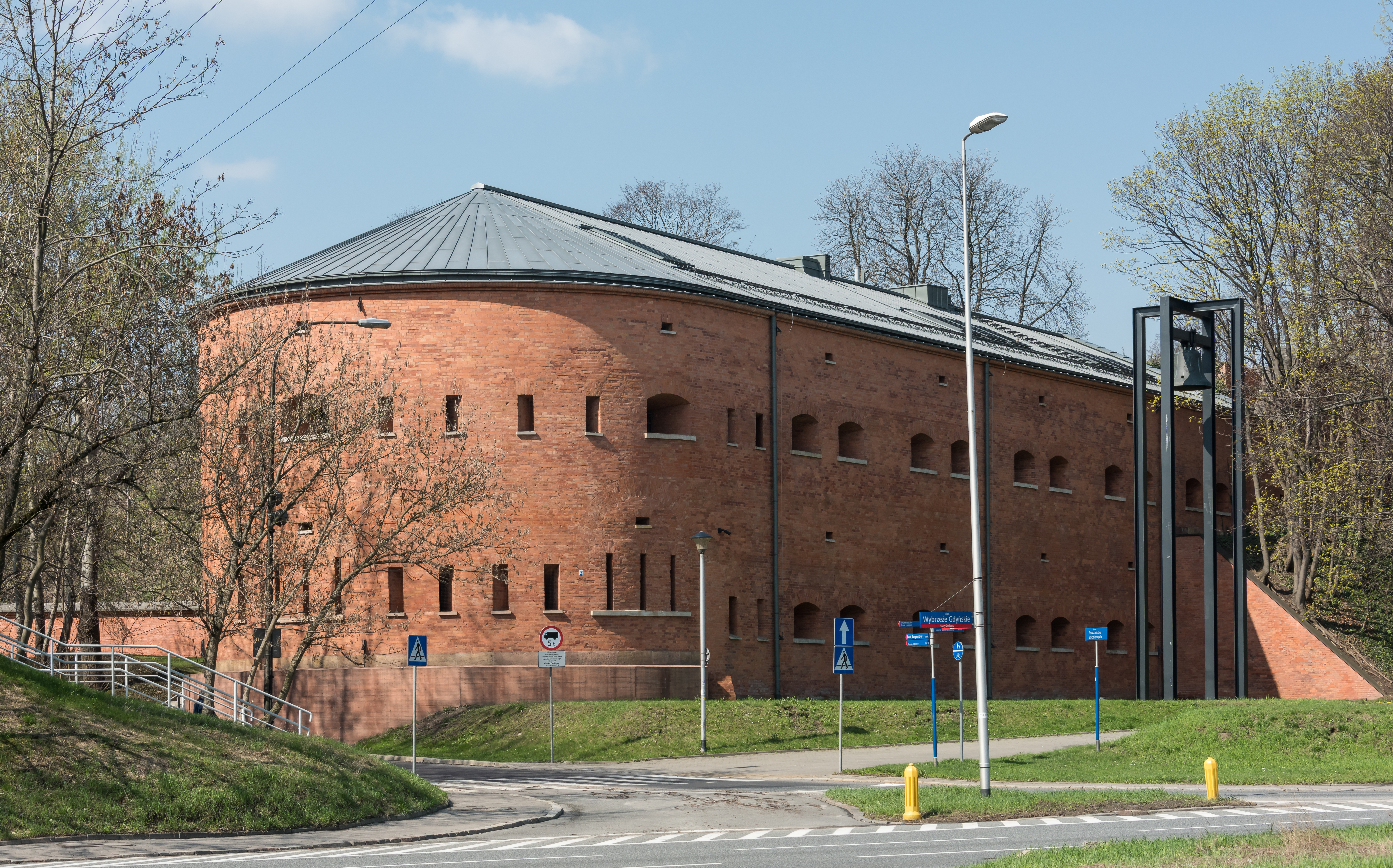
Cytadela warszawska: kaponiera pierwszego bastionu

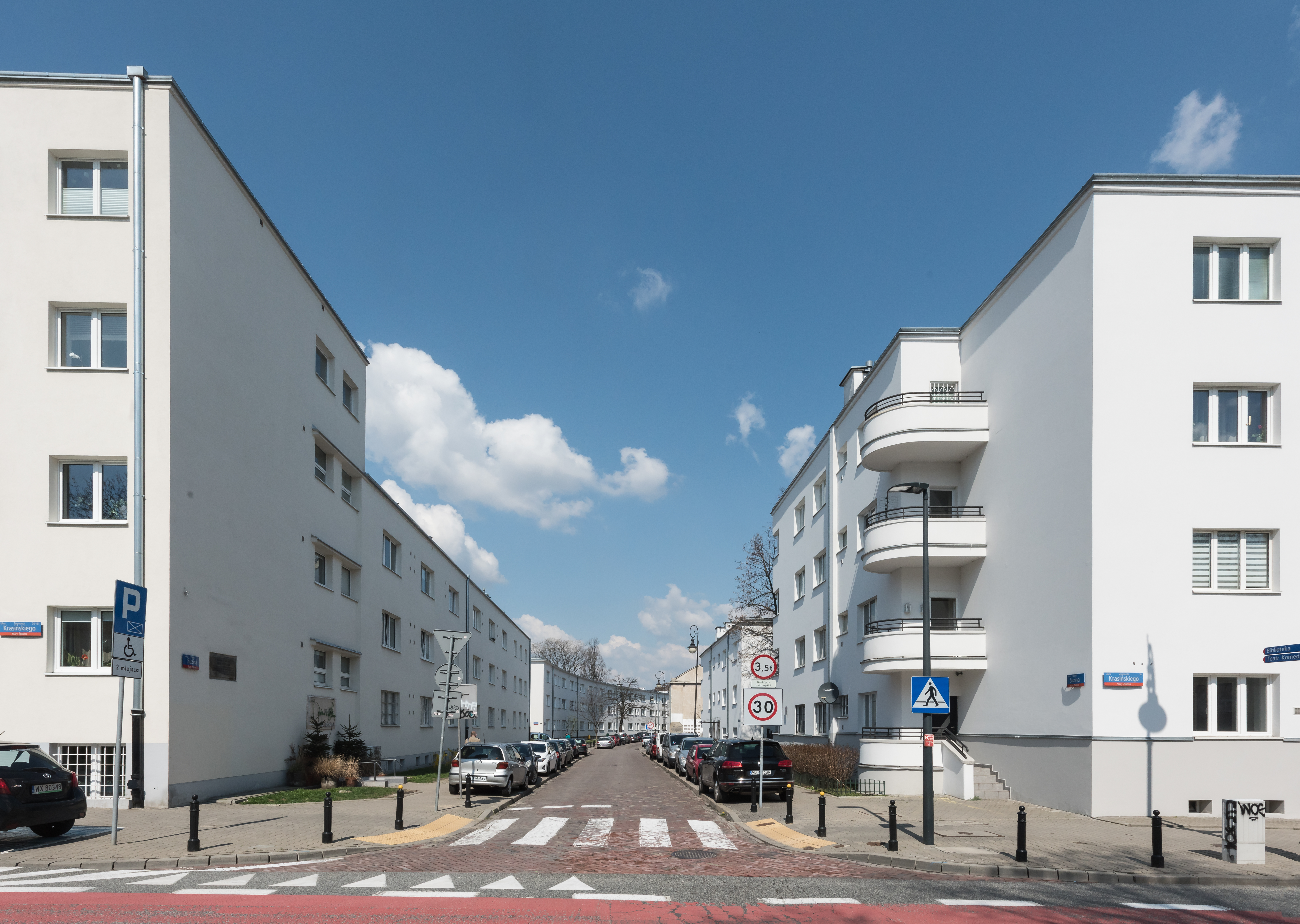
Budynki kolonii WSM przy ul. Suzina na Żoliborzu

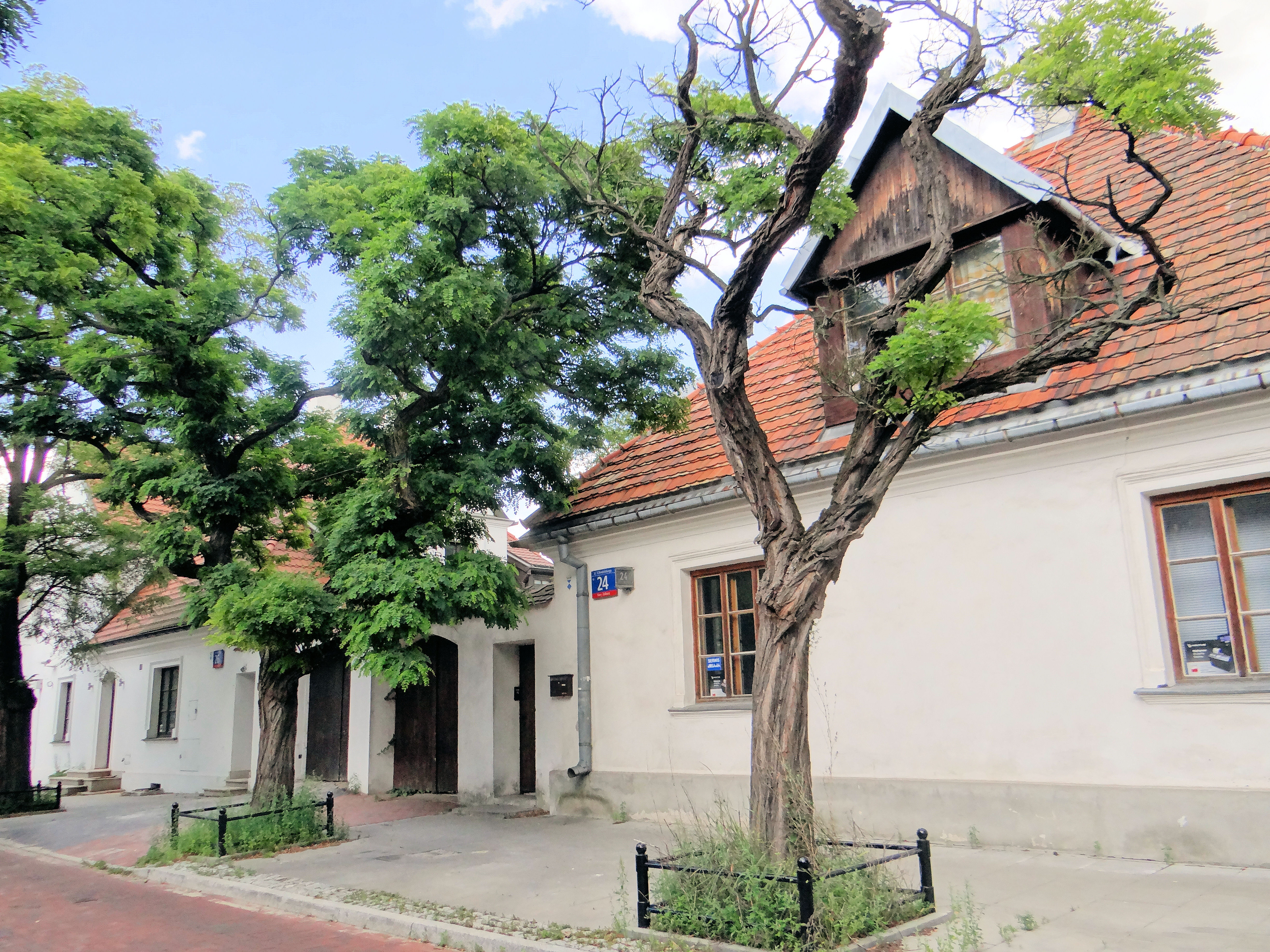
Zabudowa parzystej strony ul. Brodzińskiego

- Żoliborz historyczny (układ i zabudowa)
  - Kolonia Dziennikarska
  - osiedle WSM
  - Żoliborz Oficerski
- zespół cytadeli, ul. Wybrzeże Gdyńskie
  - mury z bramami
  - X pawilon
  - d. kaplica pw. św. Ducha
  - d. budynki klasztorne
  - budynek, ul. Gwardii
  - budynek, ul. Fawory
  - Fort Sokolnickiego, ul. Krasińskiego
  - Fort Traugutta, ul. Mickiewicza
  - poterna (tunel) z cytadeli, ul. Wojska Polskiego/pl. Inwalidów
- zabudowa parzystej strony, ul. Brodzińskiego, numery: 2 (z ogrodem), 4 (z ogrodem), 8, 10, 12 (z ogrodem), 16, 20 (z ogrodem), 24, 28 (z ogrodem), 30, 32
- szkoła, ul. Czarnieckiego 49
- willa, ul. Czarnieckiego 53
  - ogród
- domy wraz z ogrodami, przy ul. Dygasińskiego, numery: 1, 3, 15, 19, 20, 21, 22 (bez ogrodu), 23
- domy wraz z ogrodami przy ul. Dziennikarskiej, numery: 11, 12
- szkoła, ul. Elbląska 51
- dom (segment), ul. Forteczna 12
  - ogród
- domy (segmenty) przy ul. Gomółki, numery: 4, 6
- dom wraz z ogrodami przy ul. Hauke-Bosaka, numery: 9, 12
- dom, ul. Kaniowska 1
- domy przy pl. Lelewela, numery: 12, 14, 18 (z ogrodem)
- dom, ul. Mickiewicza 34/36
- domy (wraz z ogrodami) przy ul. Niegolewskiego, numery: 8, 10, 21 (bez ogrodu), 21/II (bez ogrodu), 27
- willa, ul. Promyka 17
  - ogród
- dom (segment), pl. Słoneczny 6
  - ogród
- domy przy ul. Sułkowskiego, numery: 28 (z ogrodem), 32
- domy przy ul. Śmiałej, numery: 41, 48, 50, 54 (z ogrodem), 58 (z ogrodem), 60, 63 (z ogrodem), 66, 73
- willa przy pl. Tucholskim 24
  - ogród
- zabudowa, ul. Wieniawskiego, numery: 1/I, 2/I, 2/2, 3/I, 3/II, 3/III, 3/IV, 4, 5/I, 5/II, 5/III, 5/IV, 5/V, 5/VI, 5/IX, 5/X, 6/I, 6/III, 6/VI, 6/VII, 6/VIII, 6/IX, 6/X, 7/I, 7/II, 7/IV, 7/V, 7/VI, 8/I, 8/III (z ogrodem), 8/IV, 8/VI (z ogrodem)
- dom, al. Wojska Polskiego 29